# Biểu tình phản đối Nga xâm lược Ukraina
Các cuộc biểu tình phản đối Nga xâm lược Ukraina tháng 2 năm 2022 diễn ra tự phát và đồng thời ở nhiều nơi trên khắp thế giới.

## Nga

Cờ Phe đối lập tại Nga được dùng làm cờ phản chiến

Hơn 1.800 người Nga tại 53 thành phố trên khắp nước Nga đã bị cảnh sát nước này giam giữ vì tuần hành phản đối chiến tranh. Tuy nhiên họ đã được thả ngay sau đó và vẫn tiếp tục biểu tình chống chiến tranh Tổng thống Putin đã đưa ra yêu cầu người dân không tham gia hoặc ngừng lại tất cả mọi hoạt động biểu tình phản đối chiến tranh. Chính quyền Nga cũng cảnh báo rằng người dân nước này "sẽ phải lãnh hậu quả nếu họ dám cả gan chống lại Tổng thống Putin và cả nước Nga". Sự việc này khiến cho phe đối lập ở Nga coi cuộc xâm lược vào Ukraina của nước này là "chiến tranh xâm lược của ông Putin".
Vào ngày 27 tháng 2, đã có hơn 2.063 người khác đã bị bắt giữ sau khi họ xuống  đường phố biểu tình phản đối chiến tranh, kêu gọi rút quân về nước. Nhóm người này cũng chỉ bị giam giữ trong thời gian ngắn.
Hơn 10.000 công nhân công nghệ, 6.000 nhân viên y tế, hơn 3.400 kiến trúc sư, hơn 2.000 diễn viên, đạo diễn và các nhân vật nổi tiếng khác, và 1.500 giáo viên đã ký vào bản kiến nghị kêu gọi chính phủ của Putin chấm dứt chiến tranh và rút hết quân về nước.
Hơn 10.147.000 người dân Nga đã bày tỏ sự ủng hộ việc Quốc hội nước này luận tội Tổng thống Putin.

## Bên ngoài nước Nga
Các cuộc biểu tình ủng hộ Ukraine đã xảy ra tại một số đại sứ quán và lãnh sự quán của Nga ở nước ngoài, bao gồm cả những người ở:
- Albania[13]
- Argentina[14]
- Armenia[15]
- Azerbaijan[16][17]
- Belarus[18][19]
- Bỉ[20]
- Bosnia và Herzegovina[21]
- Brazil[22][23]
- Bulgaria[24]
- Canada[25][26]
- Chile[27]
- Colombia[28]
- Croatia[29]
- Cộng hòa Séc[30]
- Đan Mạch[31]
- Estonia[32]
- Phần Lan[33]
- Pháp[34]
- Gruzia[35]
- Hy Lạp[36]
- Hungary[37]
- Iceland[38][39]
- Ấn Độ[40]
- Ireland[41]
- Israel[42]
- Ý[43]
- Kazakhstan[44]
- Kosovo[45]
- Kyrgyzstan[46]
- Latvia[47]
- Lebanon[34]
- Lithuania[48]
- Malaysia[49]
- Mexico[50]
- Moldova[51]
- Montenegro[52]
- Hà Lan[53]
- New Zealand[54]
- Bắc Macedonia[55]
- Na Uy[34]
- Peru[56]
- Ba Lan[57]
- Bồ Đào Nha[58]
- Romania[59][60][61]
- Serbia[62][63]
- Slovakia[64]
- Slovenia[65]
- South Africa[66]
- Hàn Quốc[67]
- Tây Ban Nha[34]
- Sri Lanka[68]
- Thụy Điển[69]
- Đài Loan[70]
- Thái Lan[71]
- Thổ Nhĩ Kỳ[72]
- Vương quốc Anh[73]
- Hoa Kỳ[74]

Không thể phản đối tại đại sứ quán Nga ở Tehran, thay vào đó, các cuộc biểu tình của Iran đã diễn ra tại đại sứ quán Ukraina.
Trong cuộc bỏ phiếu trưng cầu dân ý về hiến pháp, những người biểu tình Belarus ở Minsk đã hô vang "Không gây chiến" tại các điểm bỏ phiếu.
Các cuộc biểu tình cũng diễn ra ở Amman, Bern, Hong Kong, Istanbul, Thành phố Luxembourg, Nicosia, Sydney, Tokyo, và Vienna. ở Valencia, Venezuela, một nhóm sinh viên tổ chức một cuộc biểu tình.
Vào ngày 25 tháng 2, tờ báo khỏ nhỏ Slovak Nový čas đã đăng ảnh của Putin đã được chỉnh sửa để trông giống Hitler với cụm từ 'Putler' trên trang bìa.
Vào ngày 25 tháng 2, nhà hoạt động khí hậu Greta Thunberg đã biểu tình bên ngoài đại sứ quán Nga ở Stockholm.
Vào ngày 26 tháng 2, người Ukraina đã tập trung tại St. Nhà thờ Nicholas ở quận Mapo, Seoul, Hàn Quốc, cầu nguyện cho hòa bình của đất mẹ. Sau khi cầu nguyện, họ đi ra khỏi nhà thờ và kéo cờ Ukraine và các dấu hiệu phản đối. Vào ngày hôm sau, khoảng 300 người, bao gồm cả những người Ukraina sống ở Hàn Quốc và những người ủng hộ họ, phản đối cuộc xâm lược của Nga gần Đại sứ quán Nga ở Seoul.
Vào ngày 27 tháng 2, hơn 100.000 tụ tập ở Berlin để phản đối việc Nga xâm lược Ukraine.

## Hình ảnh biểu tình phản đối
- Minsk, Belarus. người dân hô to "No to war!"Minsk, Belarus. người dân hô to "No to war!"

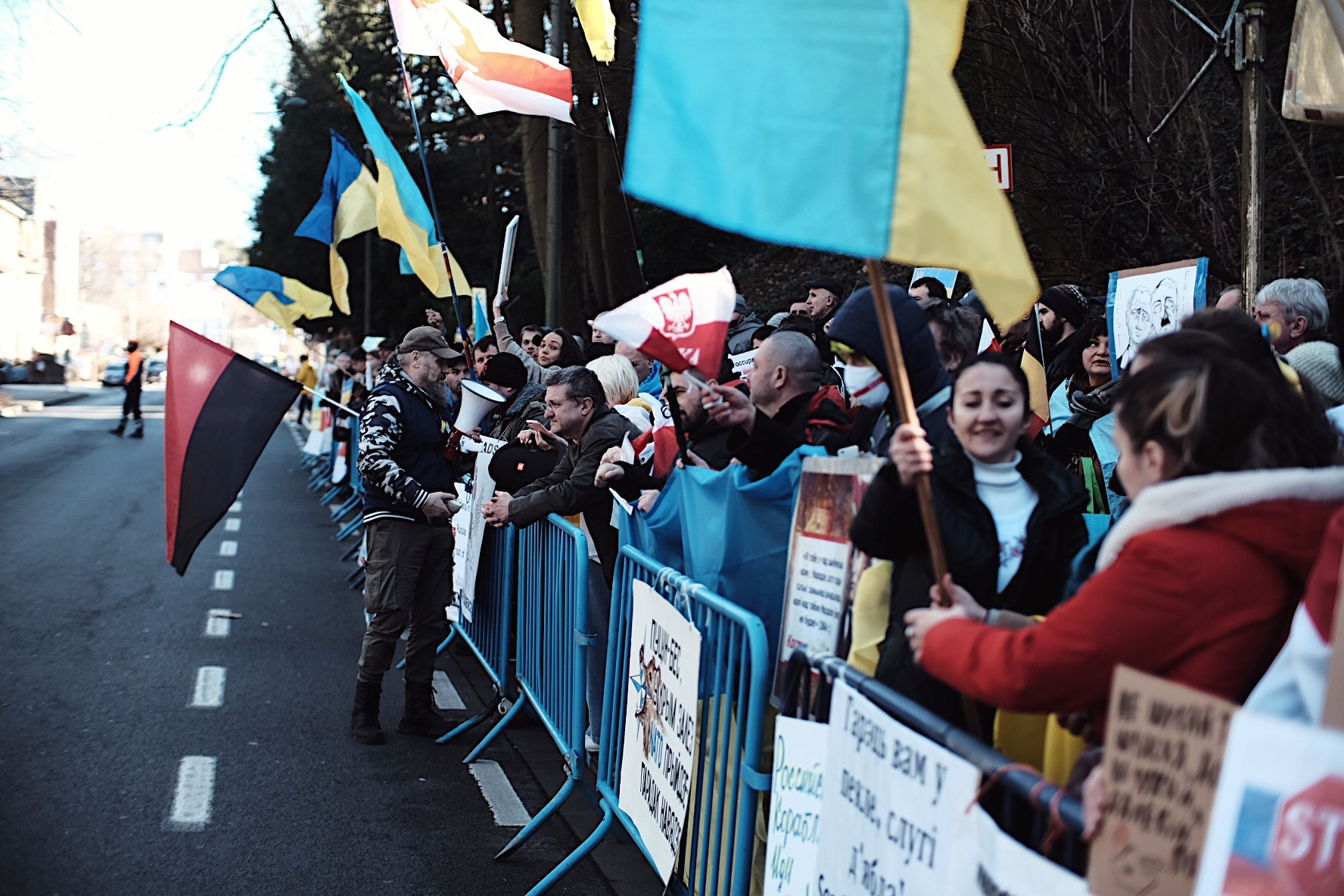
Biểu tình phản đối ở  Brussels, Bỉ.
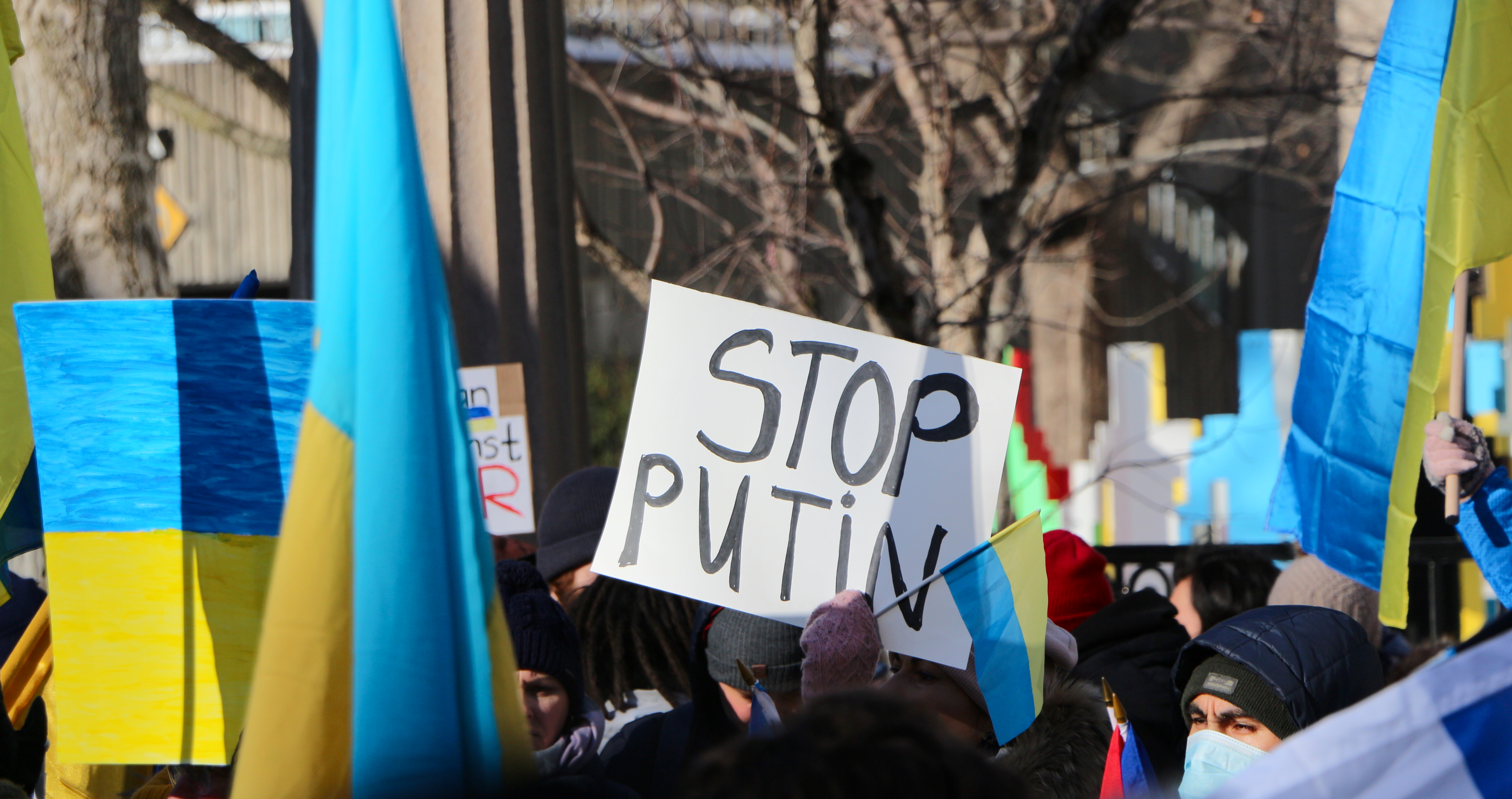
Biểu tình phản đối ở  Montreal, Canada.
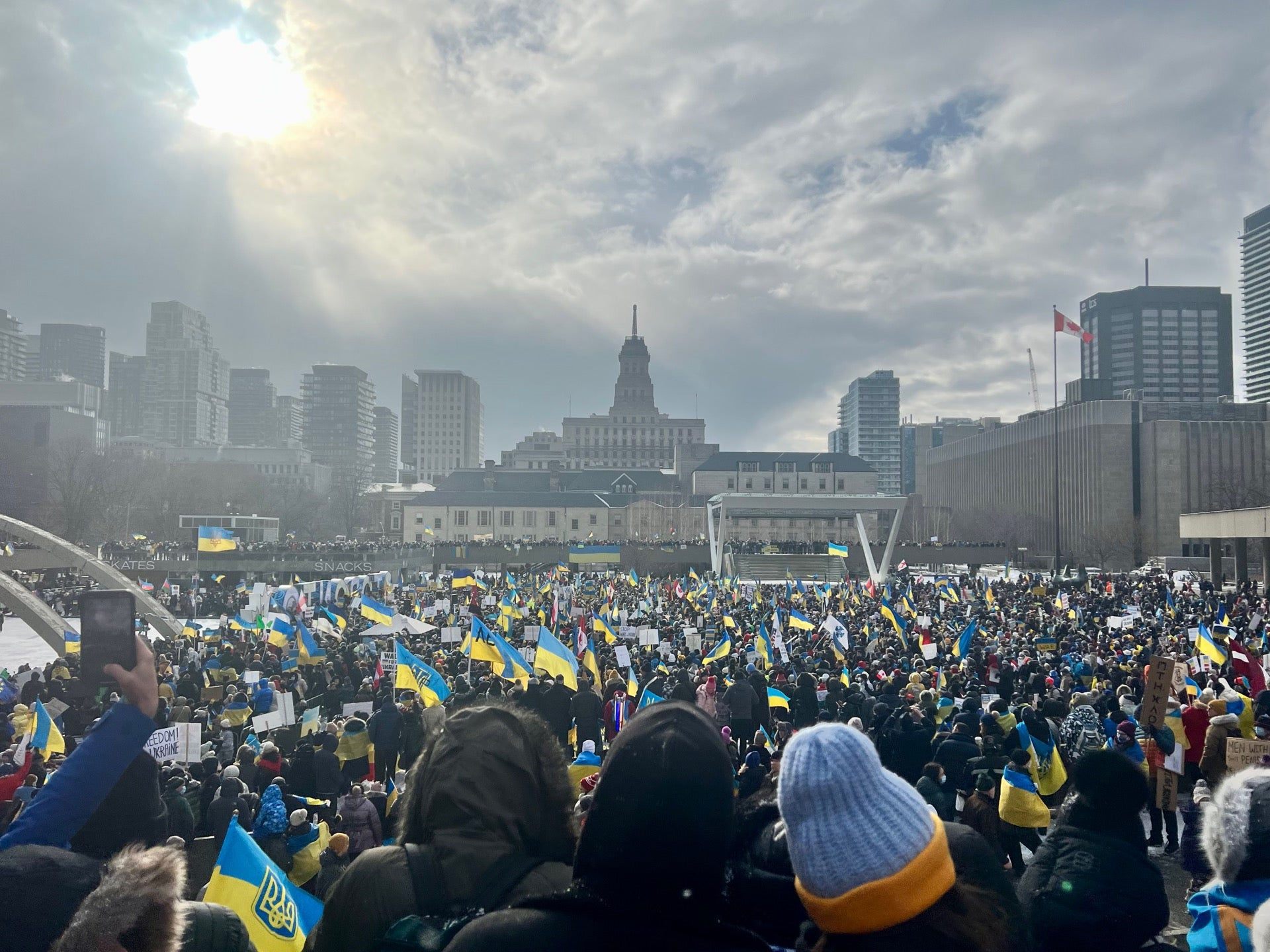
Biểu tình phản đối ở  Toronto, Canada.
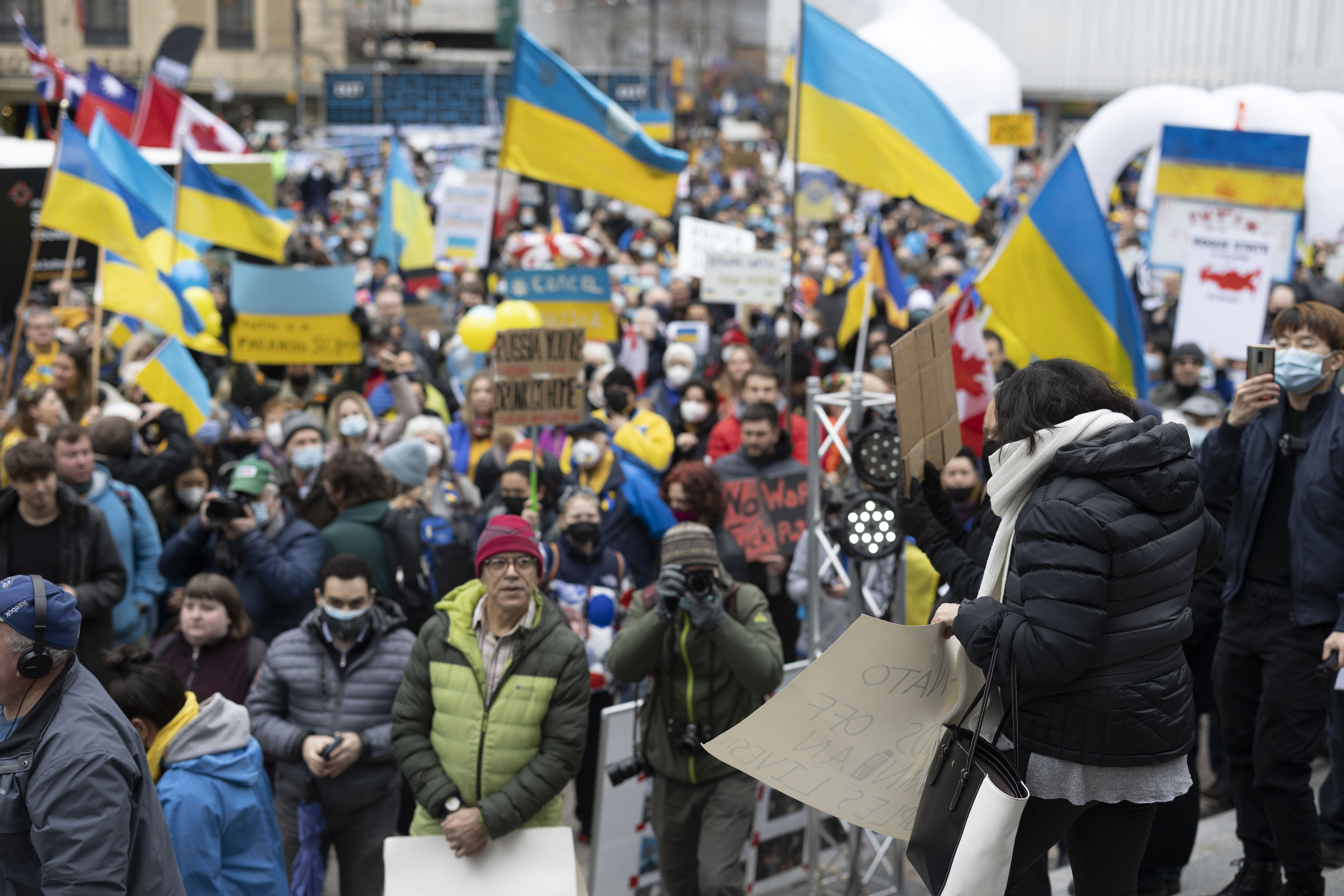
Vancouver, Canada.
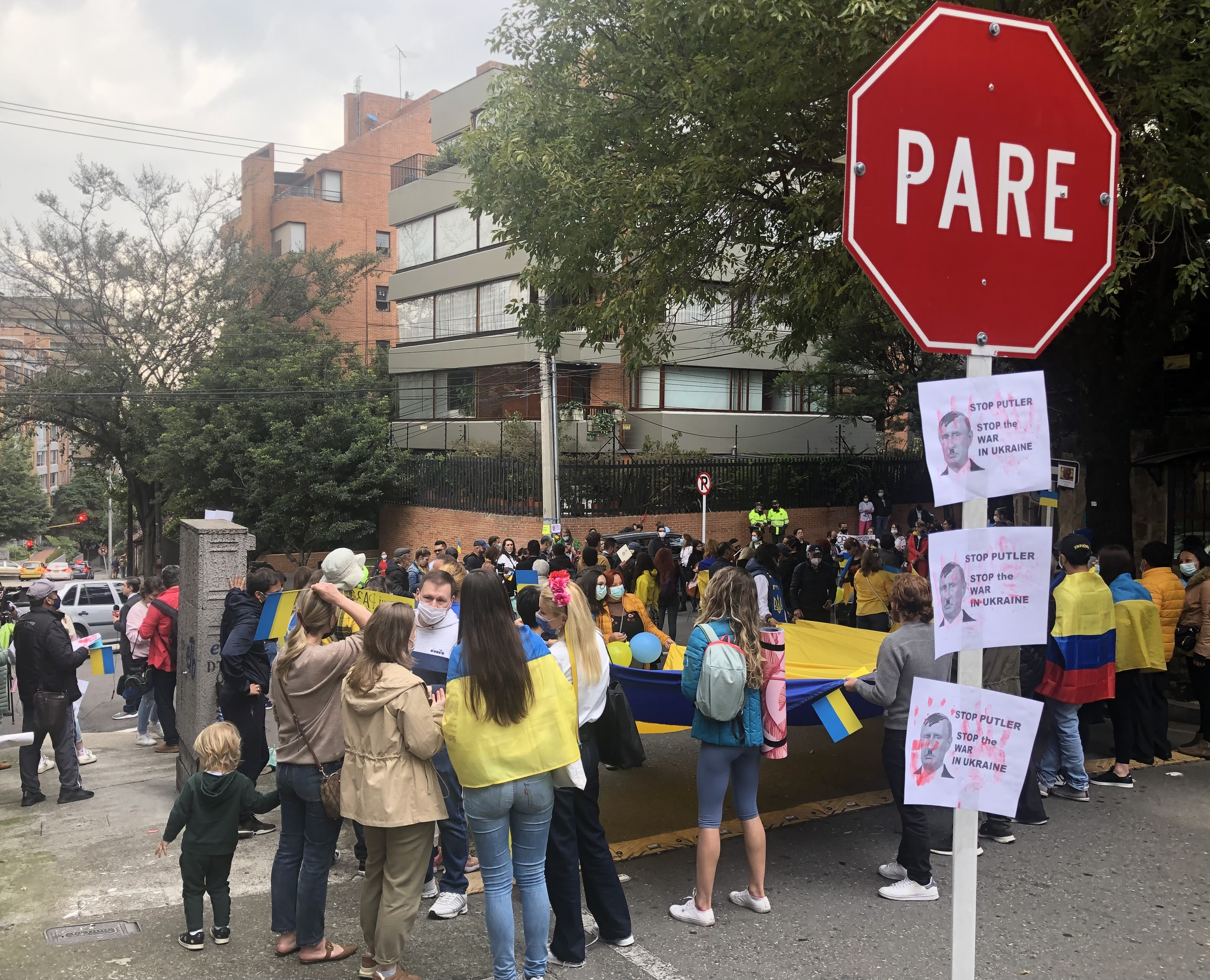
Ở tòa đại sứ Nga tại Bogotá, Colombia.
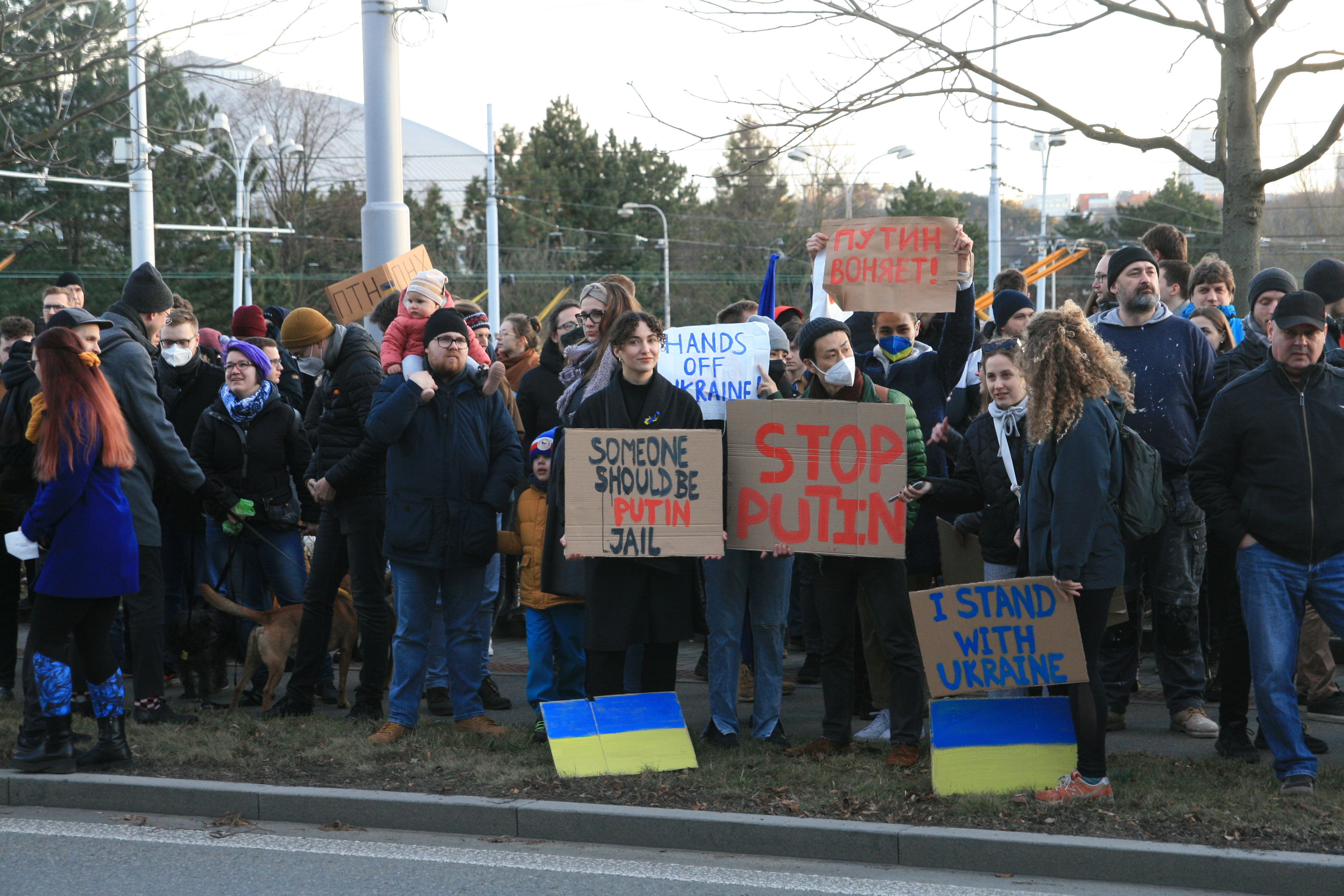
Ổ tòa lãnh sự Nga Brno, Cộng hòa Séc.
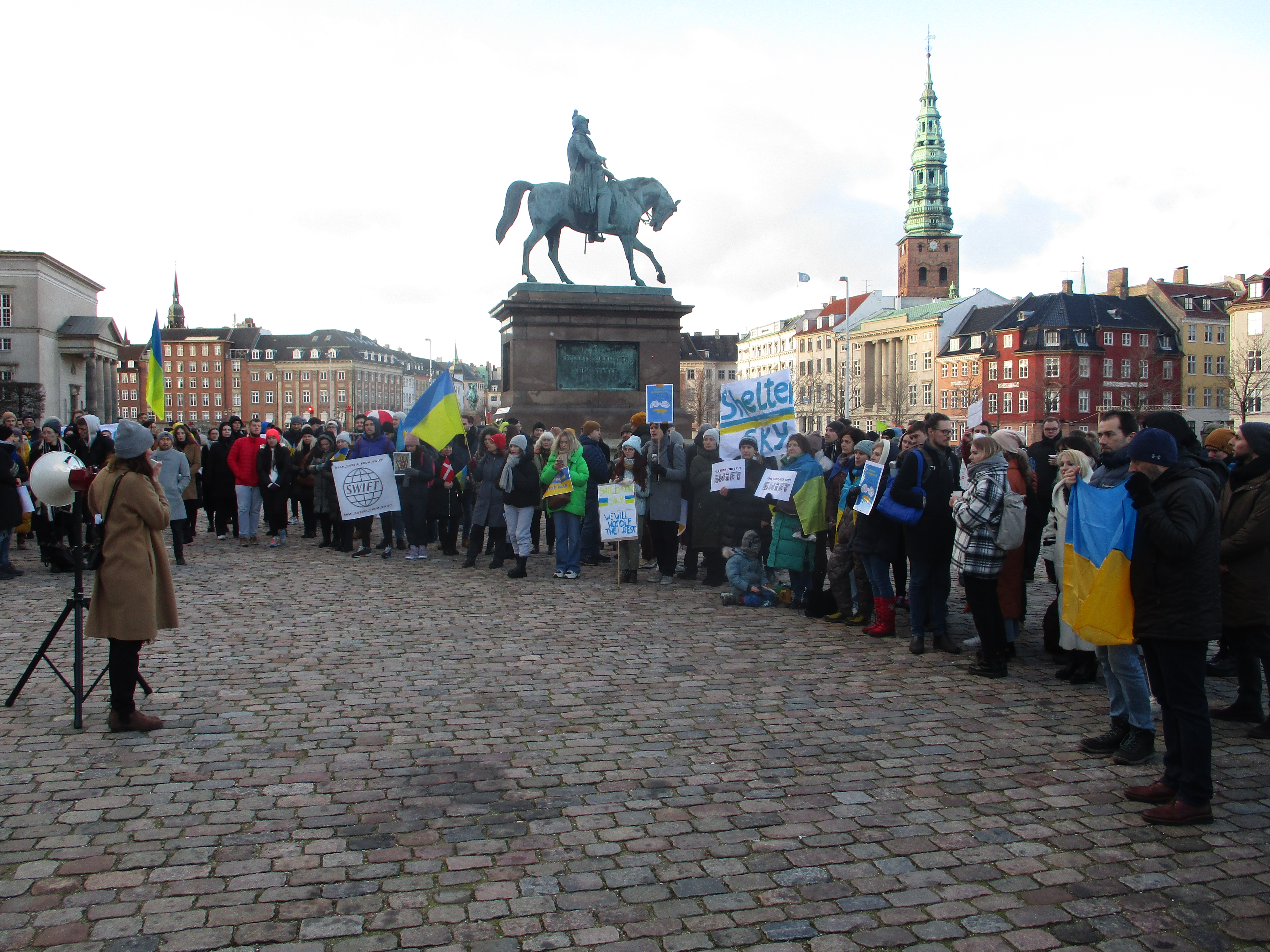
Copenhagen, Denmark.
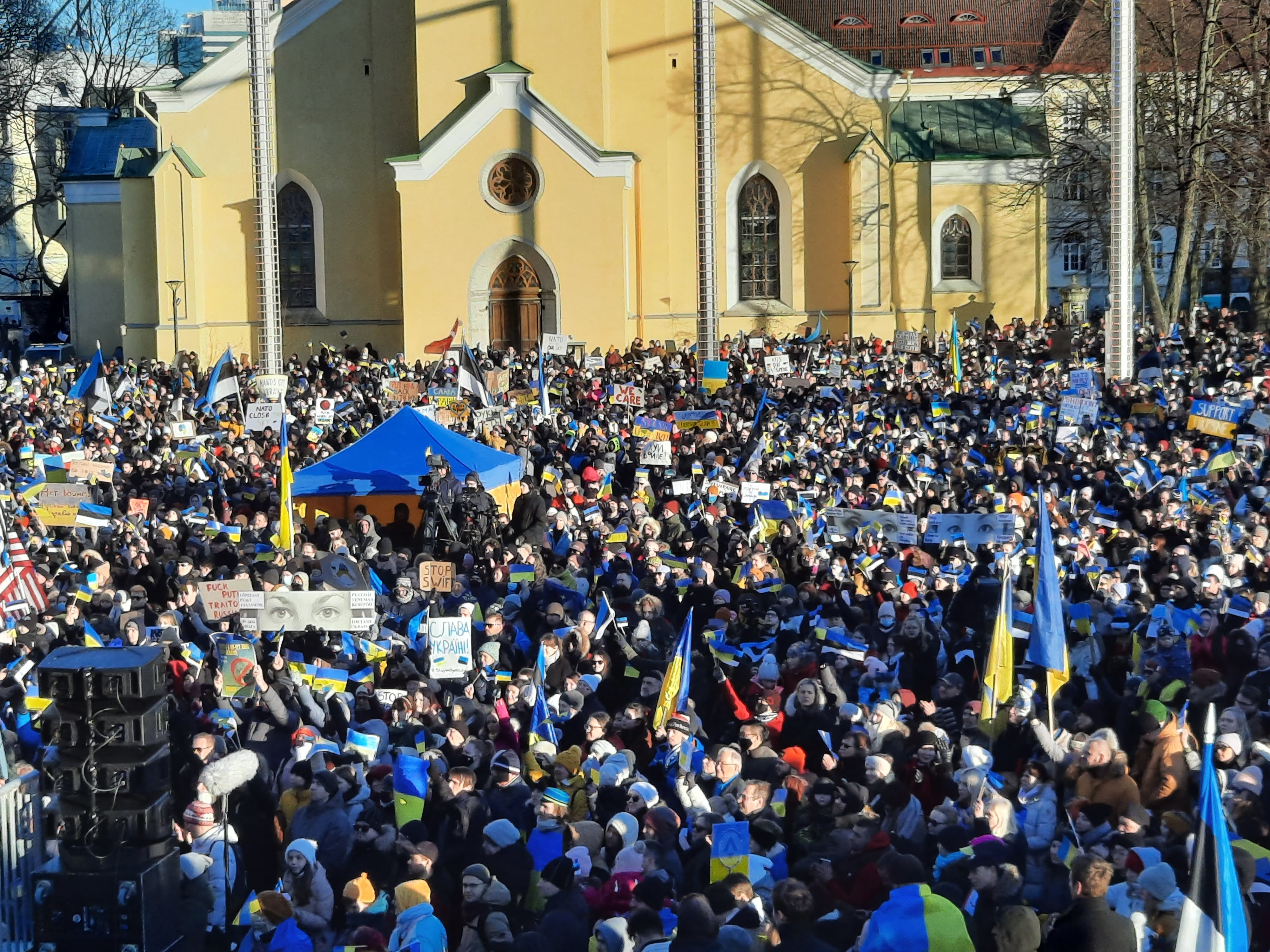
Biểu tình phản đối ở  Tallinn, Estonia.
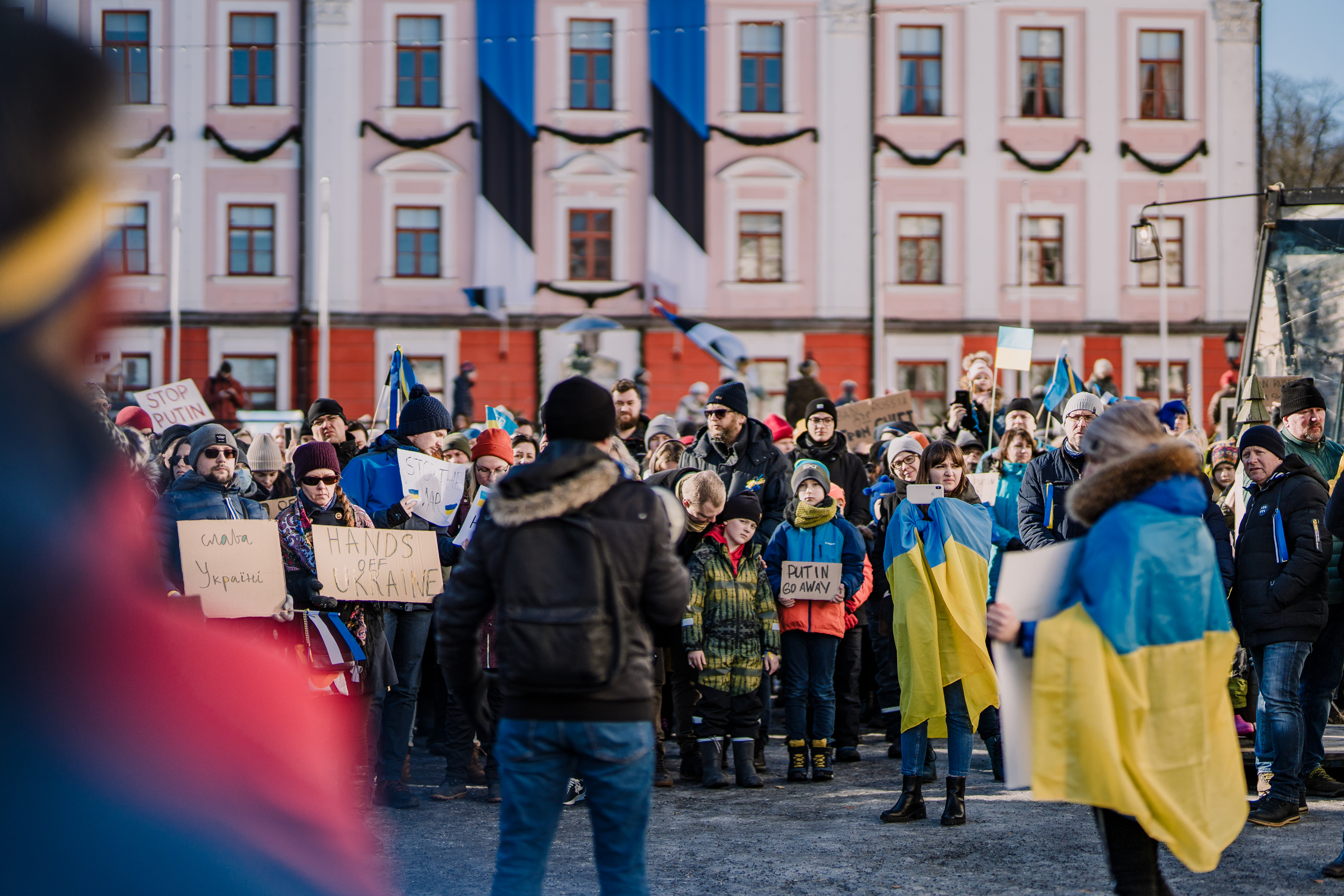
Biểu tình phản đối ở  Tartu, Estonia.
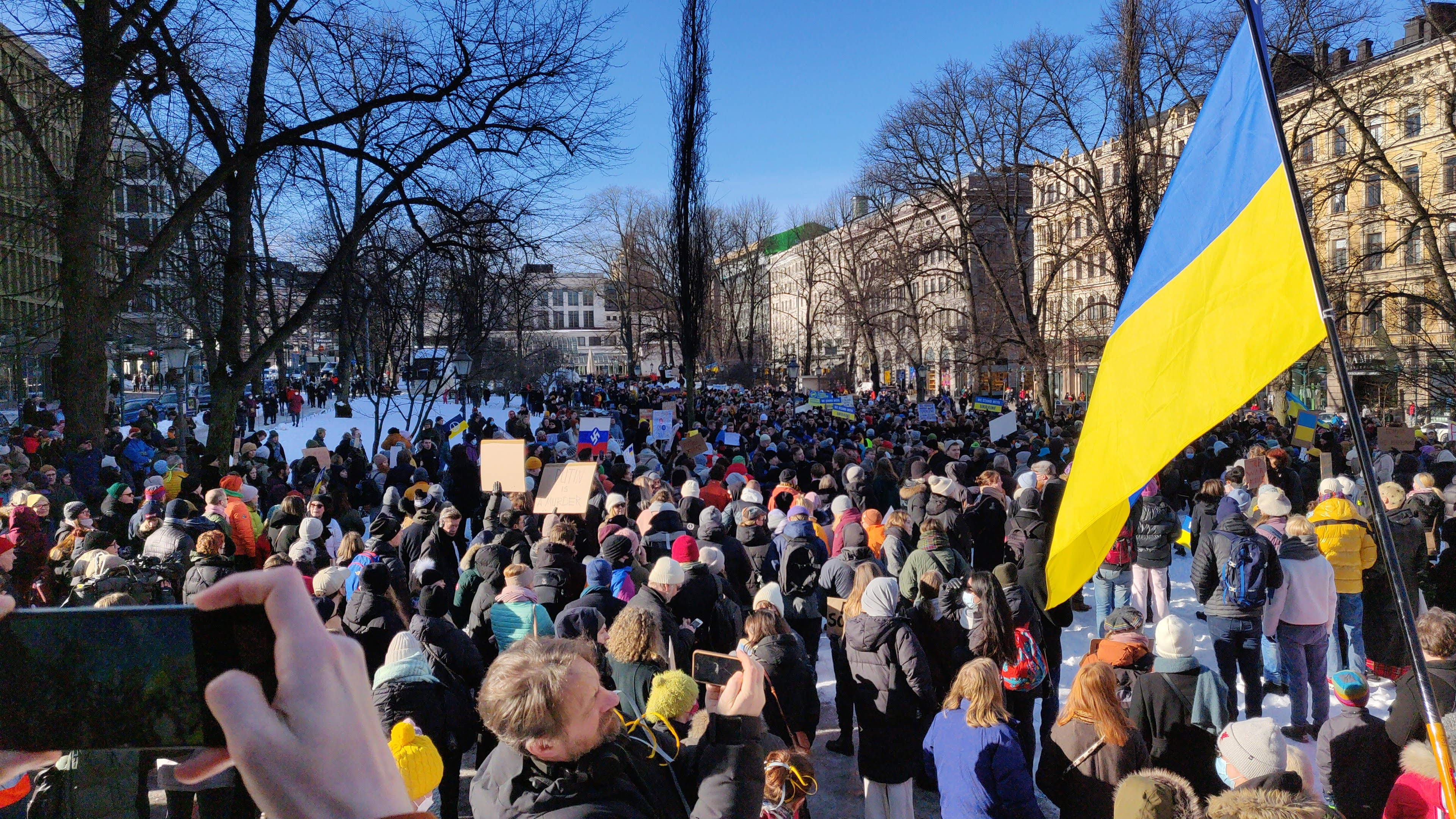
Biểu tình phản đối ở  Helsinki, Finland.
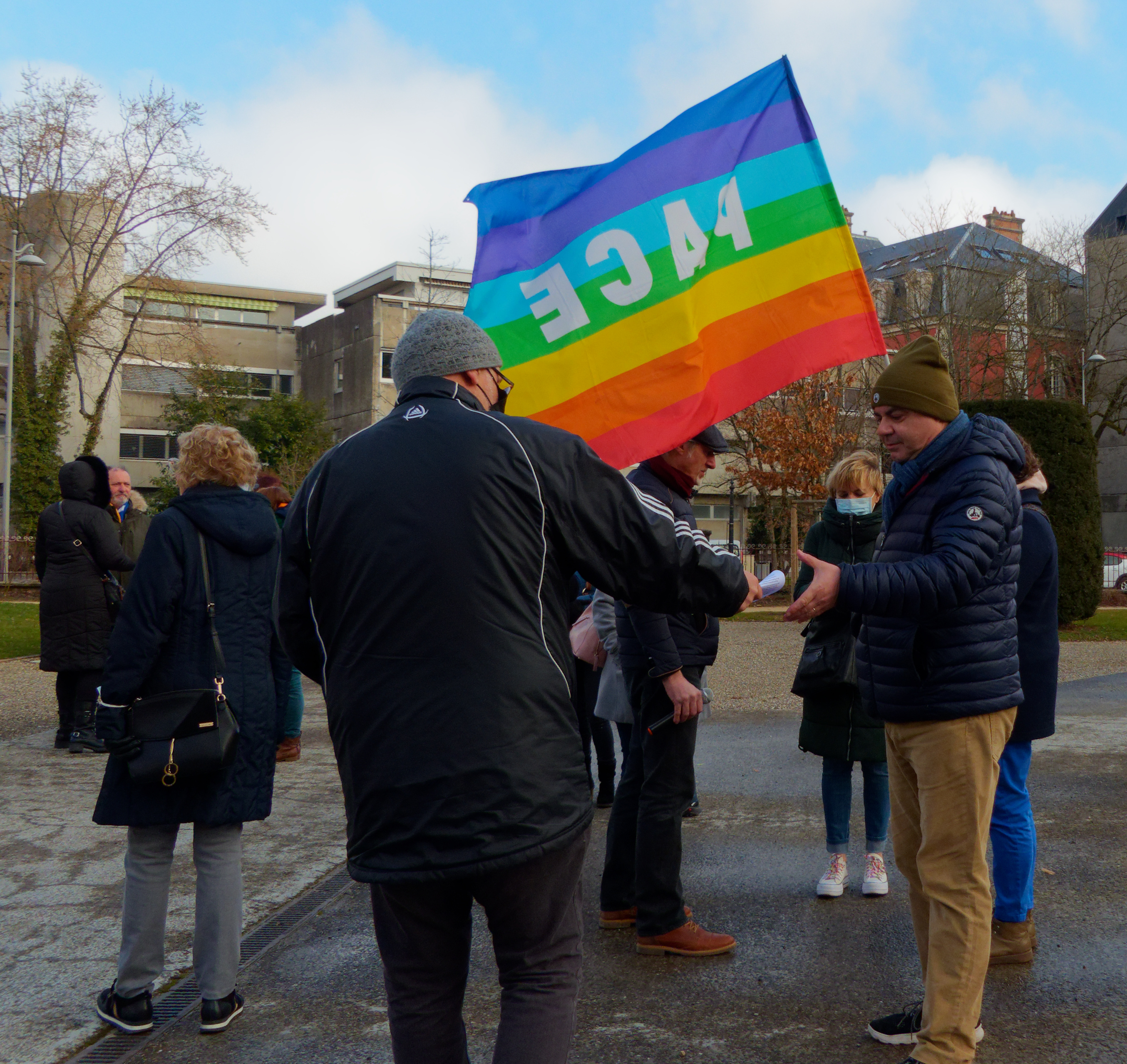
Biểu tình phản đối ở  Audincourt, France.
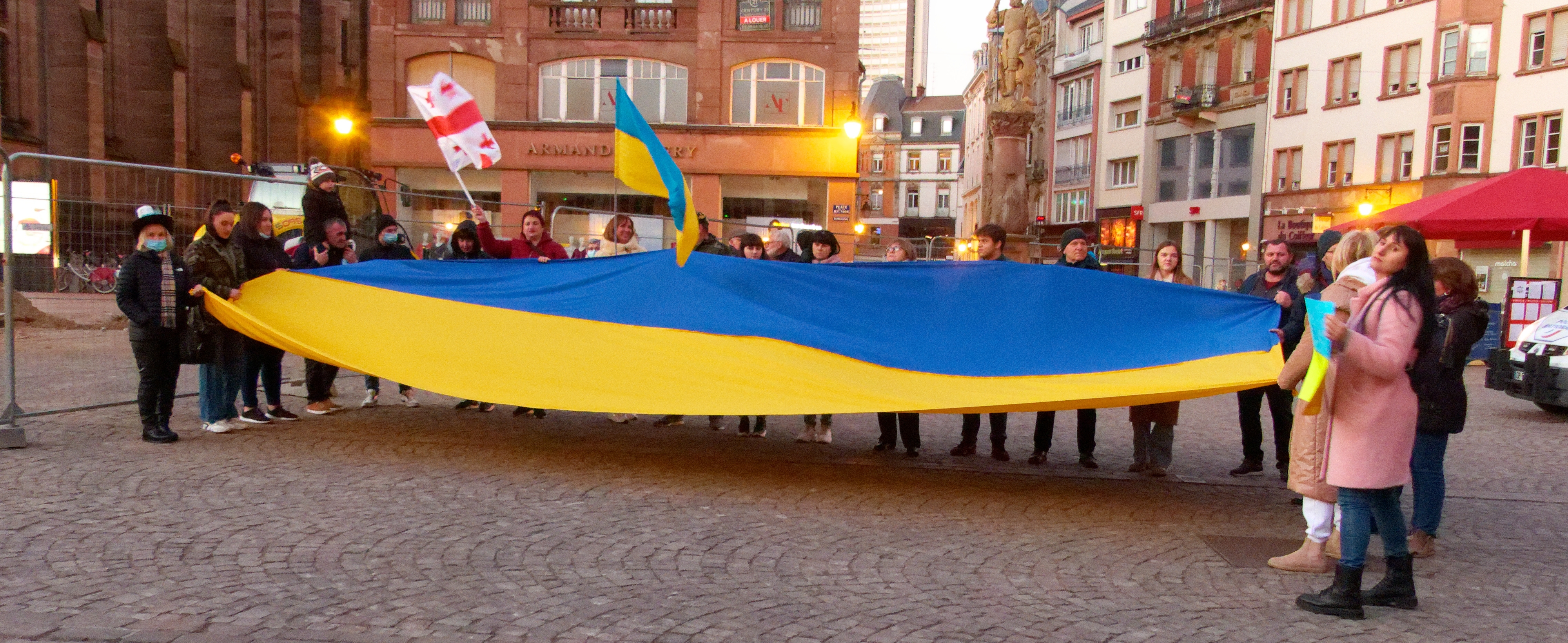
Biểu tình phản đối ở  Belfort, France.
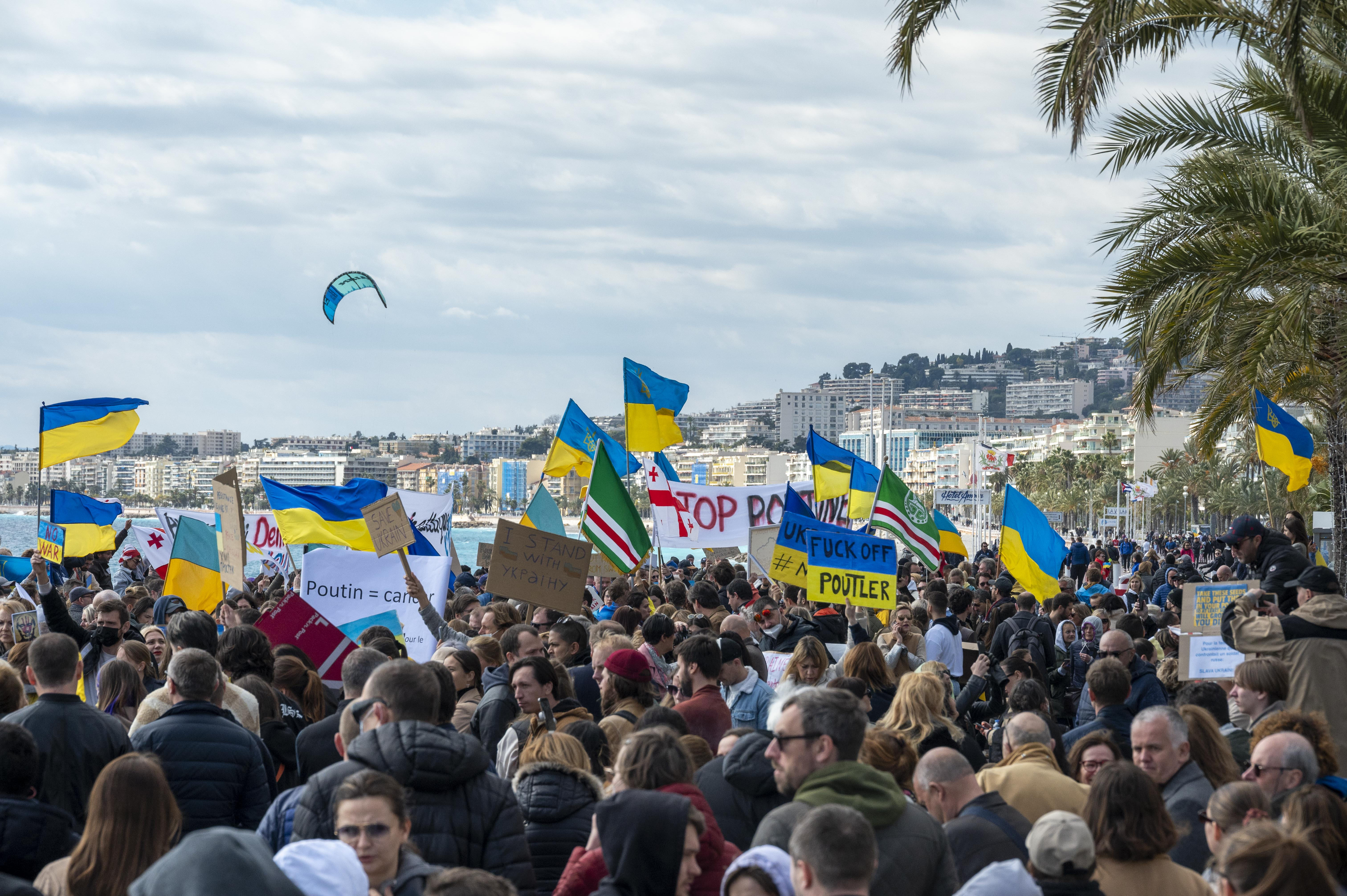
Biểu tình phản đối ở  Chaux, France.
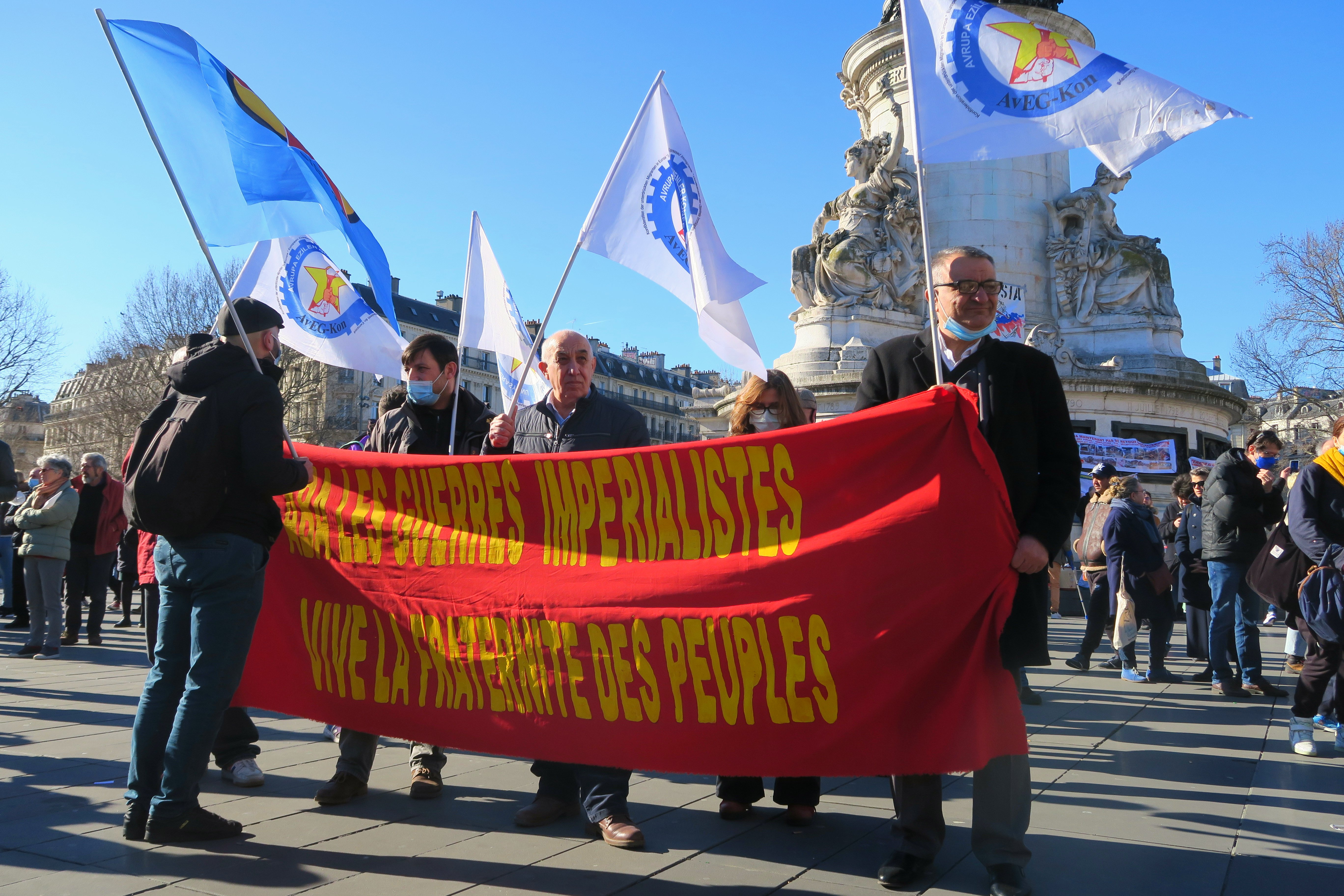
Biểu tình phản đối ở  Lyon, France.
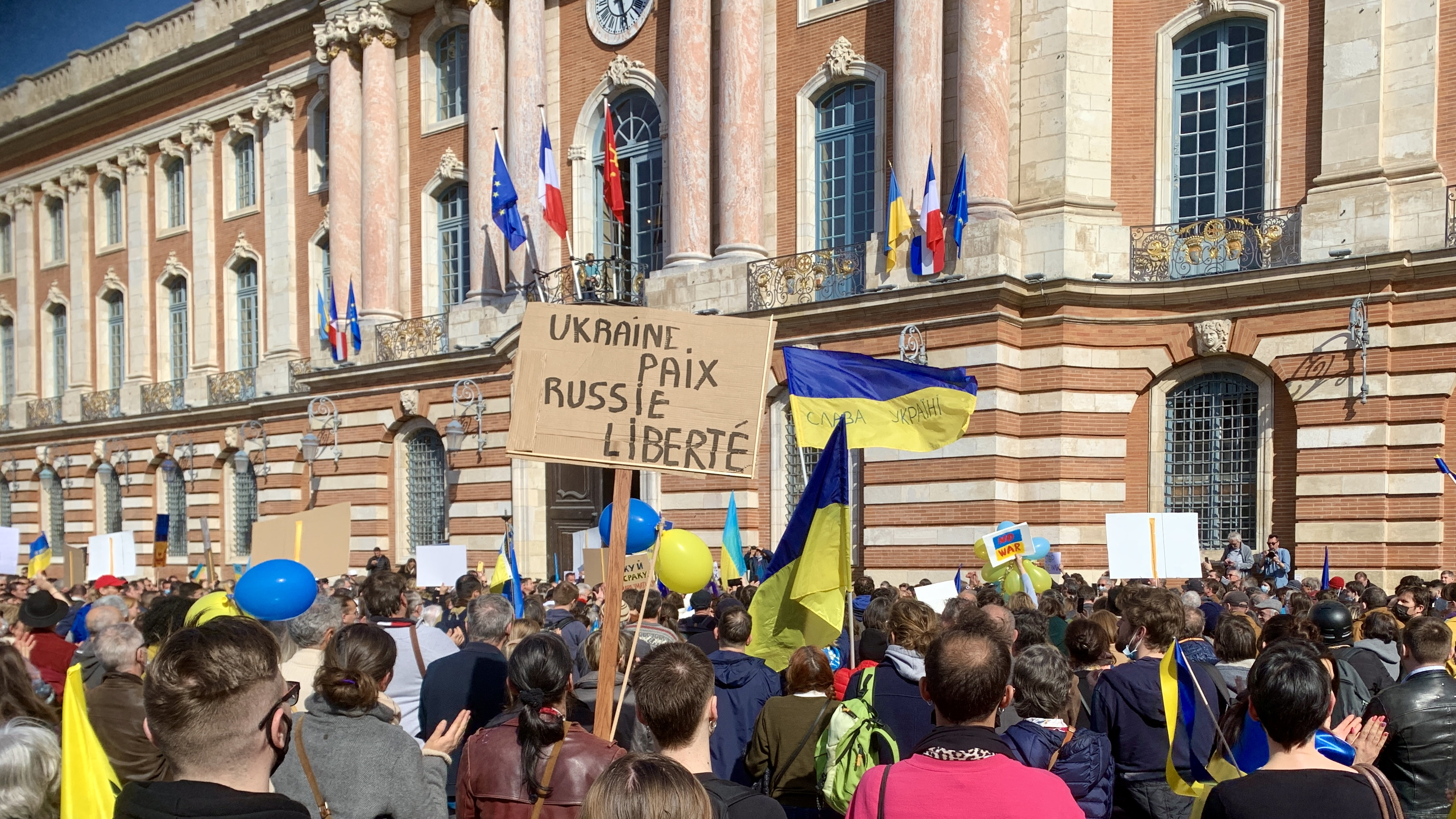
Biểu tình phản đối ở  Mulhouse, France.
- Biểu tình phản đối ở  Nice, France.
- Biểu tình phản đối ở  Paris, France.
- Biểu tình phản đối ở  Toulouse, France.
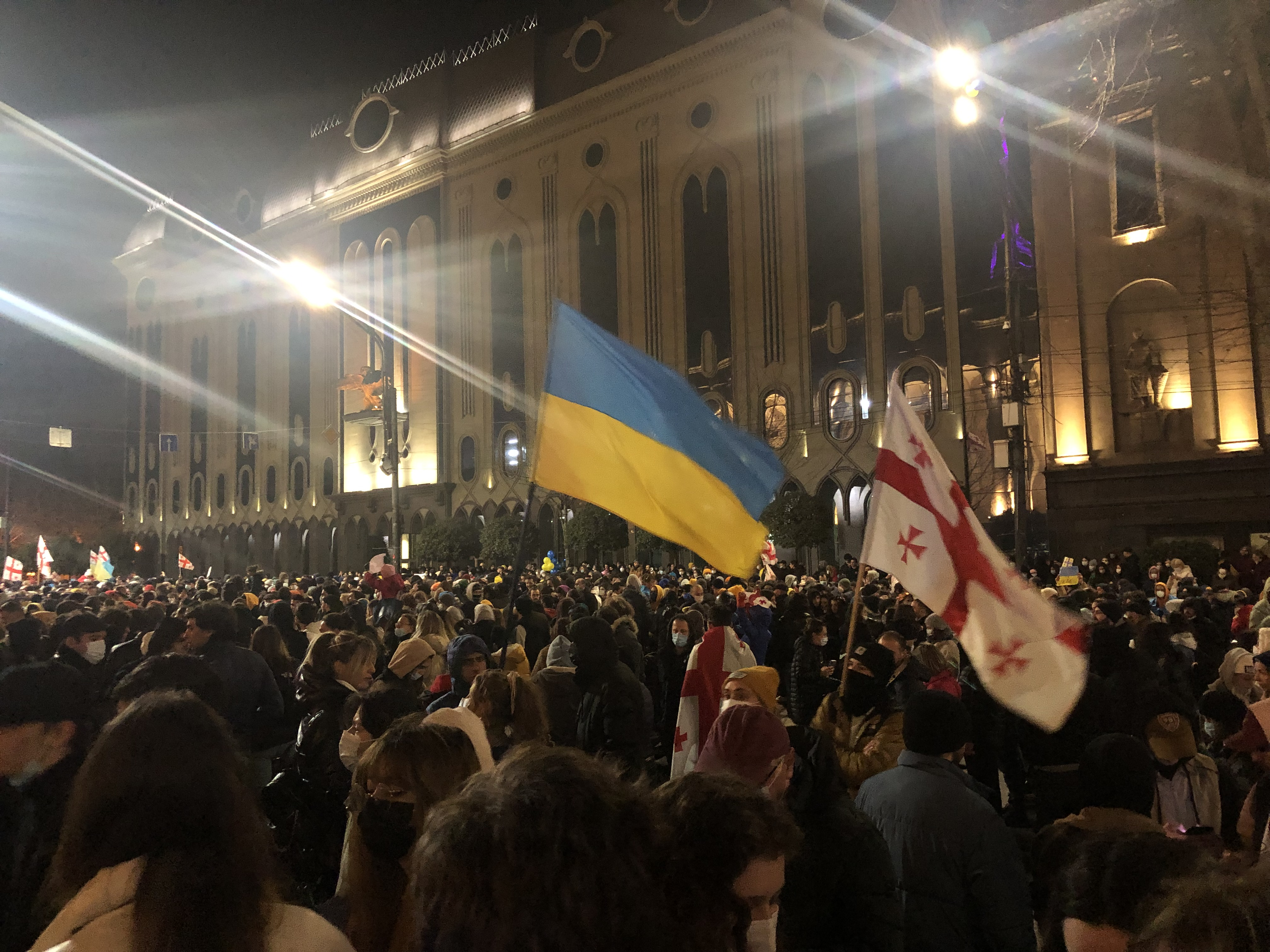
Biểu tình phản đối ở  solidarity with Ukraine in Tbilisi, Georgia.
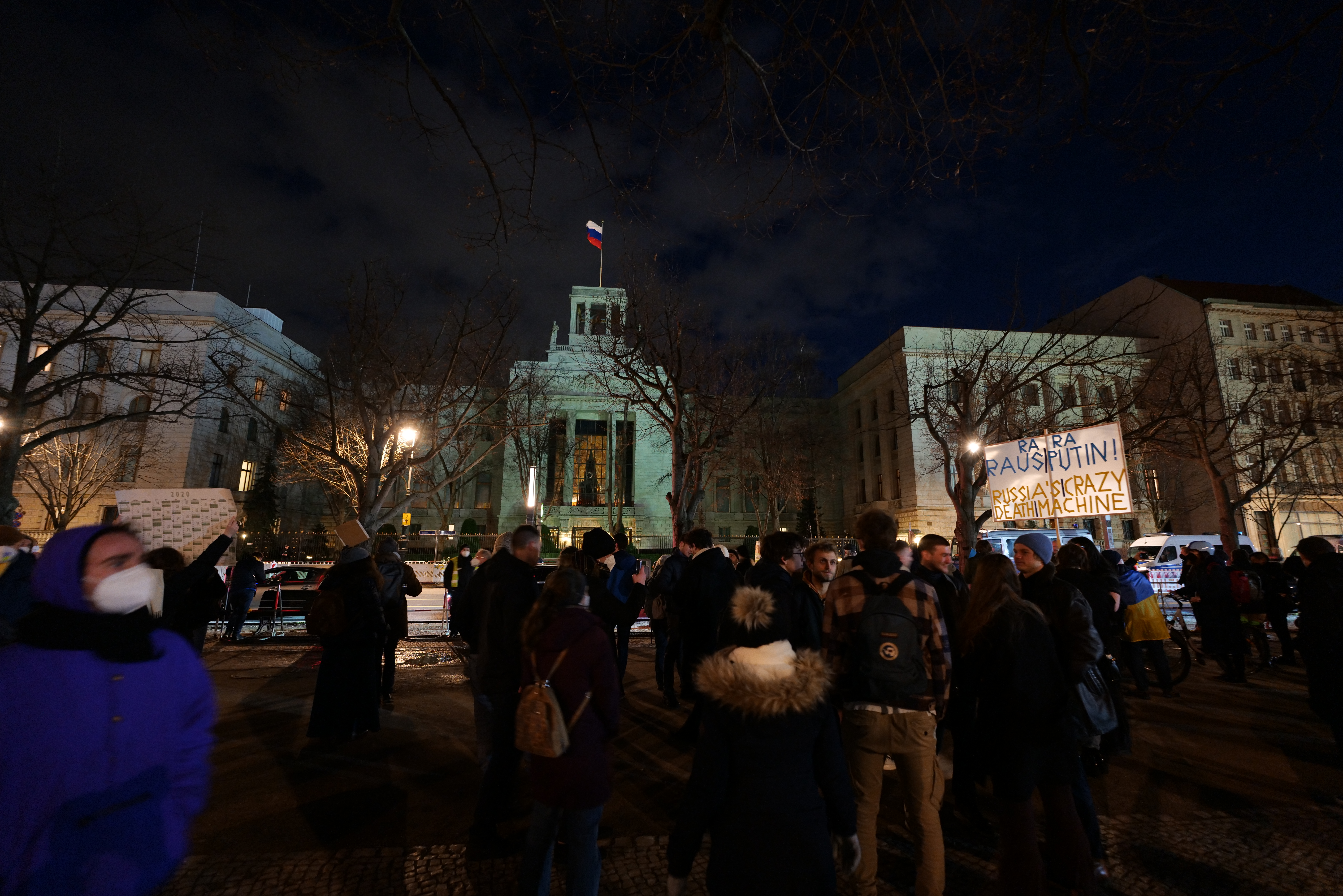
Biểu tình ở trước Tòa đại sứ Nga ở in Berlin, Đức.
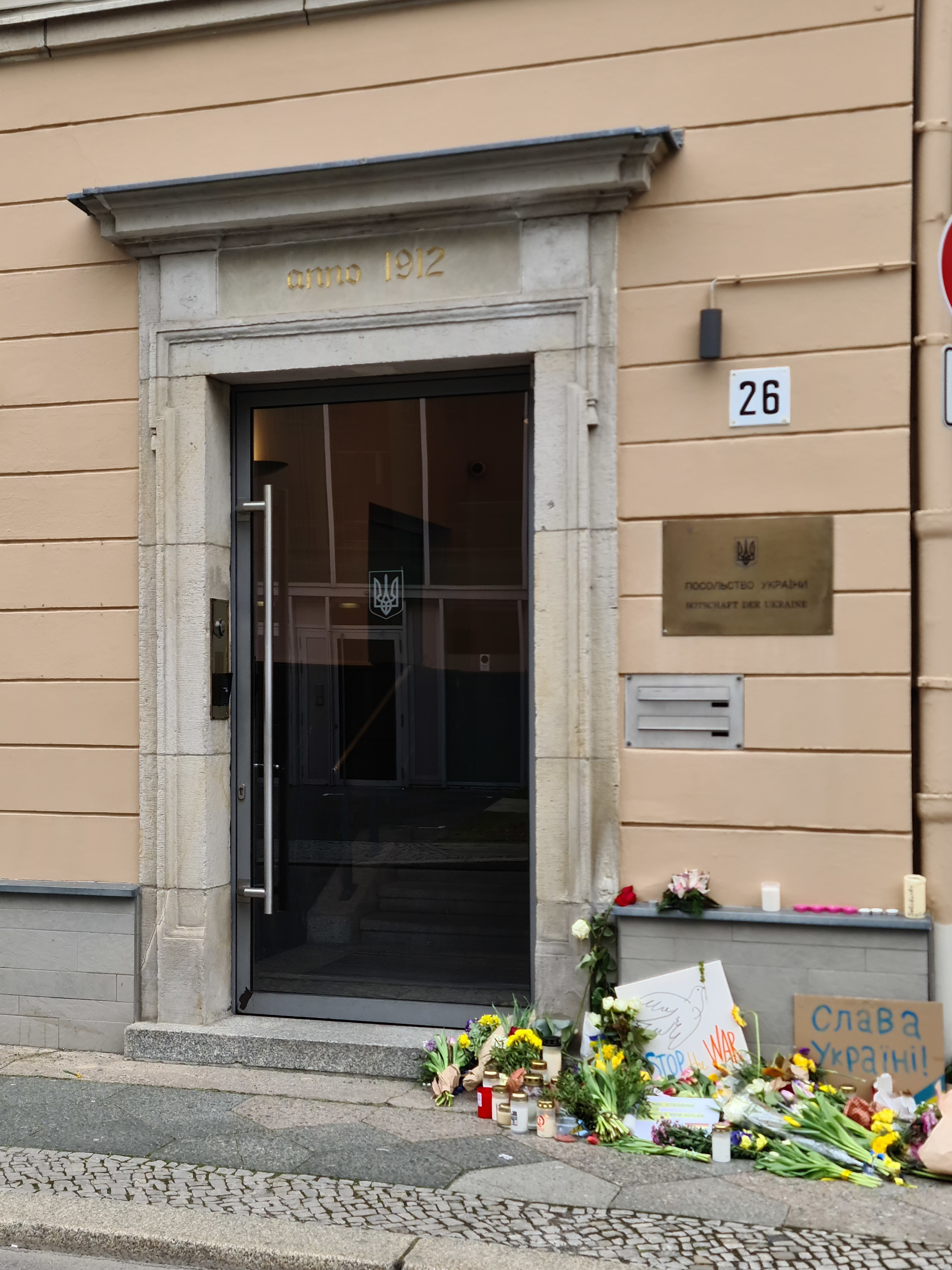
Hoa và biển ngữ đặt bên ngoài Đại sứ quán Ukraine, ở Berlin để tưởng nhớ các nạn nhân của cuộc xâm lược.
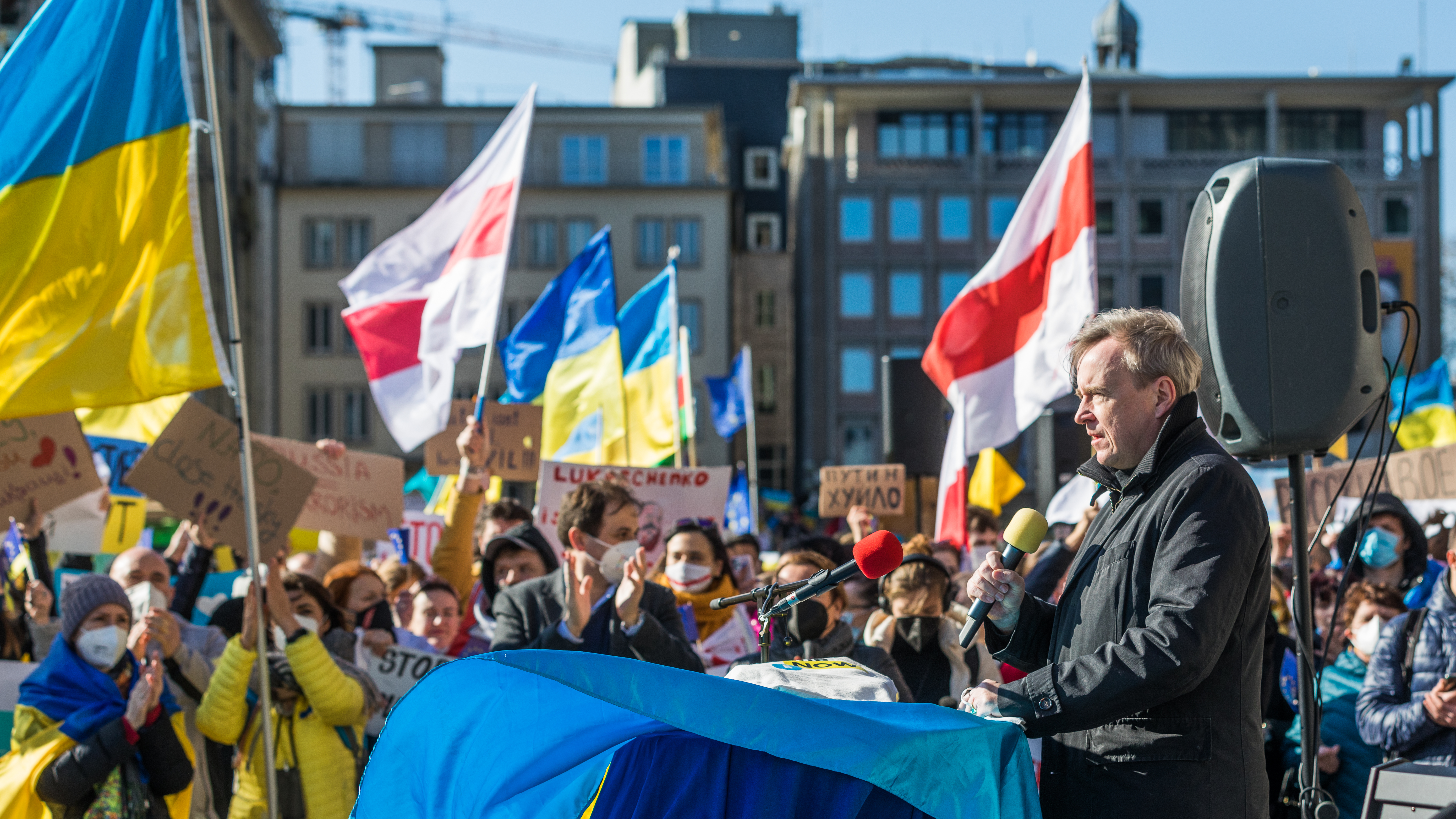
Biểu tình phản đối ở  Cologne, Đức
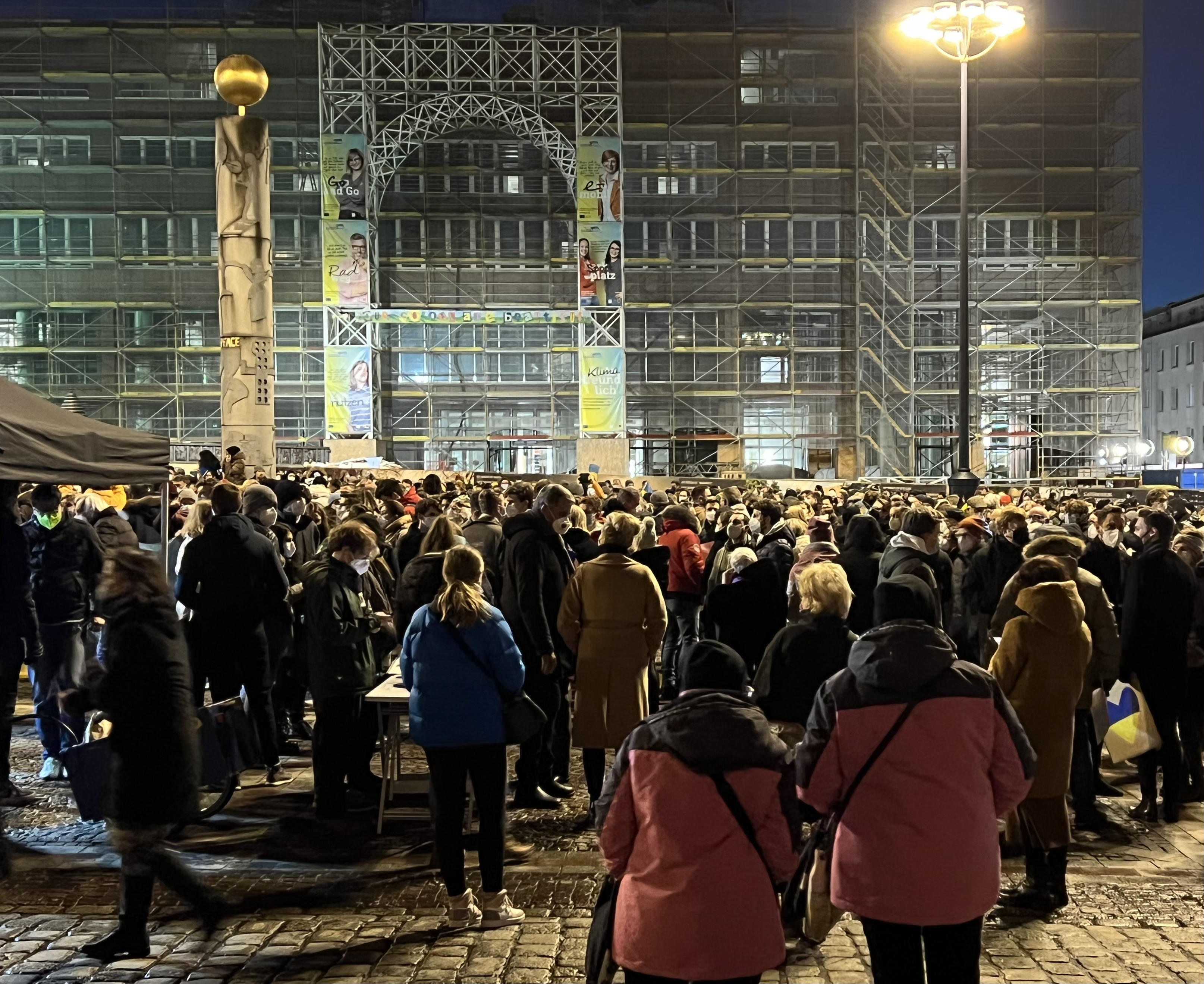
Biểu tình phản đối ở  Dortmund, Đức
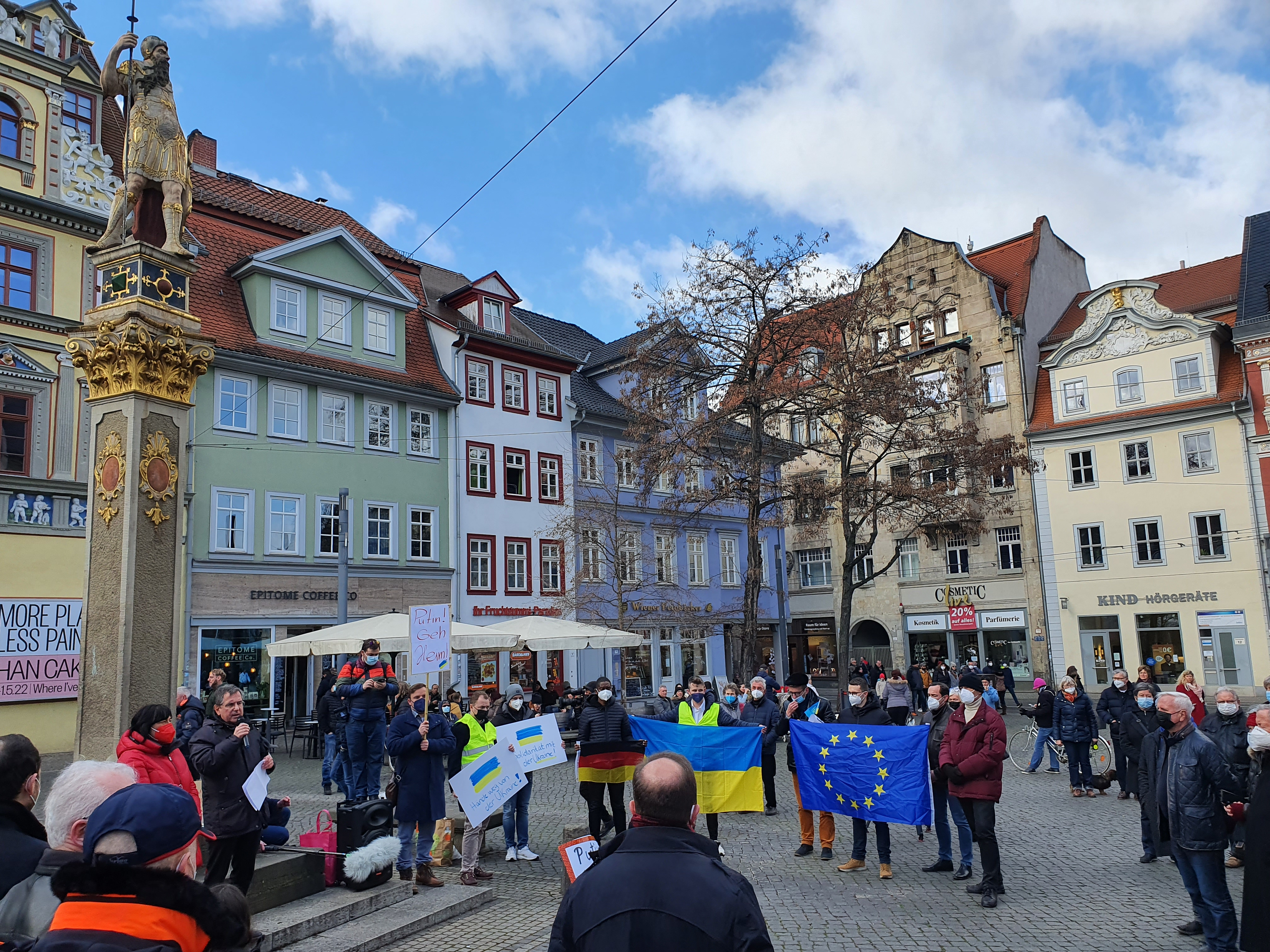
Biểu tình phản đối ở  Erfurt, Đức
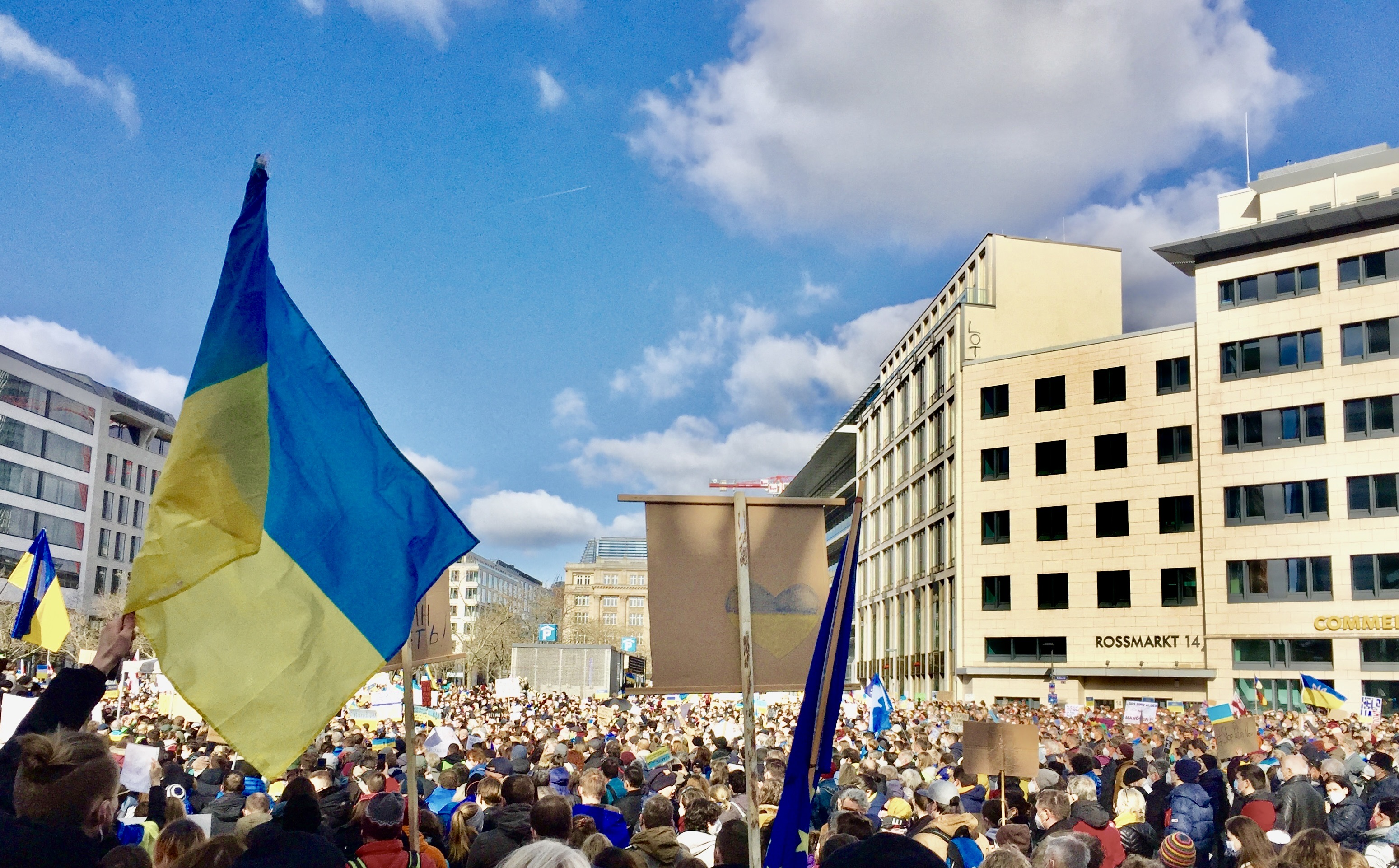
Biểu tình phản đối ở  Frankfurt, Đức.
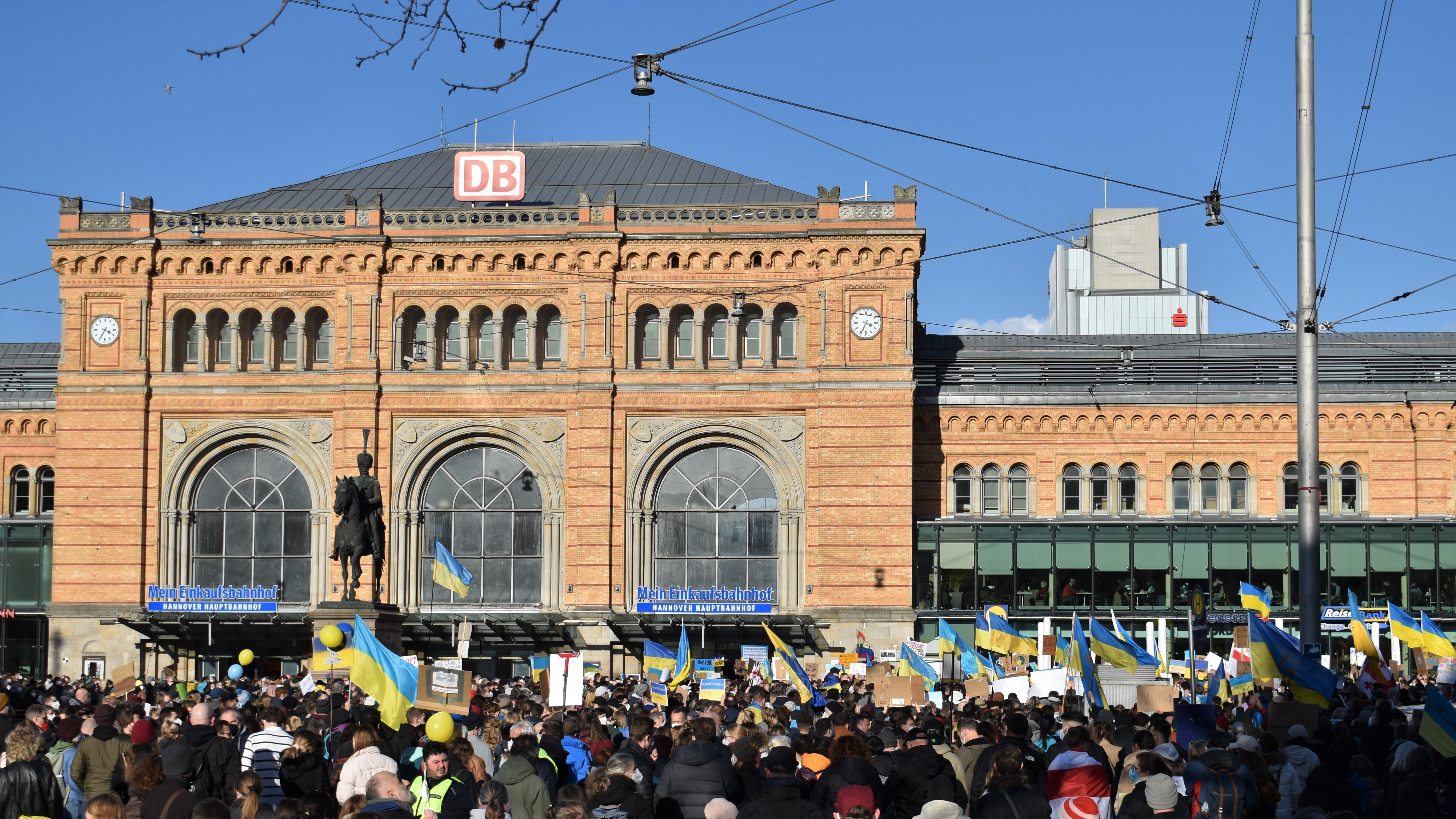
Biểu tình phản đối ở  Hannover, Đức.
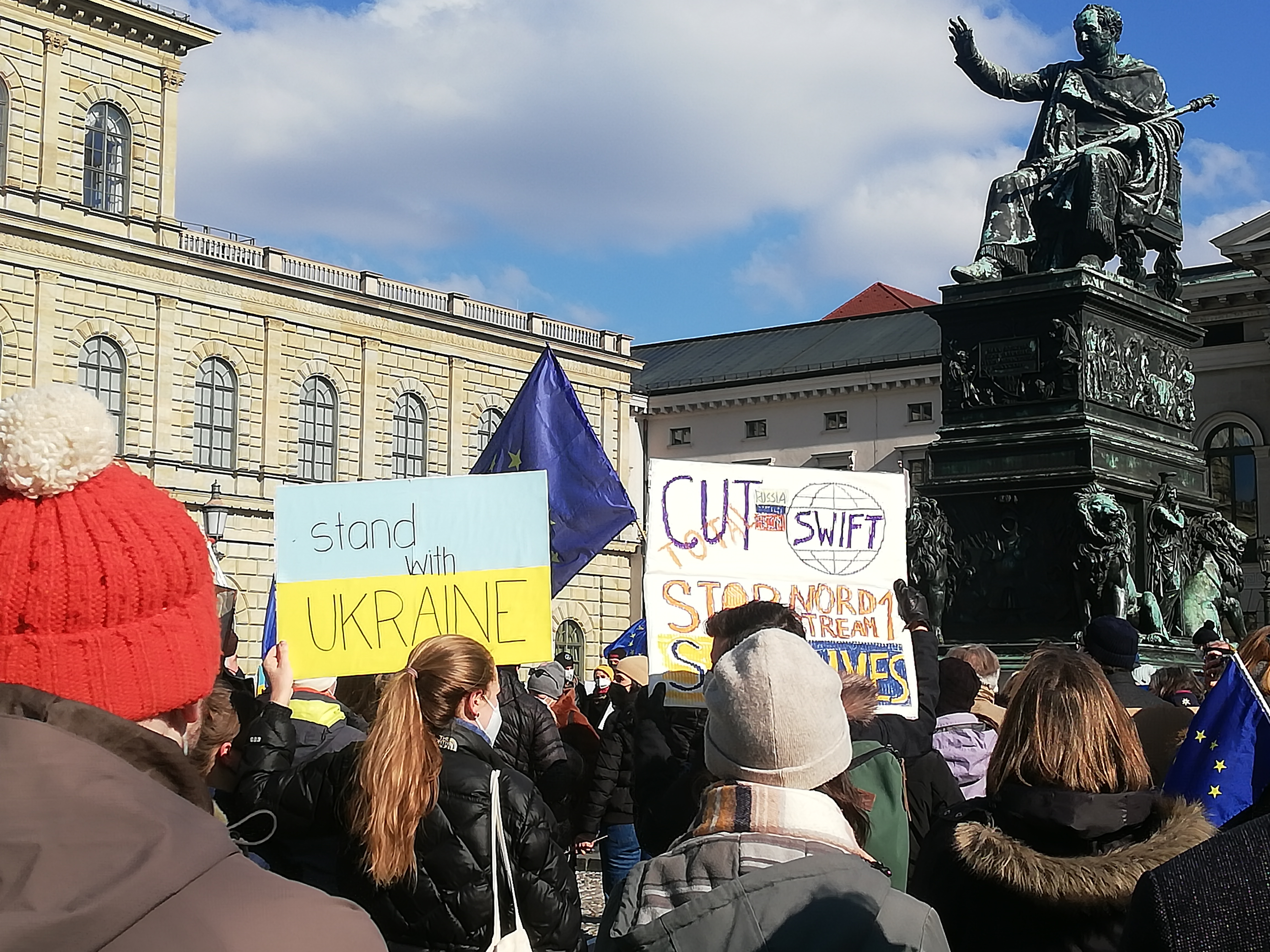
Biểu tình phản đối ở  Munich, Đức.
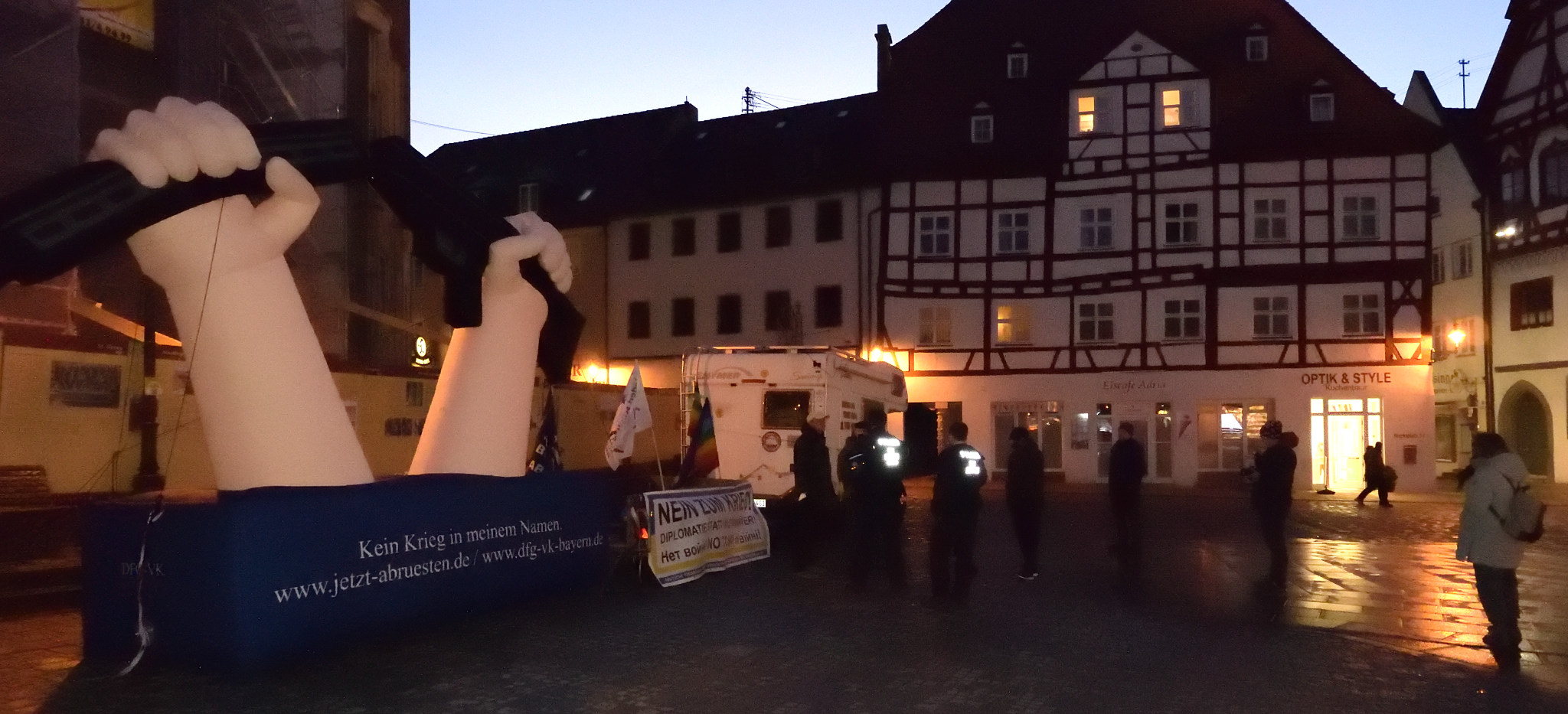
Nördlingen, Đức.
Biểu tình phản đối ở  Wolfsburg, Đức
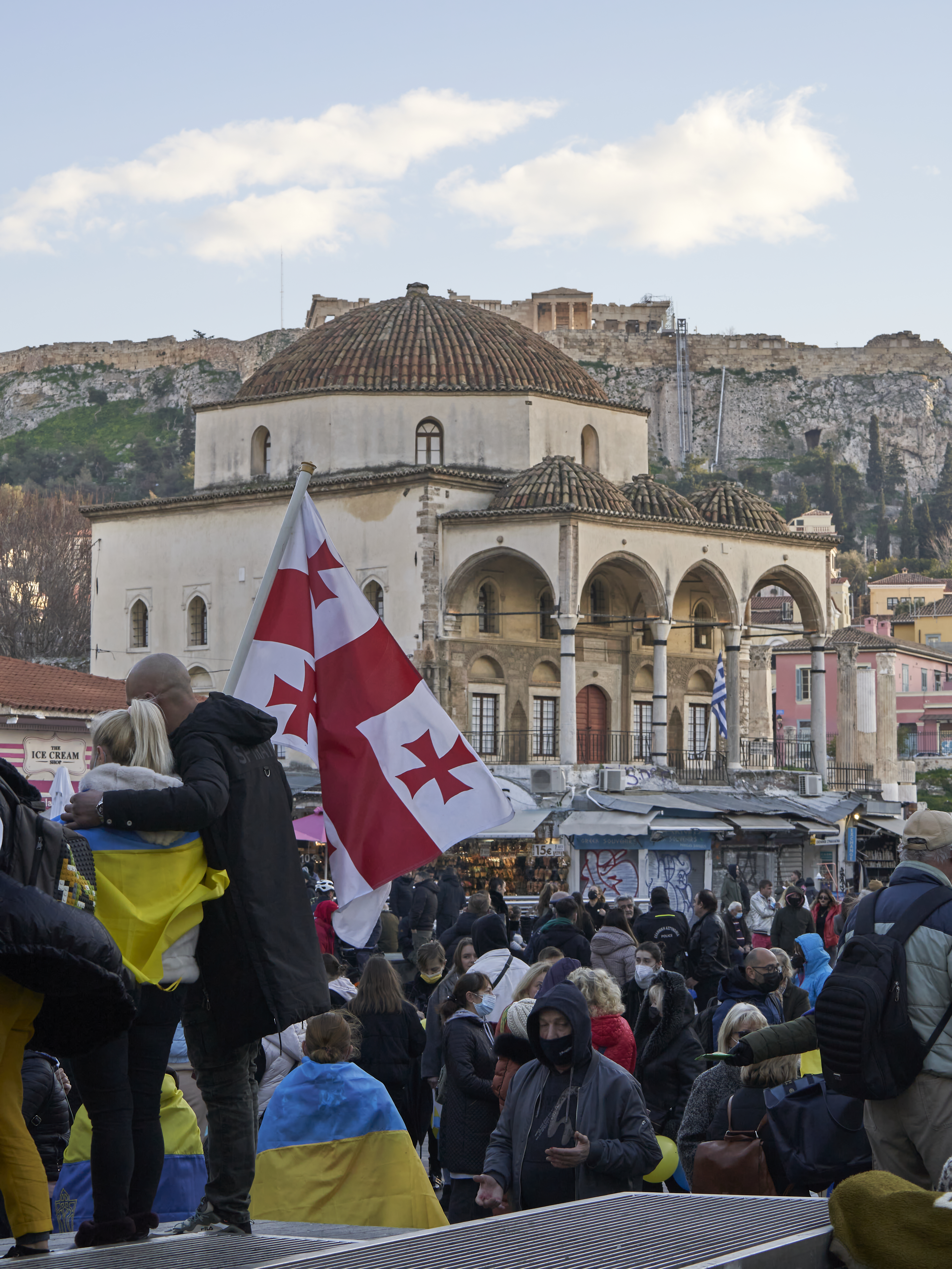
Biểu tình phản đối ở  Monastiraki, Athens, Hy Lạp.
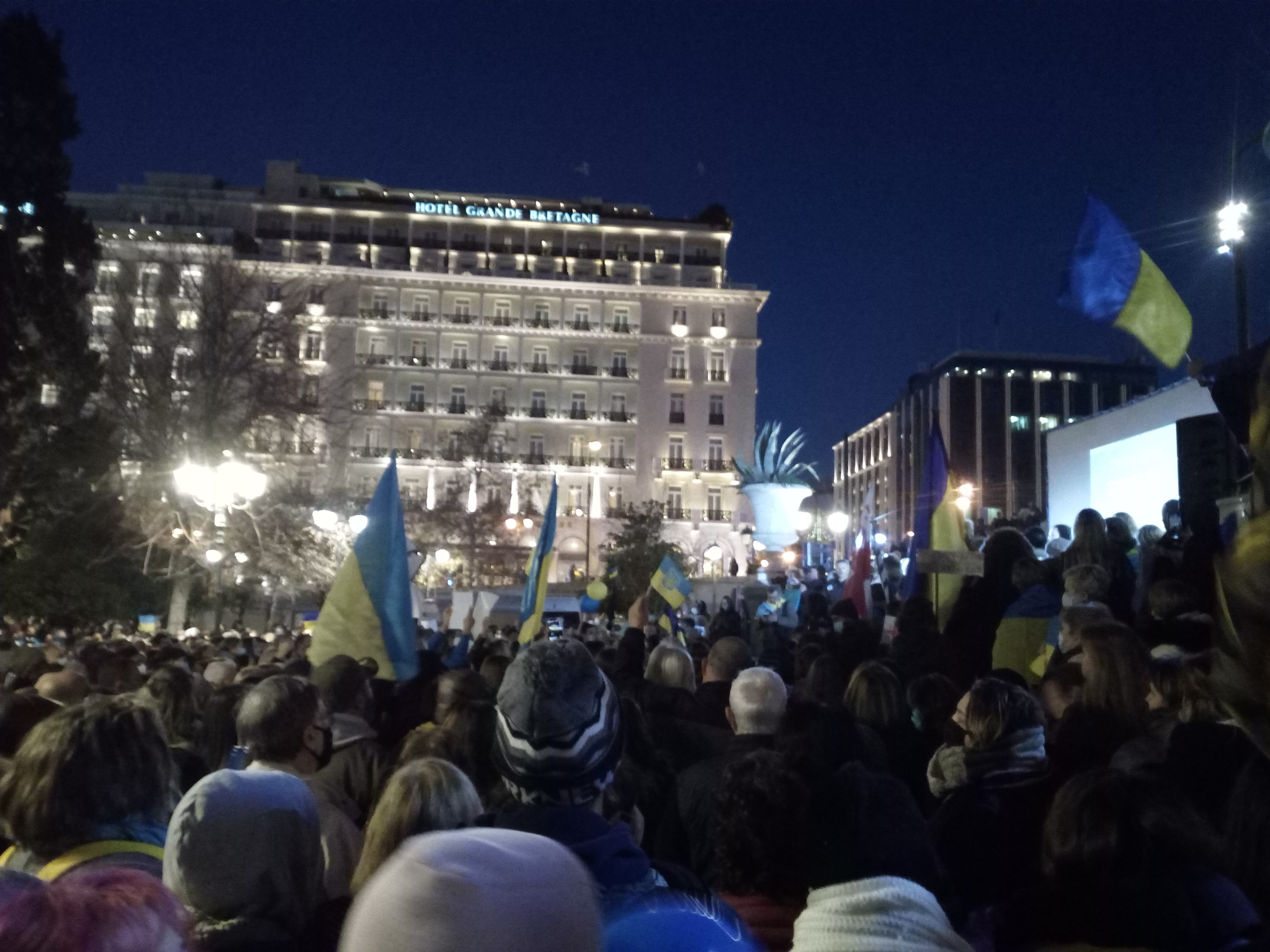
Biểu tình phản đối ở  Quảng trường Syntagma, Athens, Hy Lạp
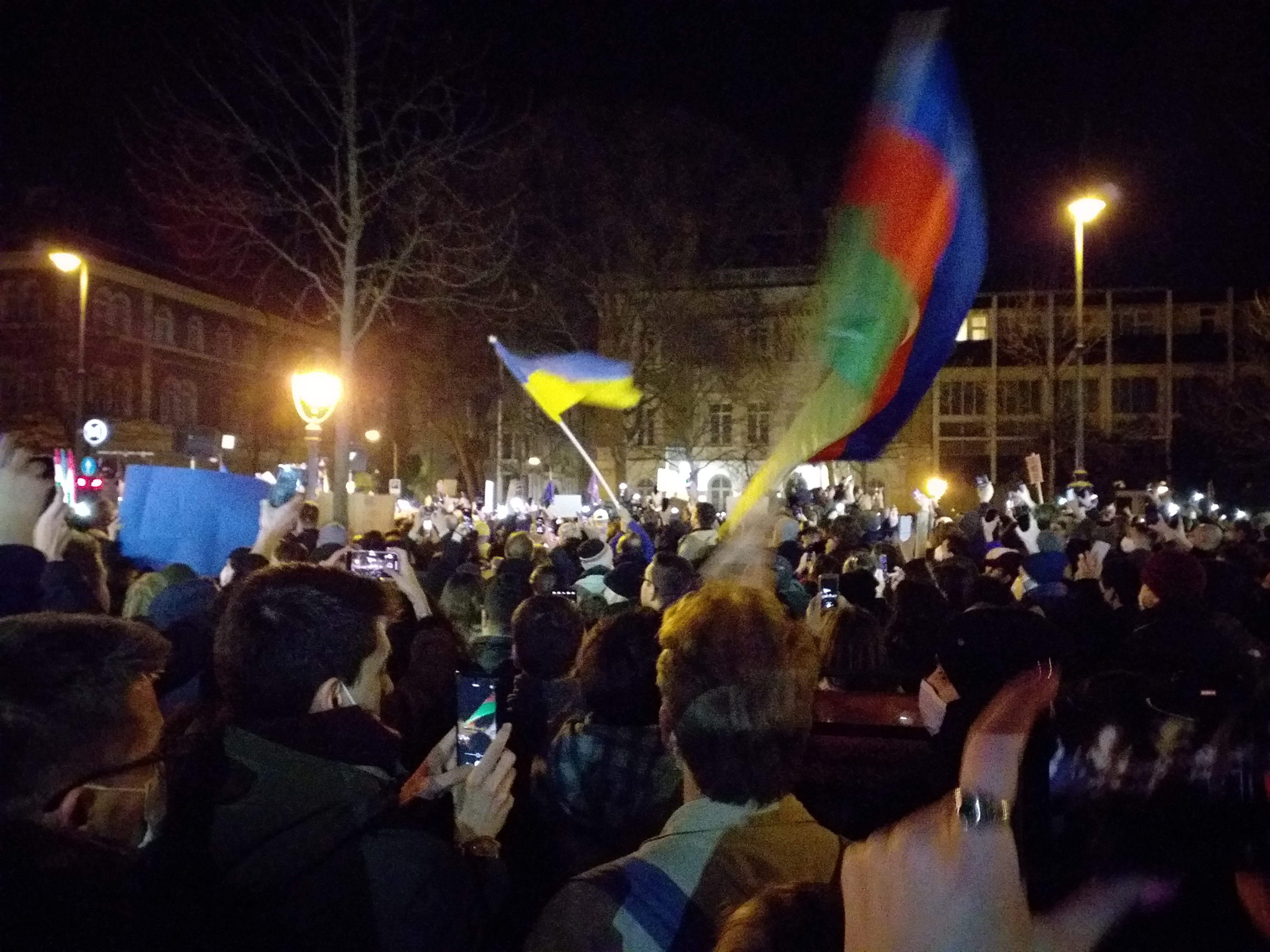
Trước Đại sứ quán Nga tại Budapest, Hungary.
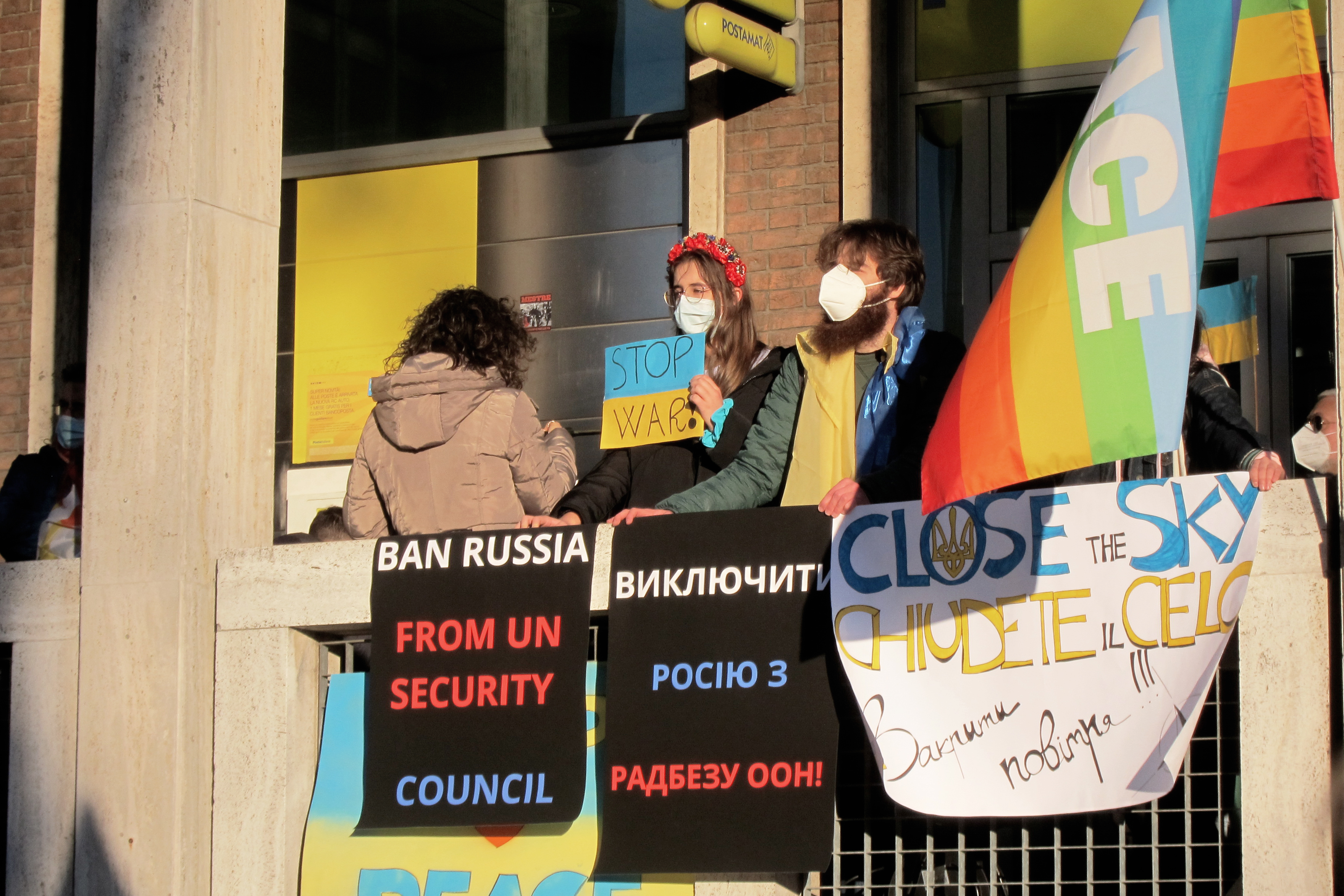
Venice, Italy.
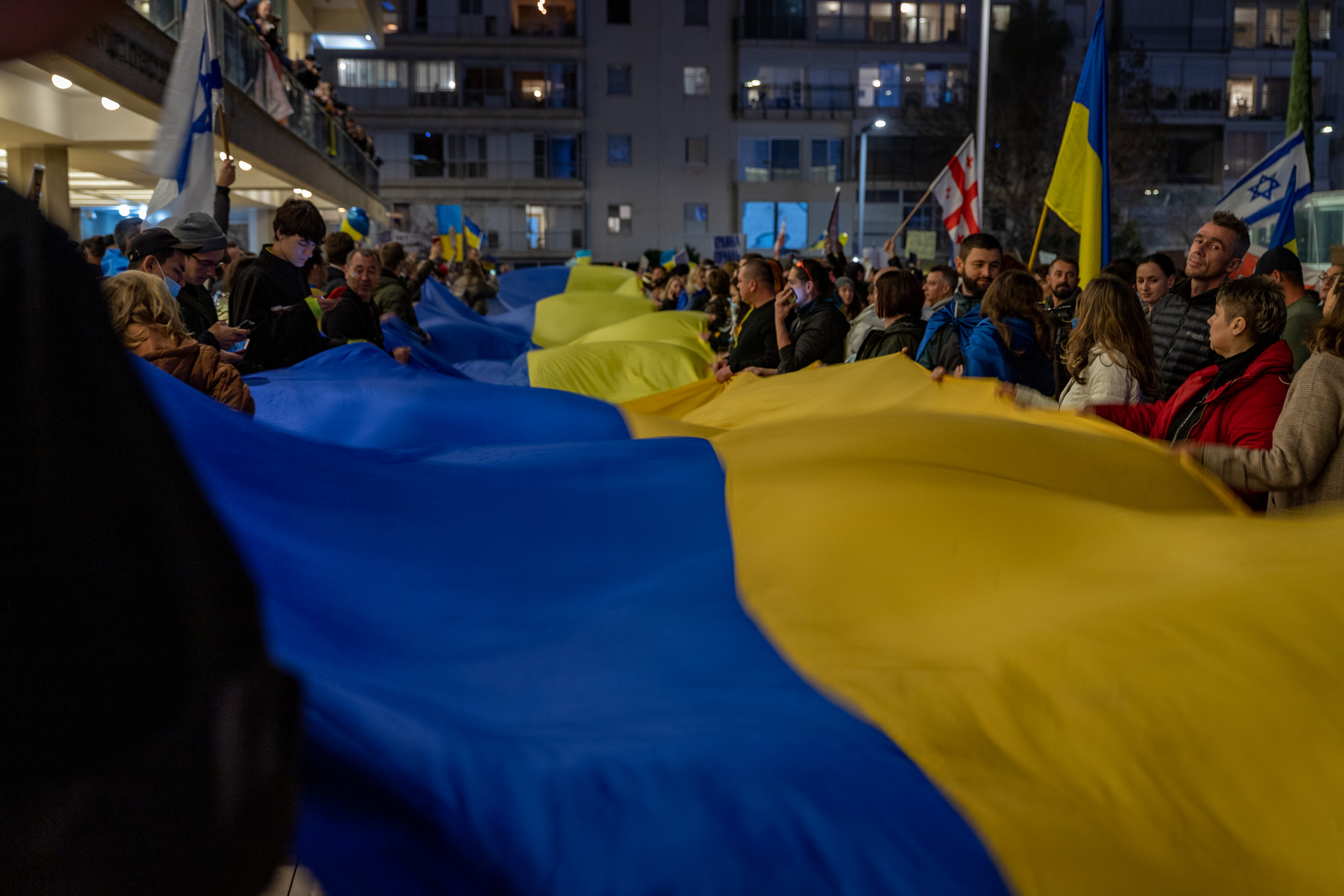
Biểu tình phản đối ở  Tel Aviv, Israel.
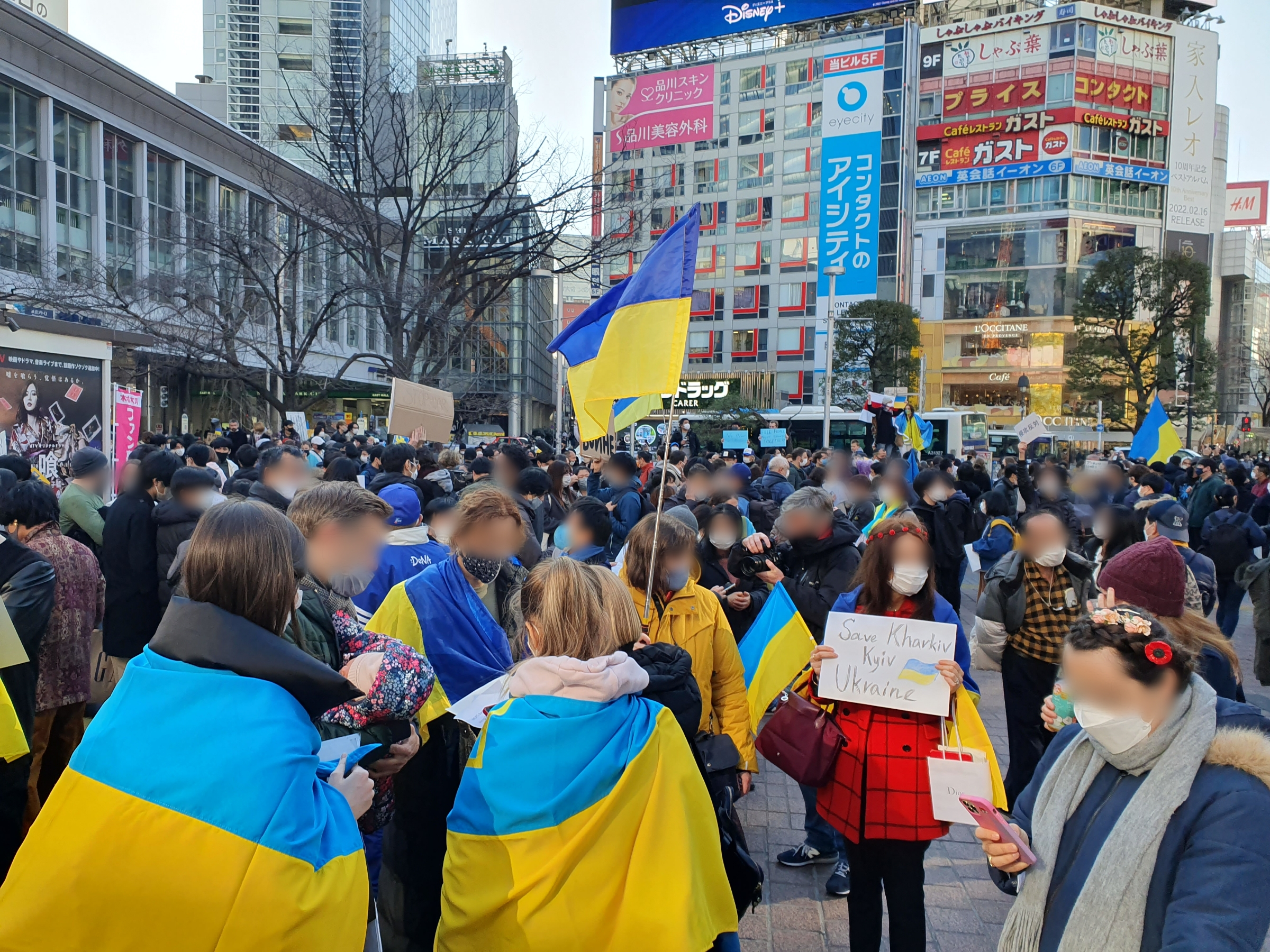
Biểu tình phản đối ở Tokyo, Nhật Bản.
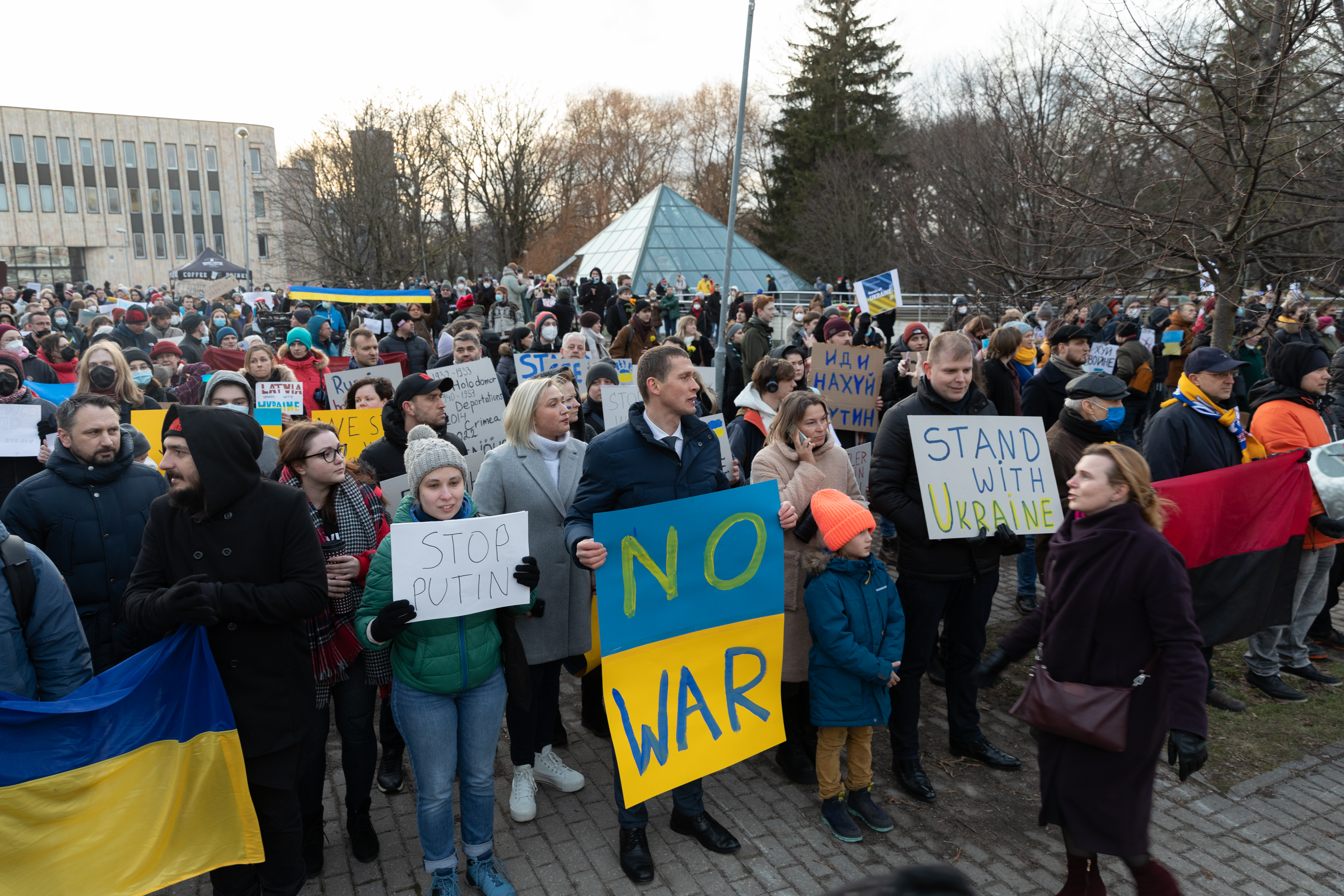
Tại Đại sứ quán Nga ở Riga, Latvia.
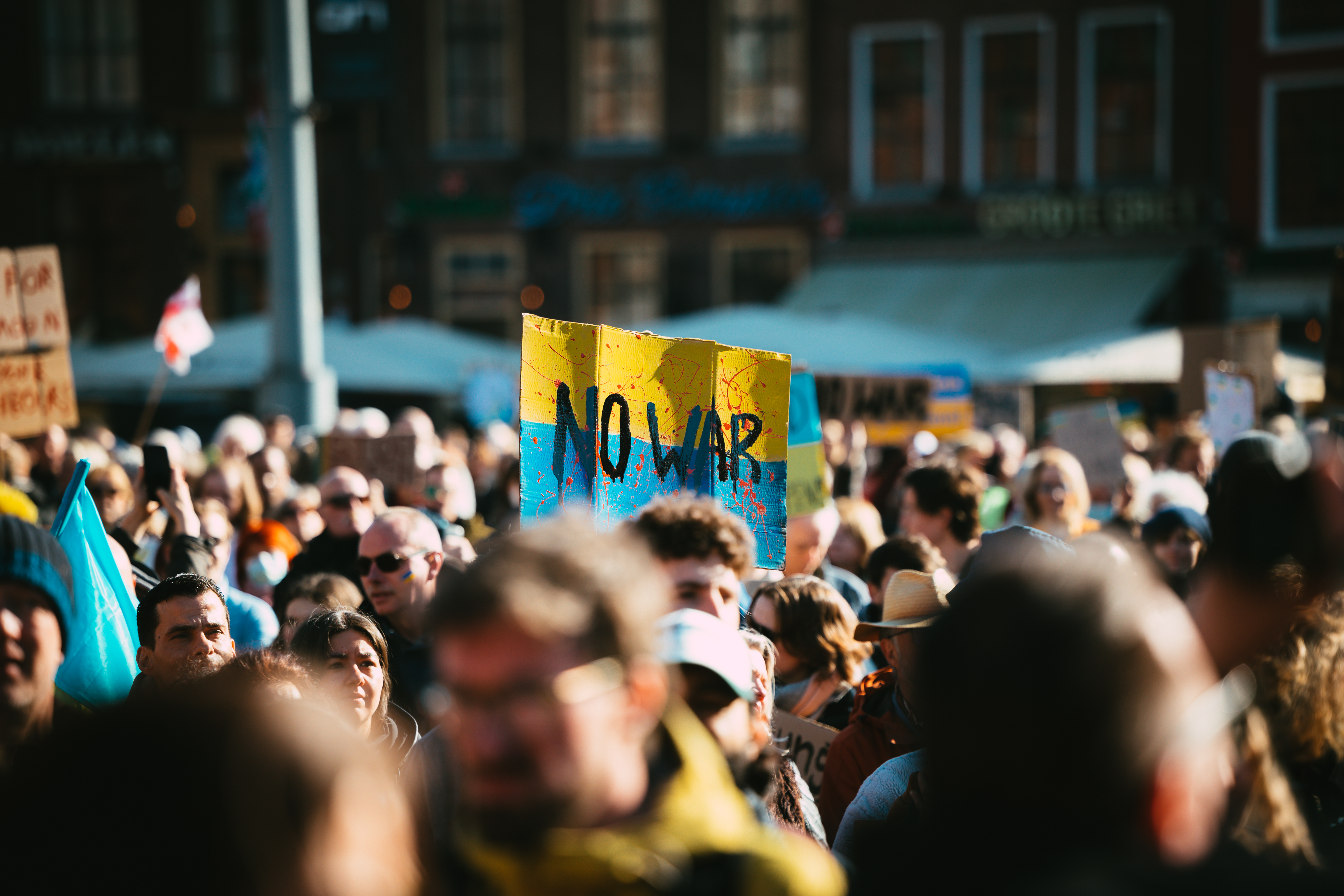
Biểu tình phản đối ở  Groningen, Hà Lan.
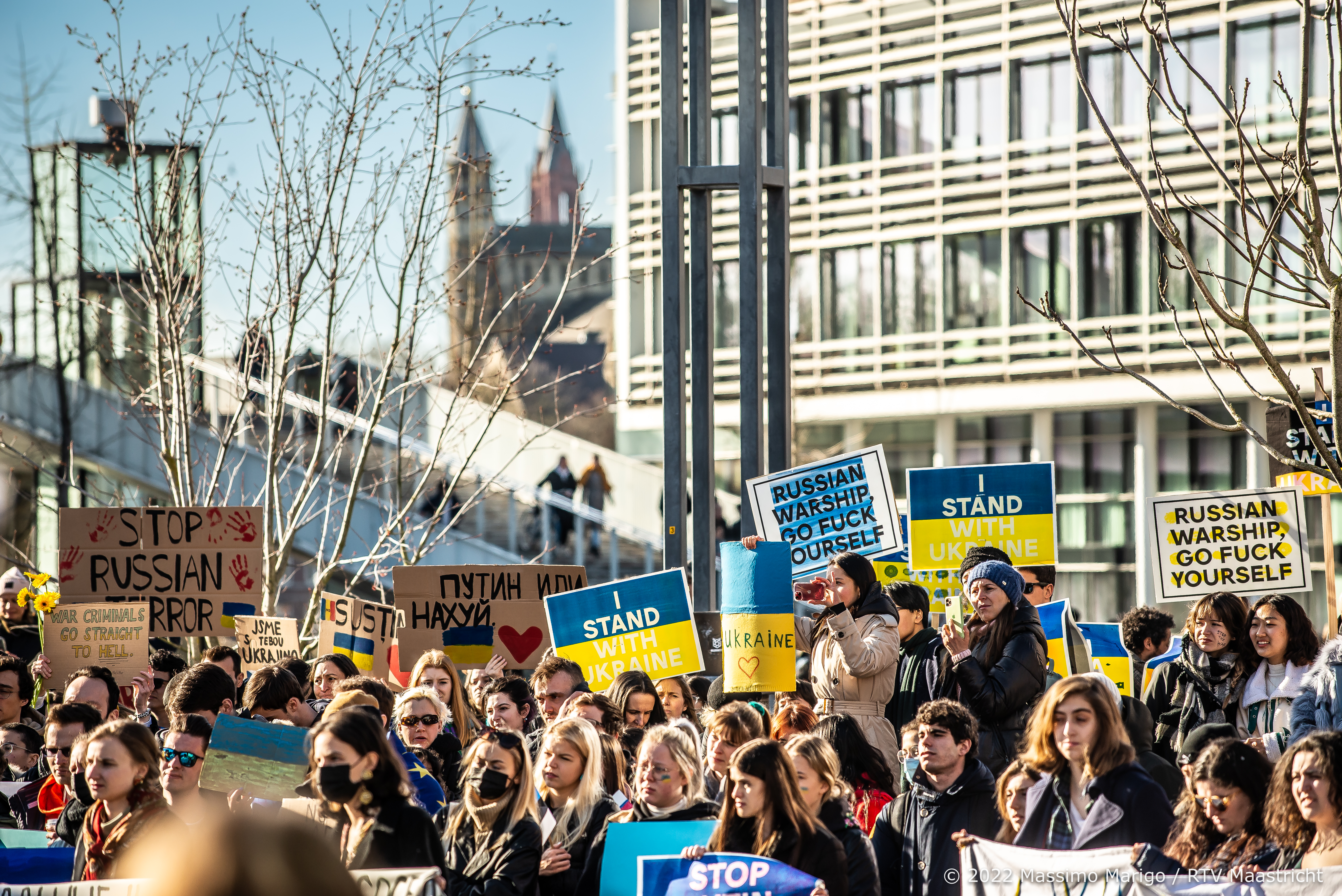
Biểu tình phản đối ở  Maastricht, Hà Lan
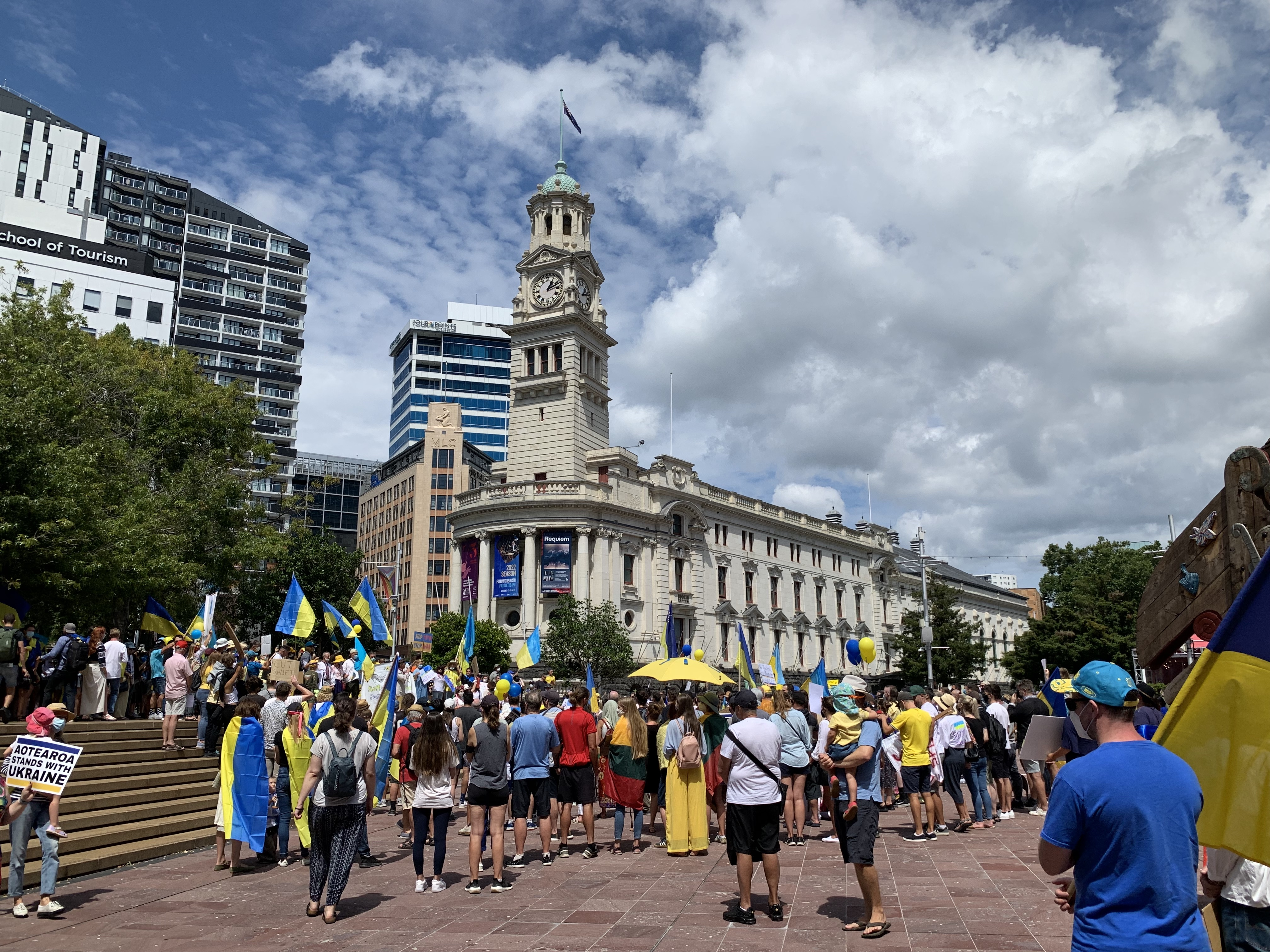
Biểu tình phản đối ở  Auckland, New Zealand.
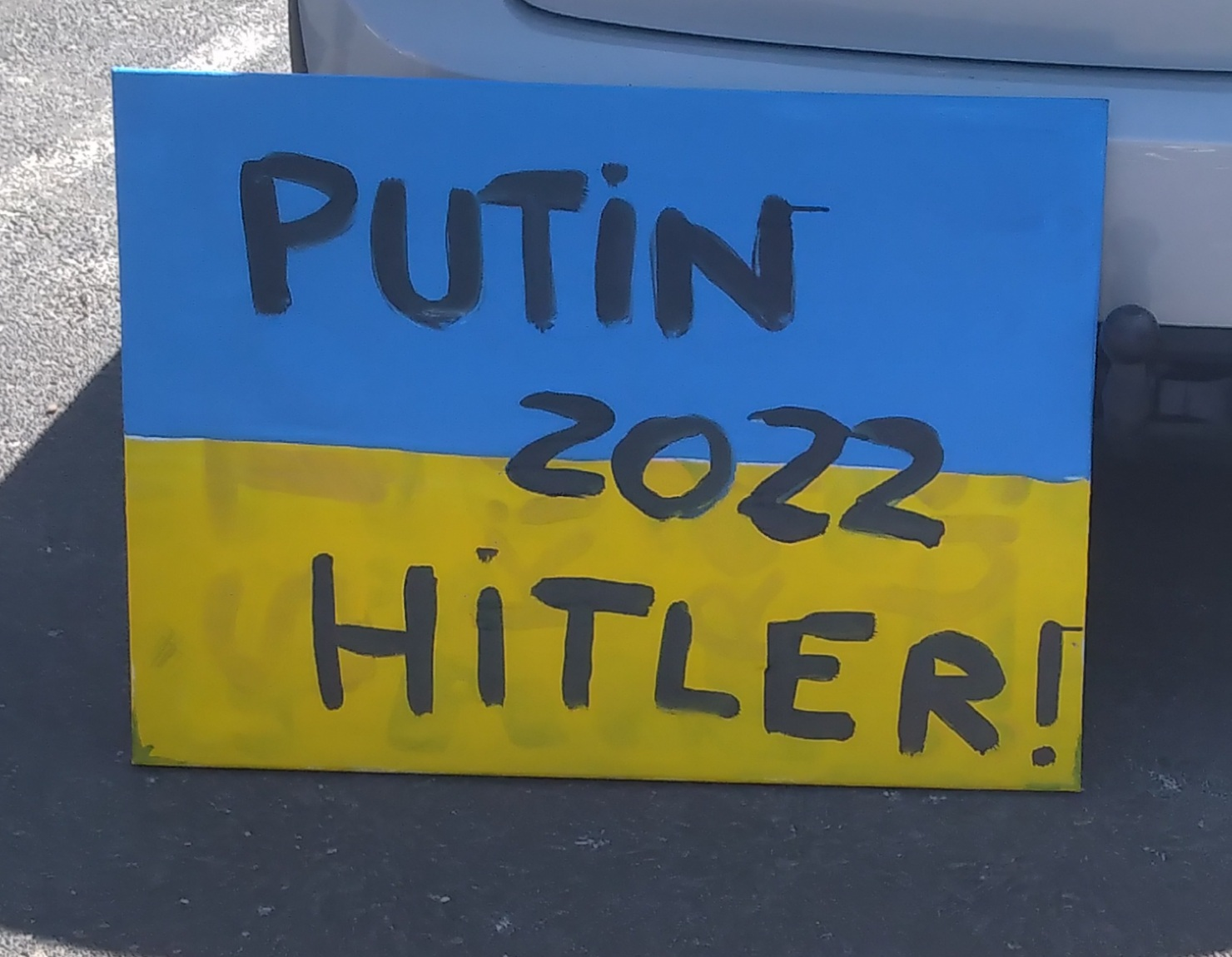
Ở Nam Phi
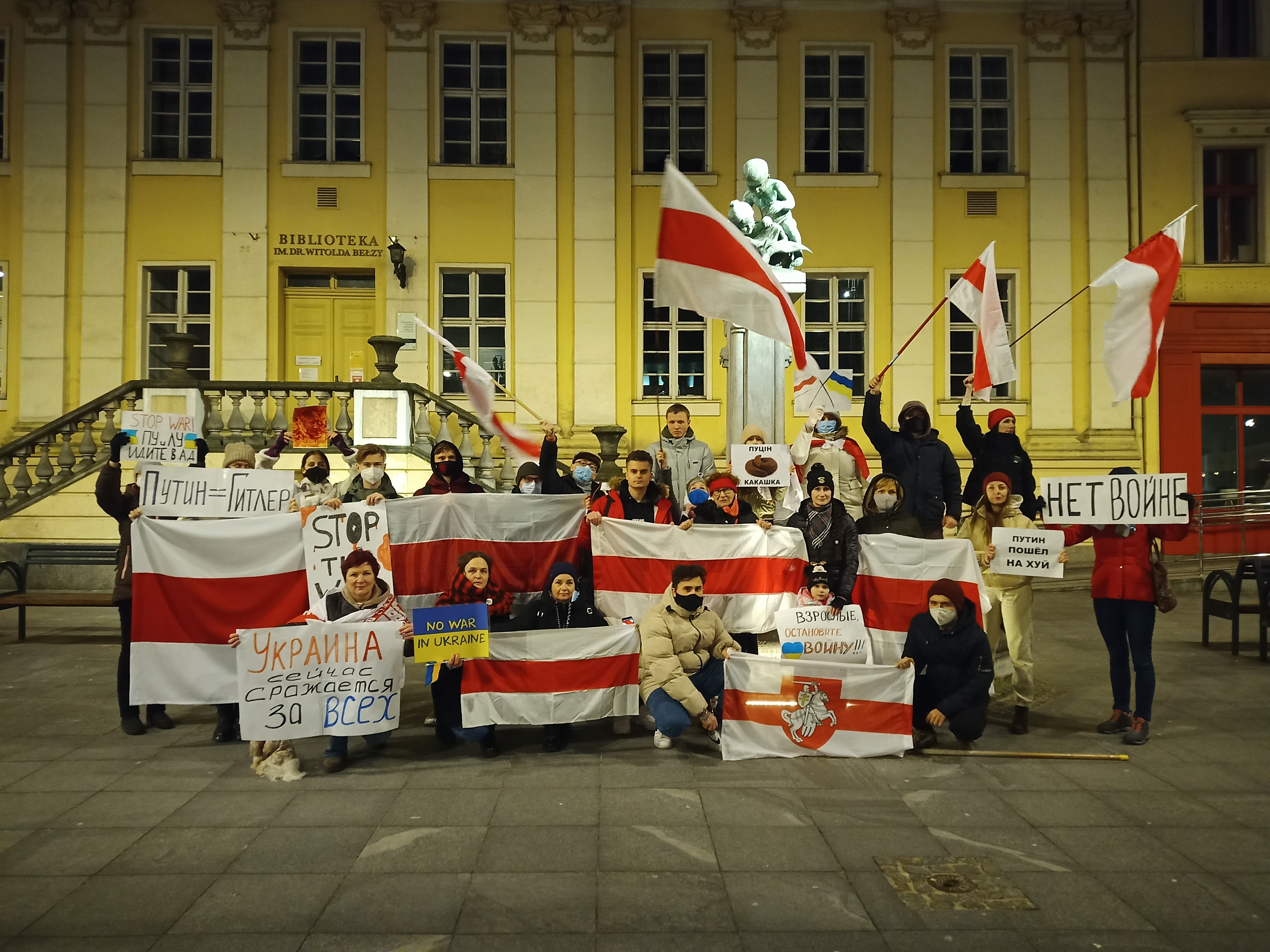
Biểu tình phản đối ở  Bydgoszcz, Ba Lan.
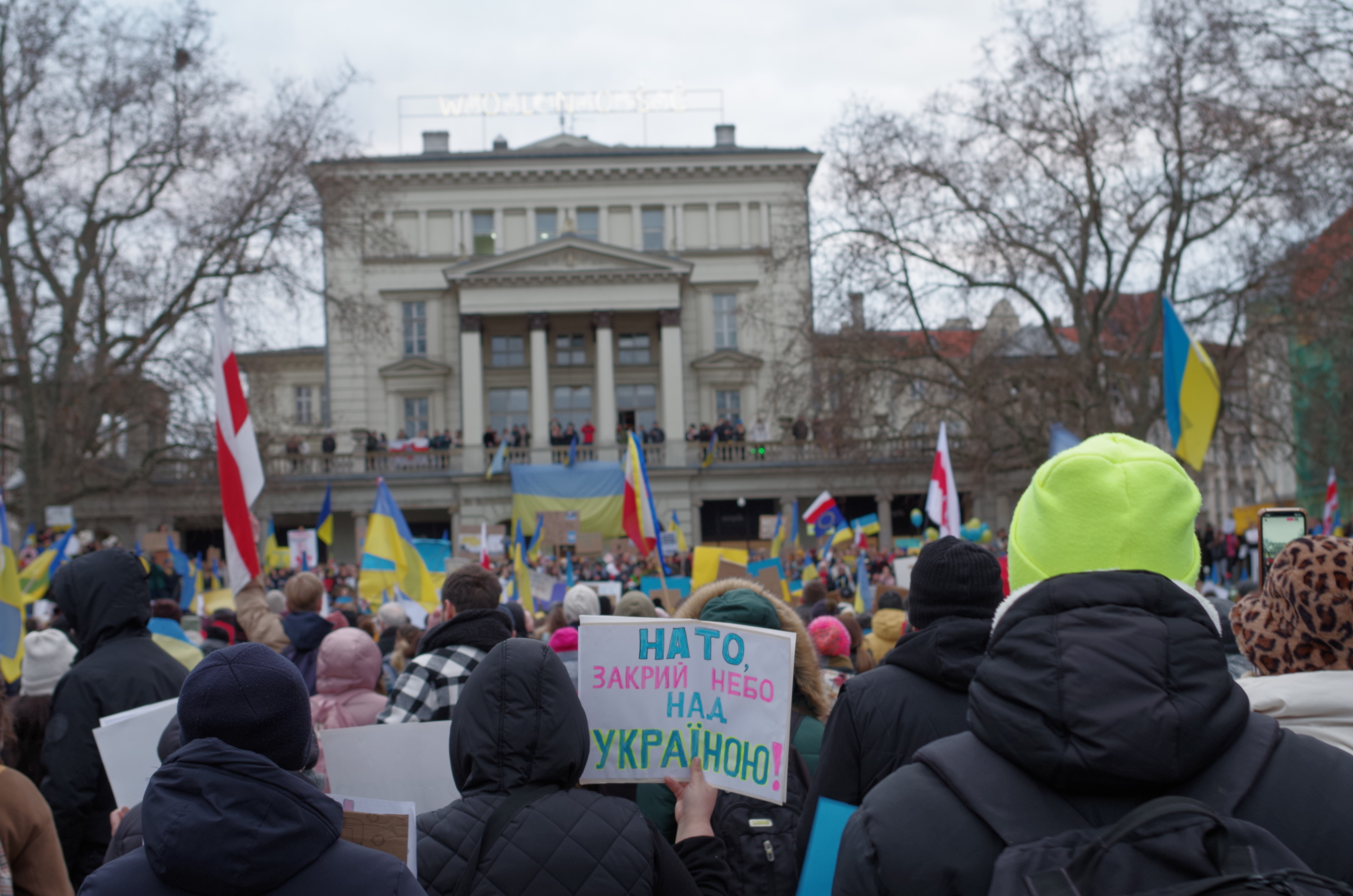
Biểu tình phản đối ở  Poznań, Ba Lan
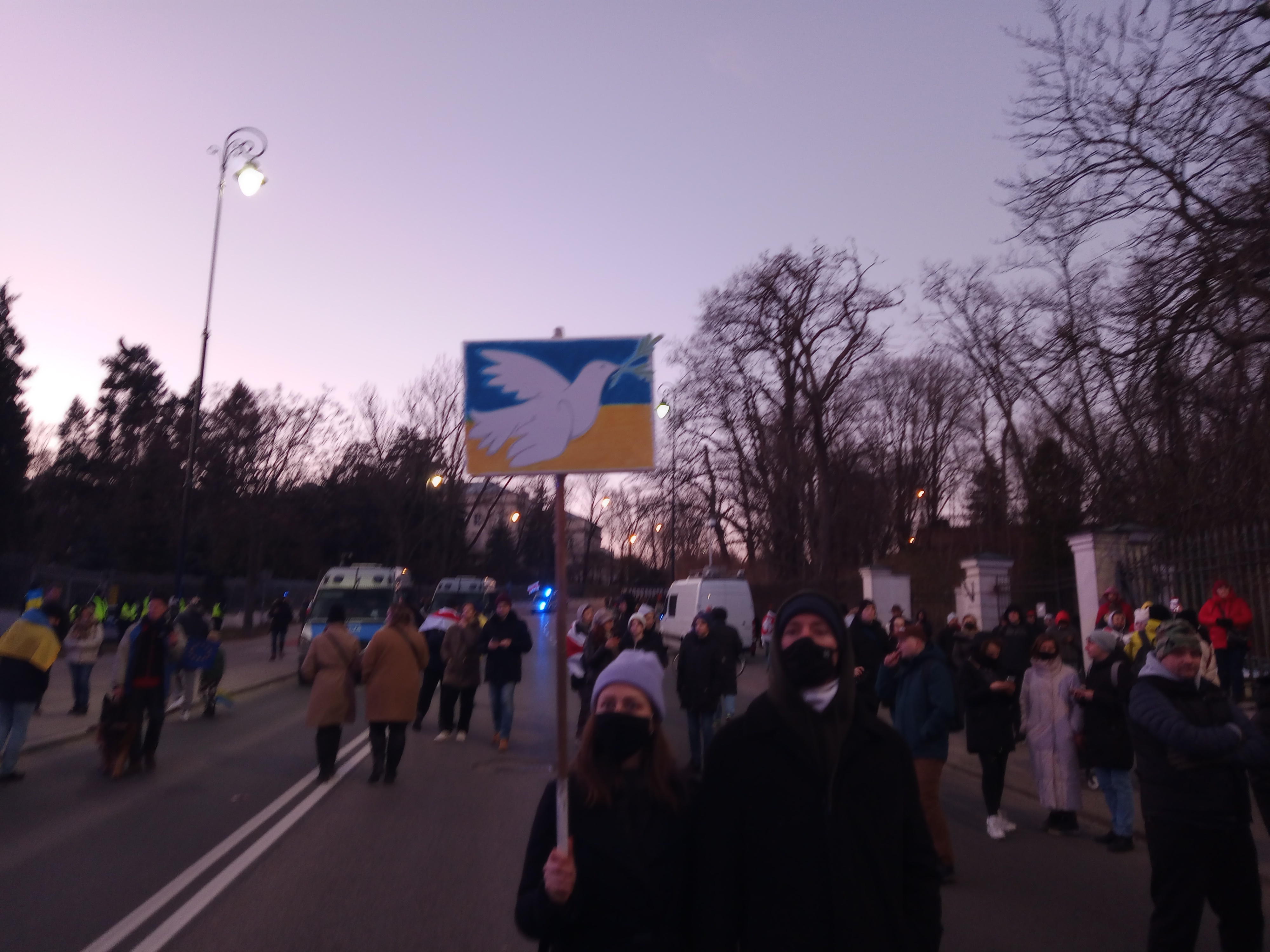
Biểu tình phản đối ở  Warsaw, Ba Lan.
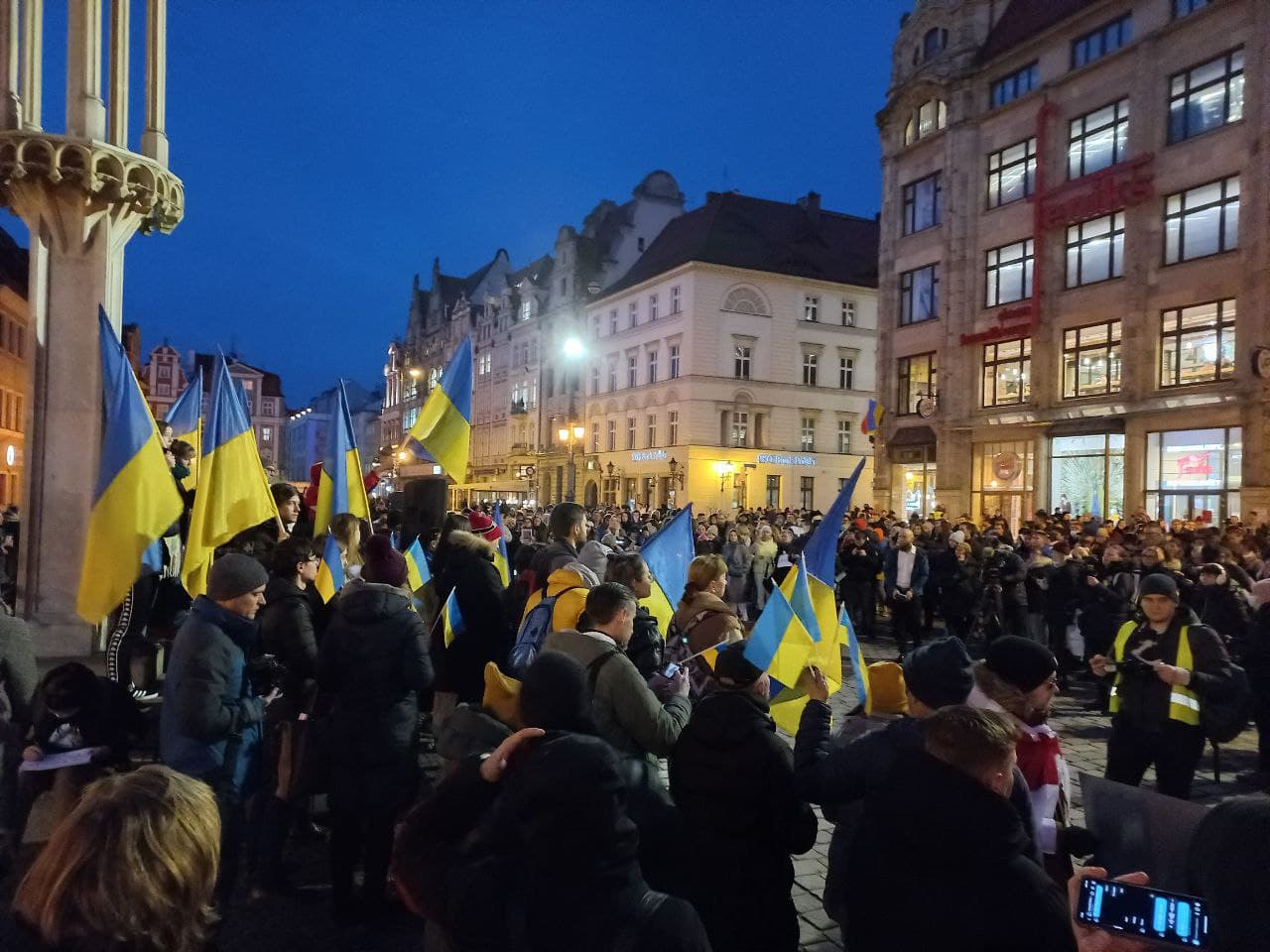
Biểu tình phản đối ở  Wrocław, Ba Lan.
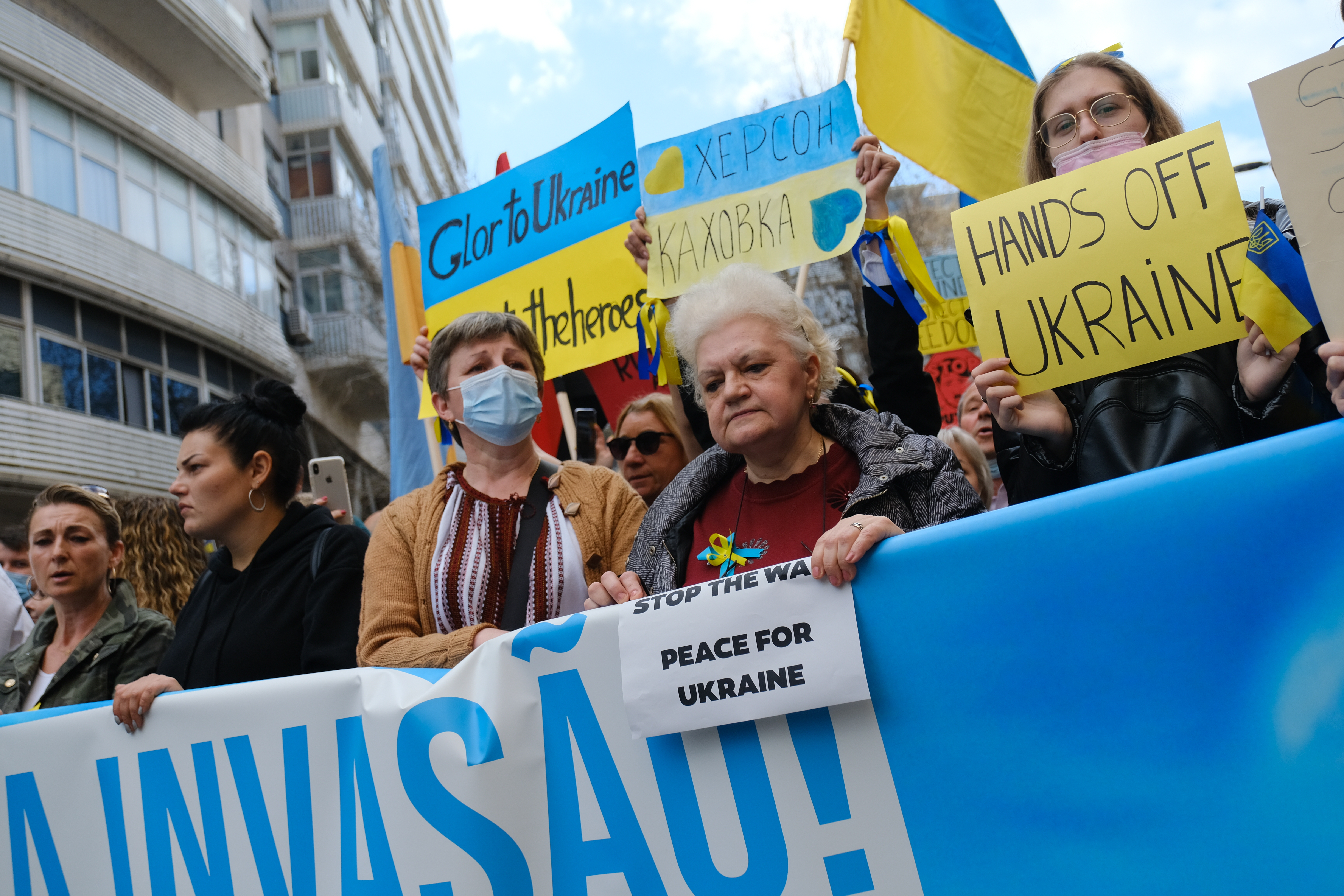
Biểu tình phản đối ở  Lisbon, Bồ Đào Nha.
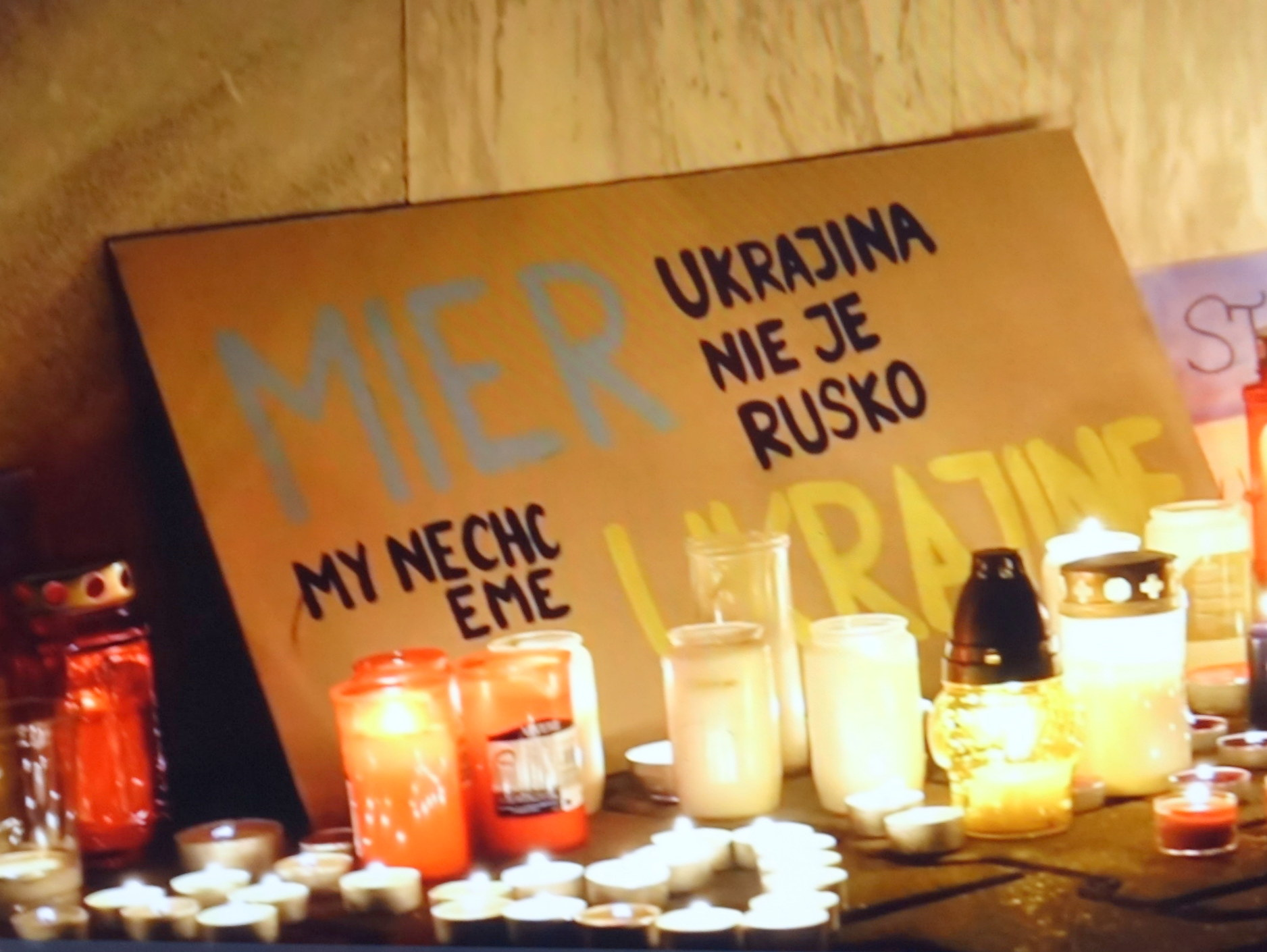
Những ngọn nến được thắp sáng để tưởng nhớ những nạn nhân của cuộc xâm lược, Bratislava, Slovakia.
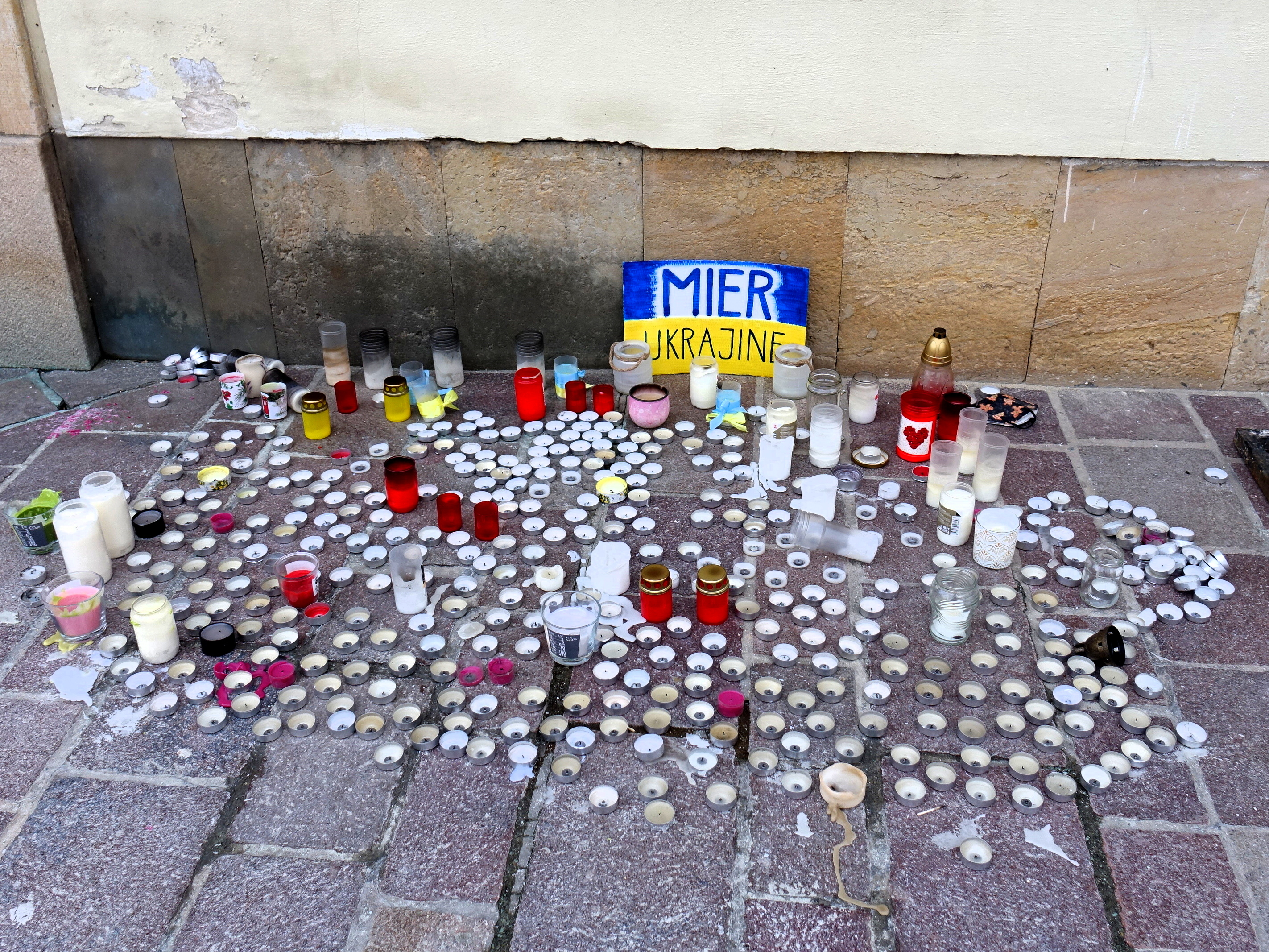
Nến tưởng niệm ở Prešov, Slovakia.
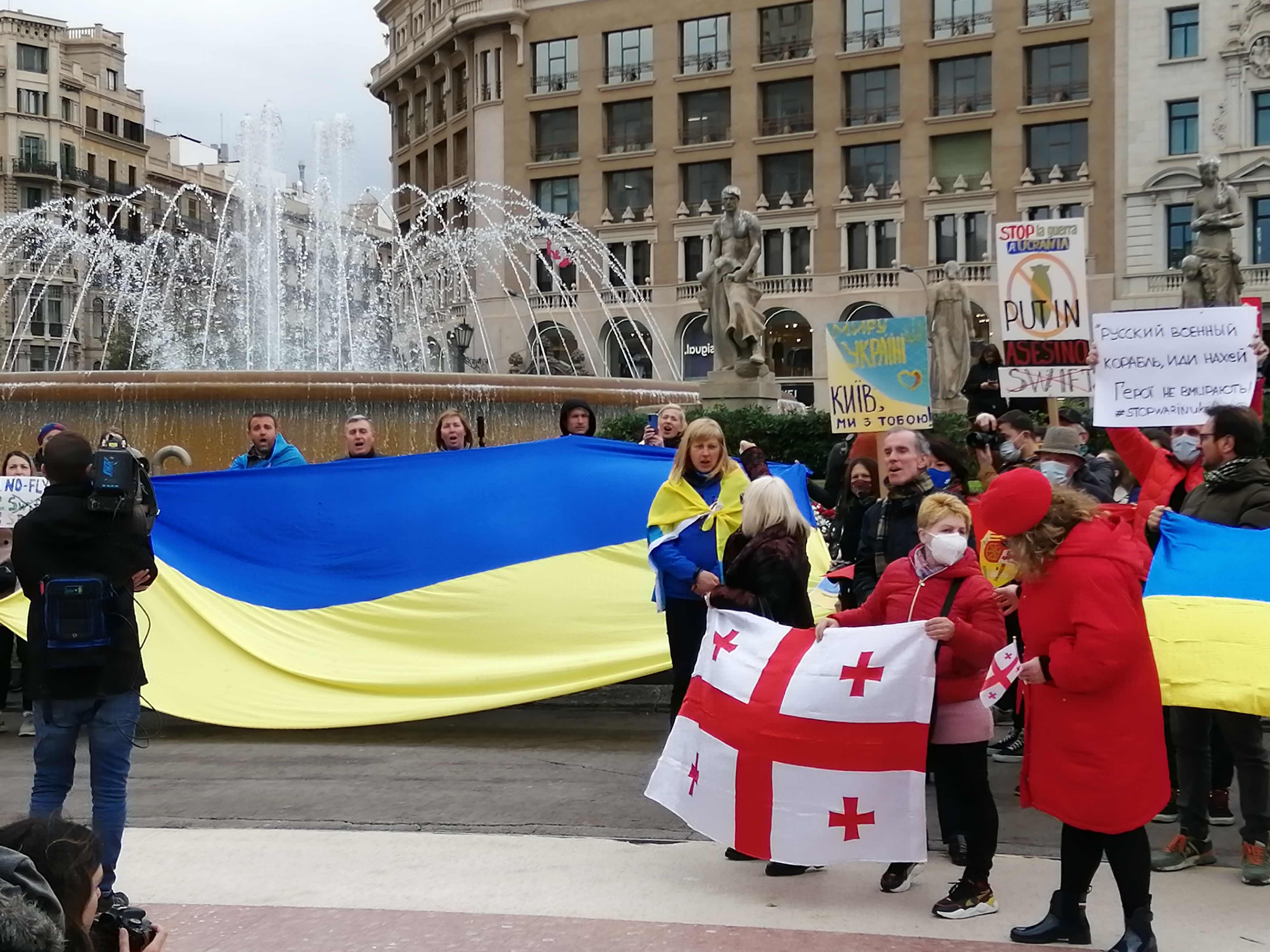
Biểu tình phản đối ở  Barcelona, Tây Ban Nha.
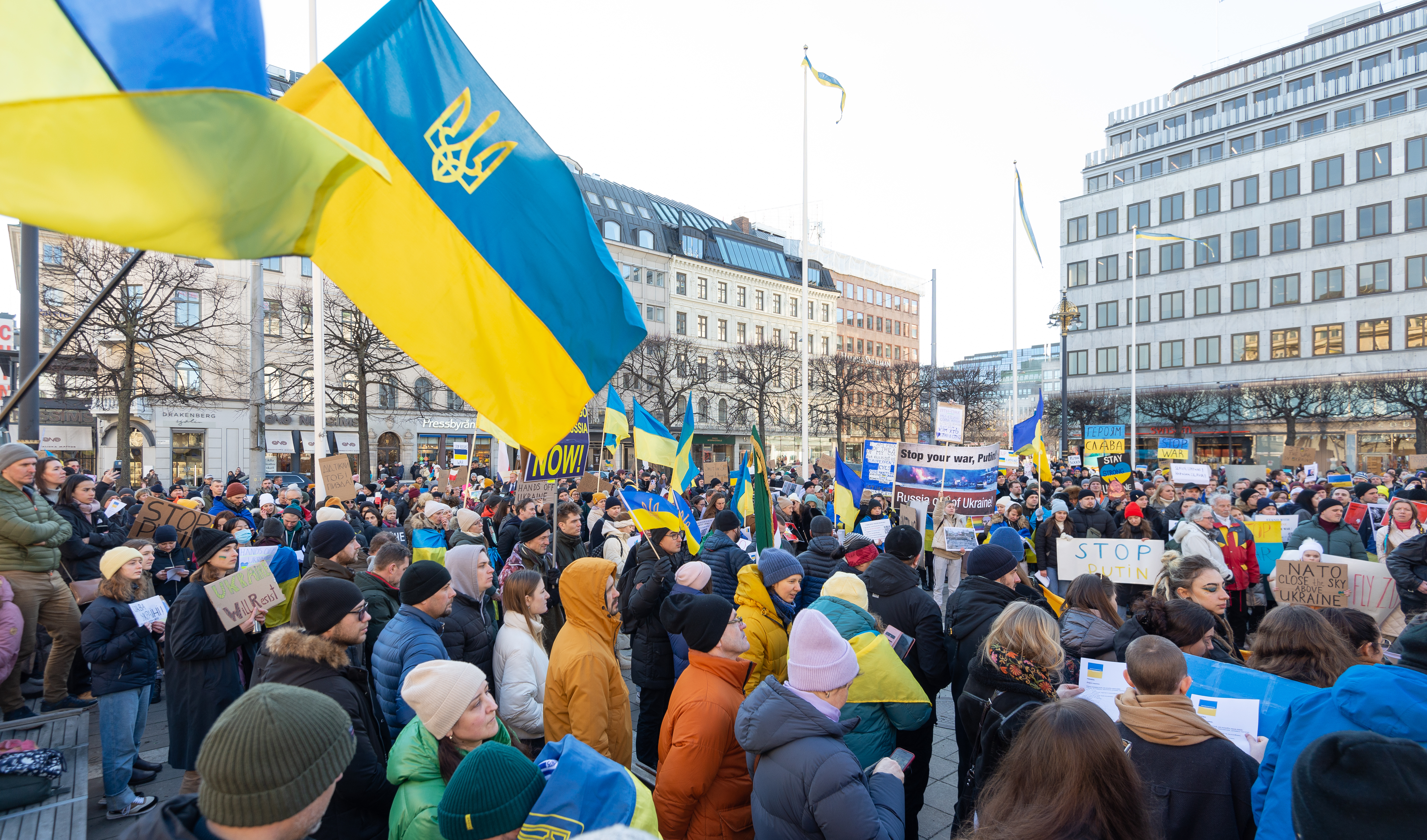
Biểu tình phản đối ở  Stockholm, Thụy Điển.
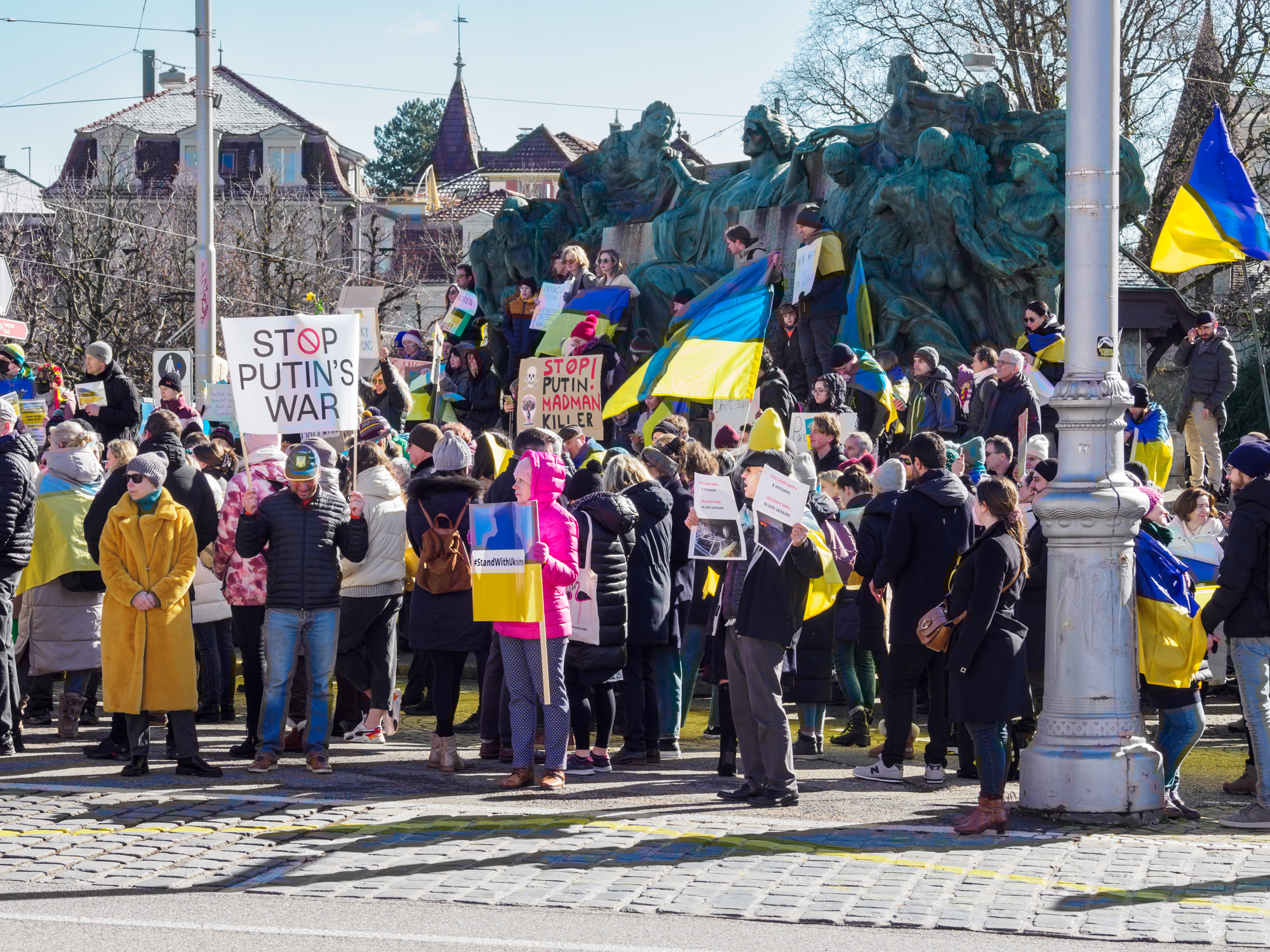
Biểu tình phản đối ở  Bern, Thụy Sĩ.
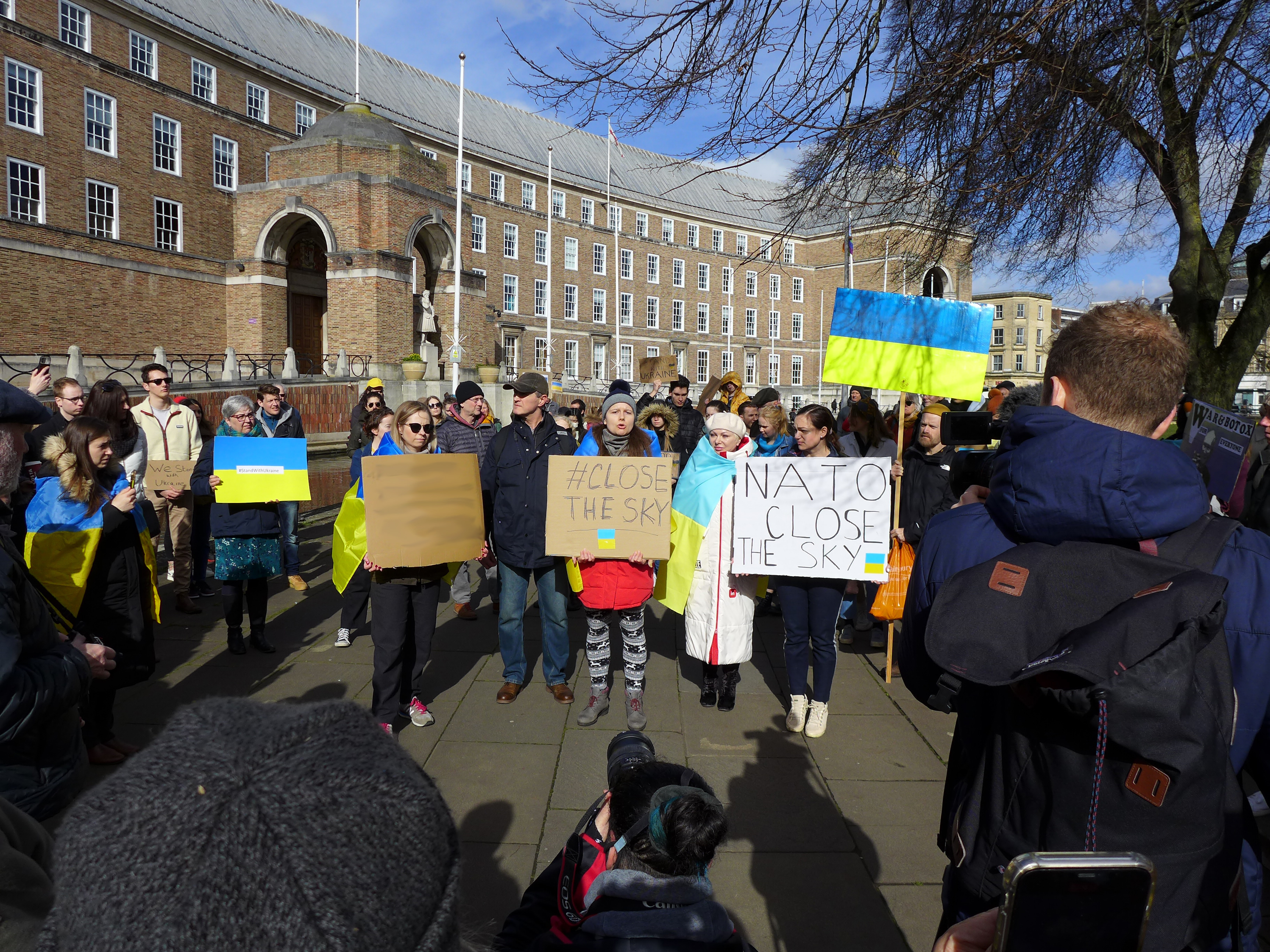
Biểu tình phản đối ở  Bristol, Anh
Biểu tình phản đối ở  Glasgow, AnhBiểu tình phản đối ở  Glasgow, Anh
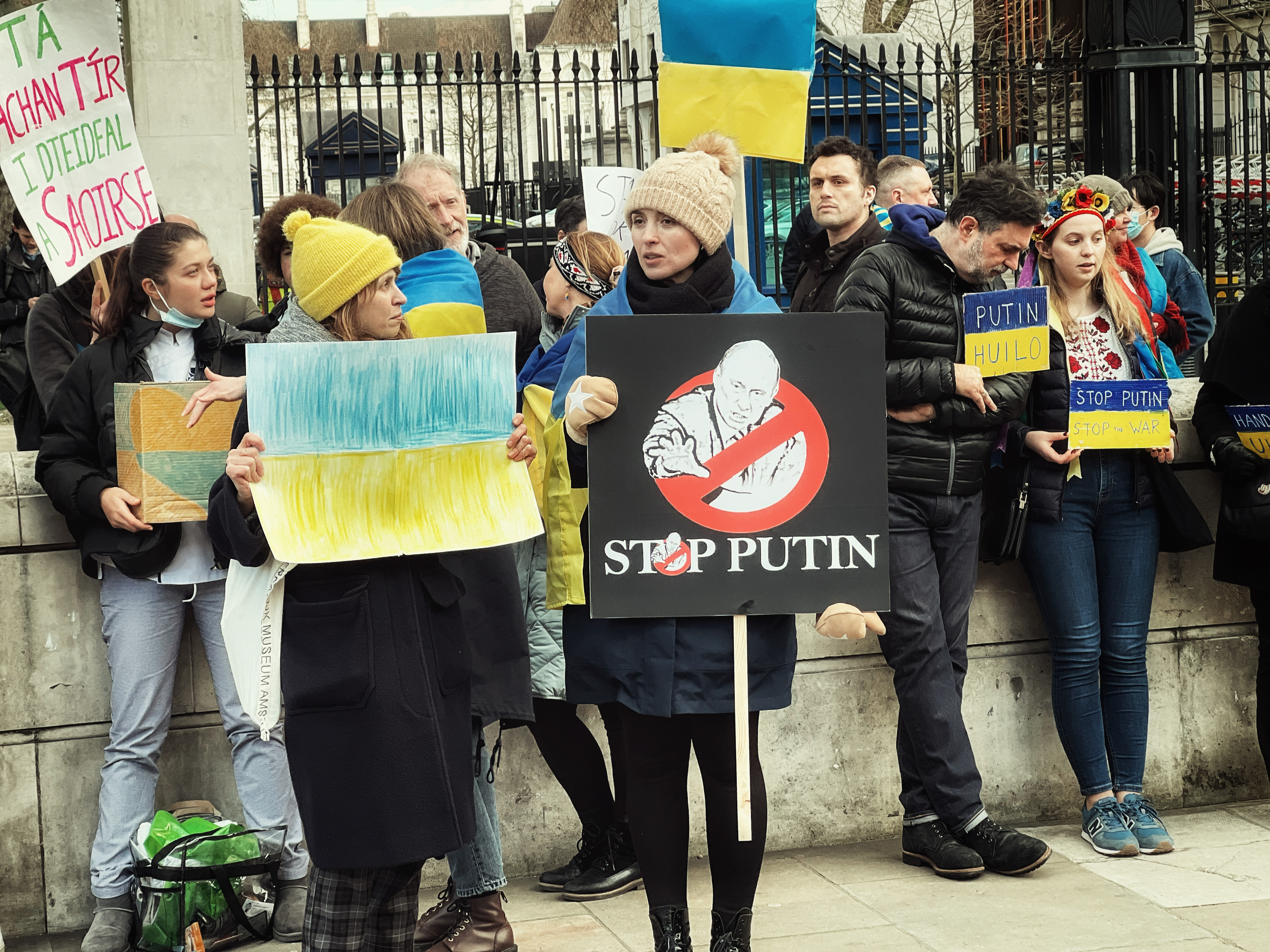
Biểu tình phản đối ở  Luân Đôn, Anh
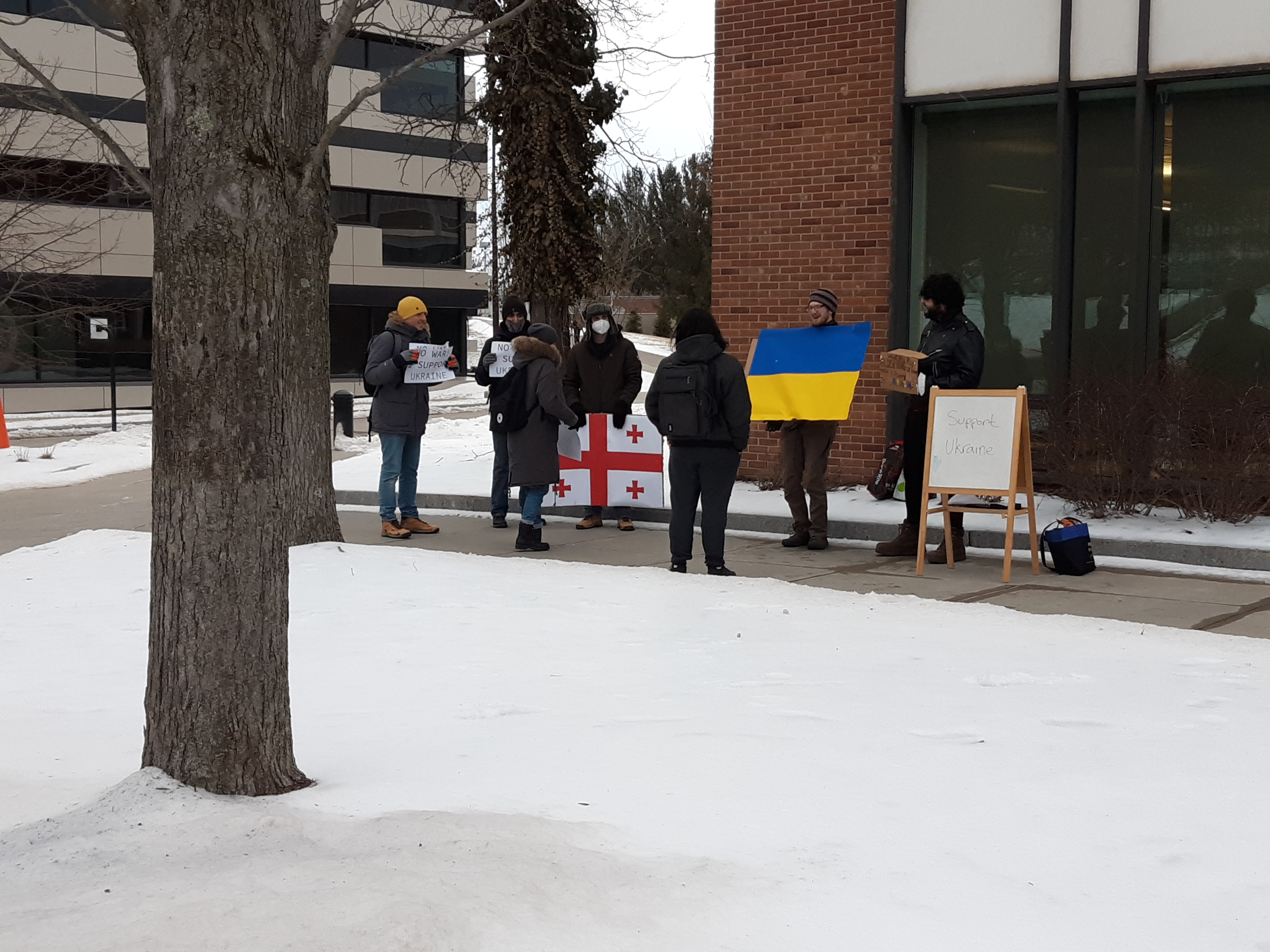
Sinh viên Đại học Binghamton, Hoa Kỳ
- Cầu nguyện tại Boise, Hoa Kỳ
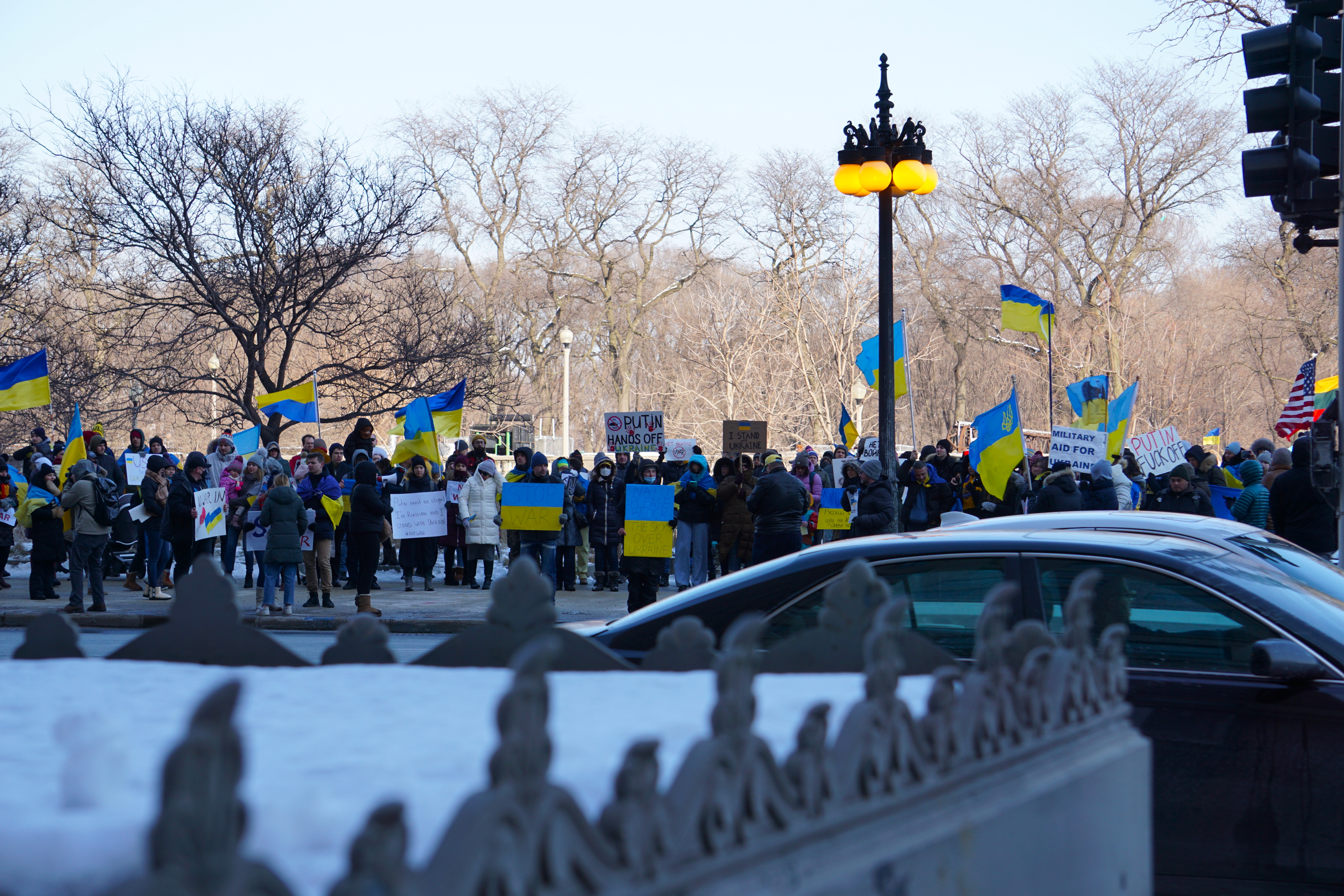
Biểu tình phản đối ở  Chicago, Hoa Kỳ
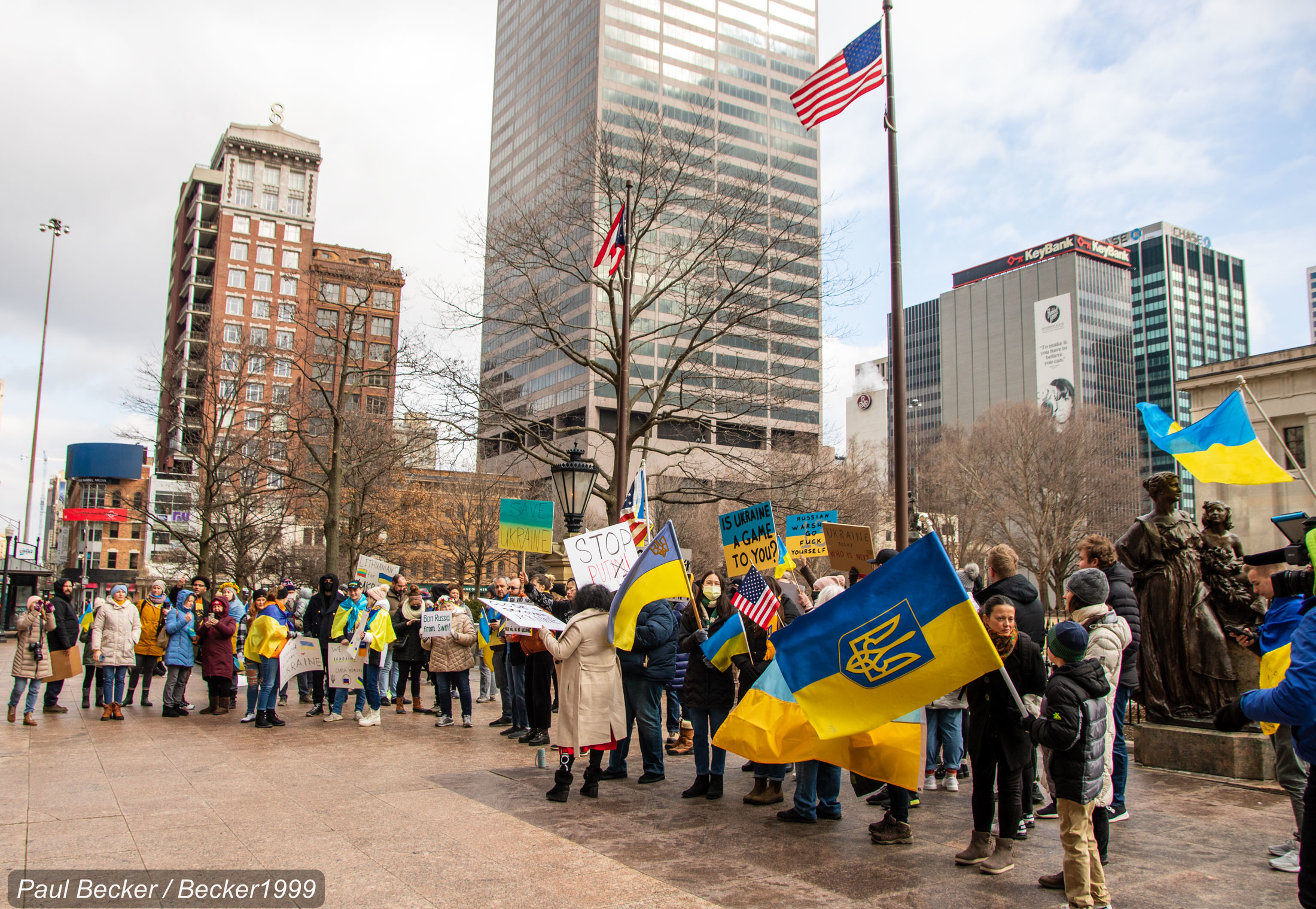
Biểu tình phản đối ở  Columbus, Hoa Kỳ
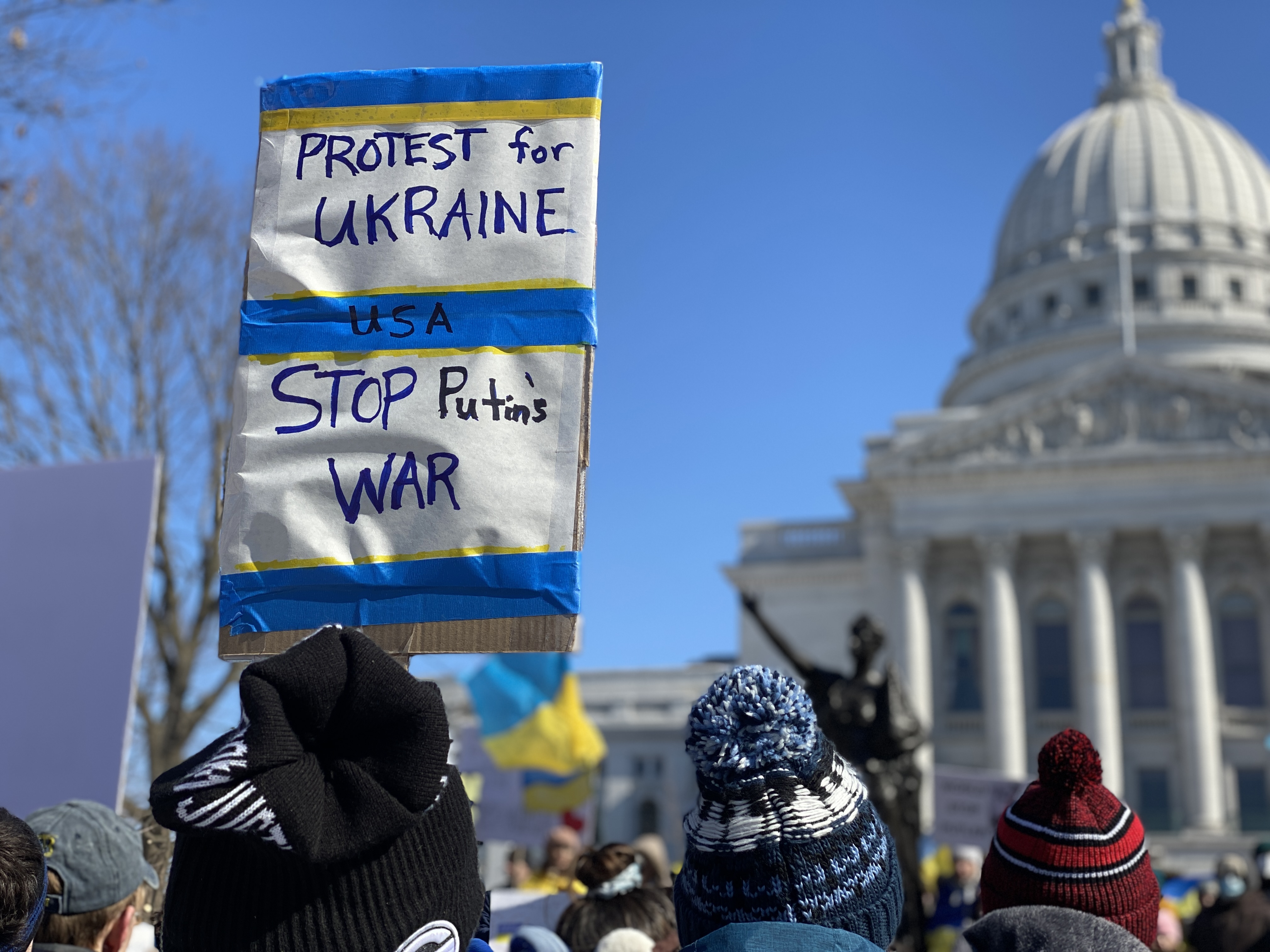
Biểu tình phản đối ở  Madison, Hoa Kỳ
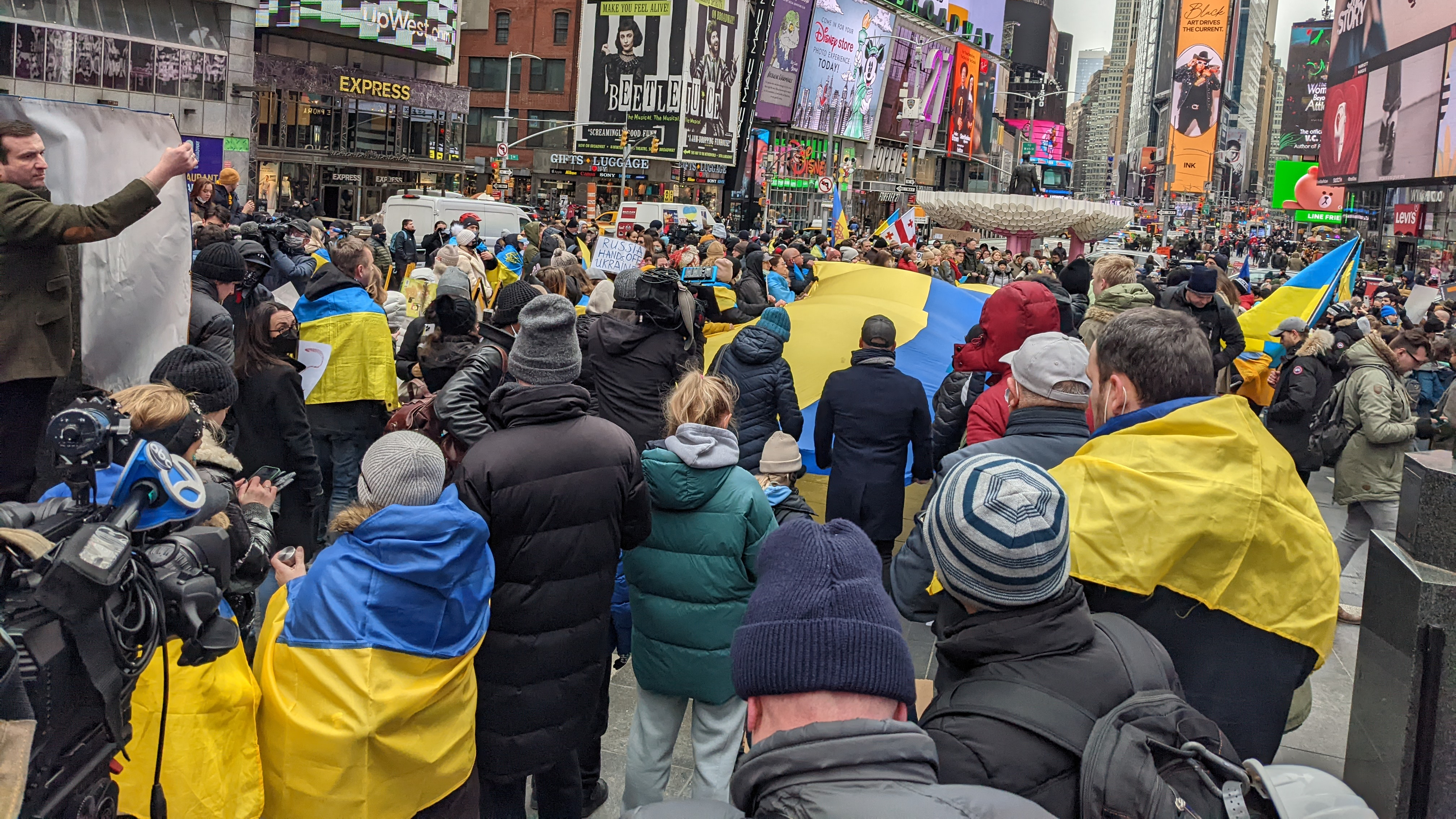
Biểu tình phản đối ở  New York City, U.S.
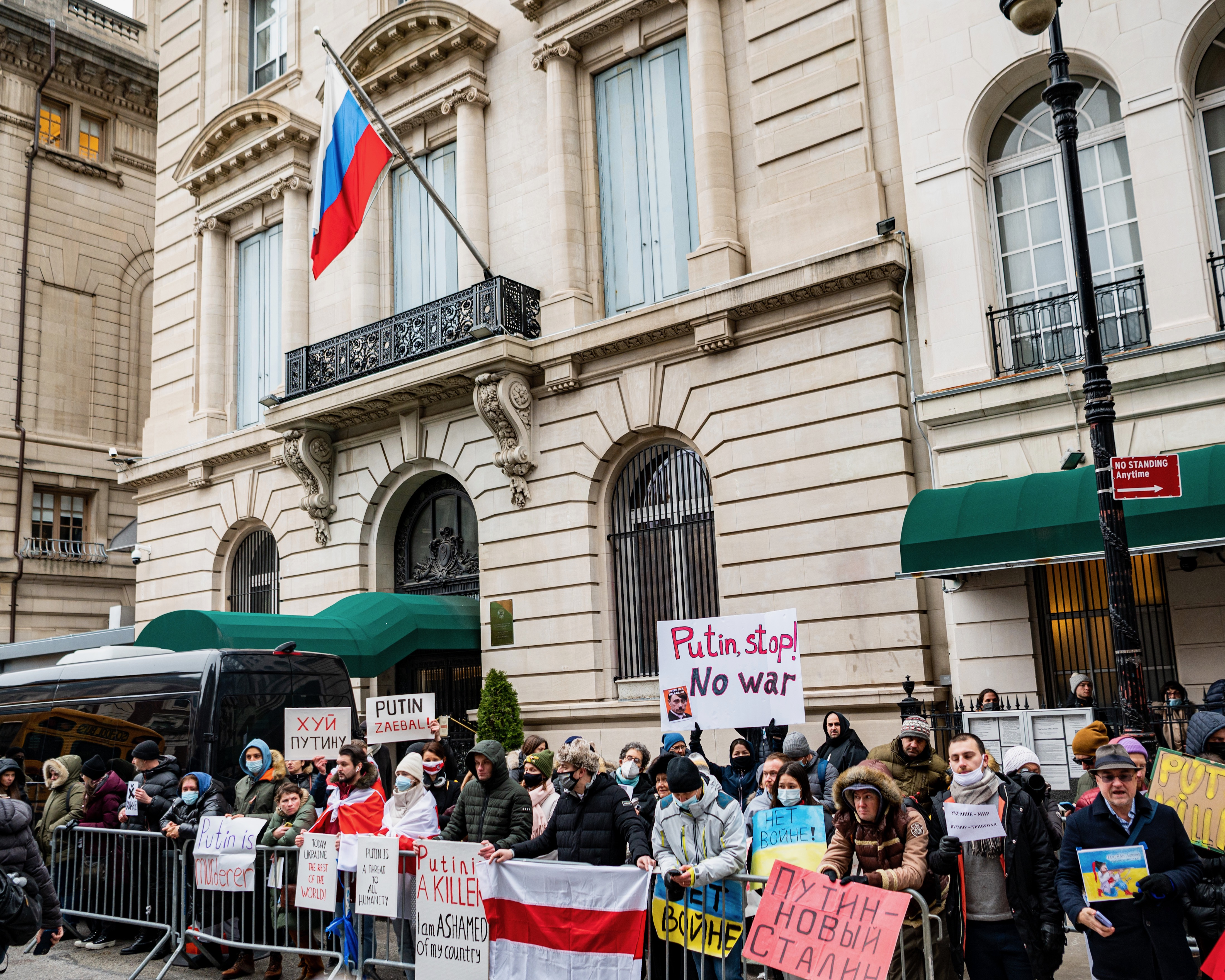
Tập hợp ủng hộ Ukraine bên ngoài Tổng lãnh sự quán Nga, Thành phố New York
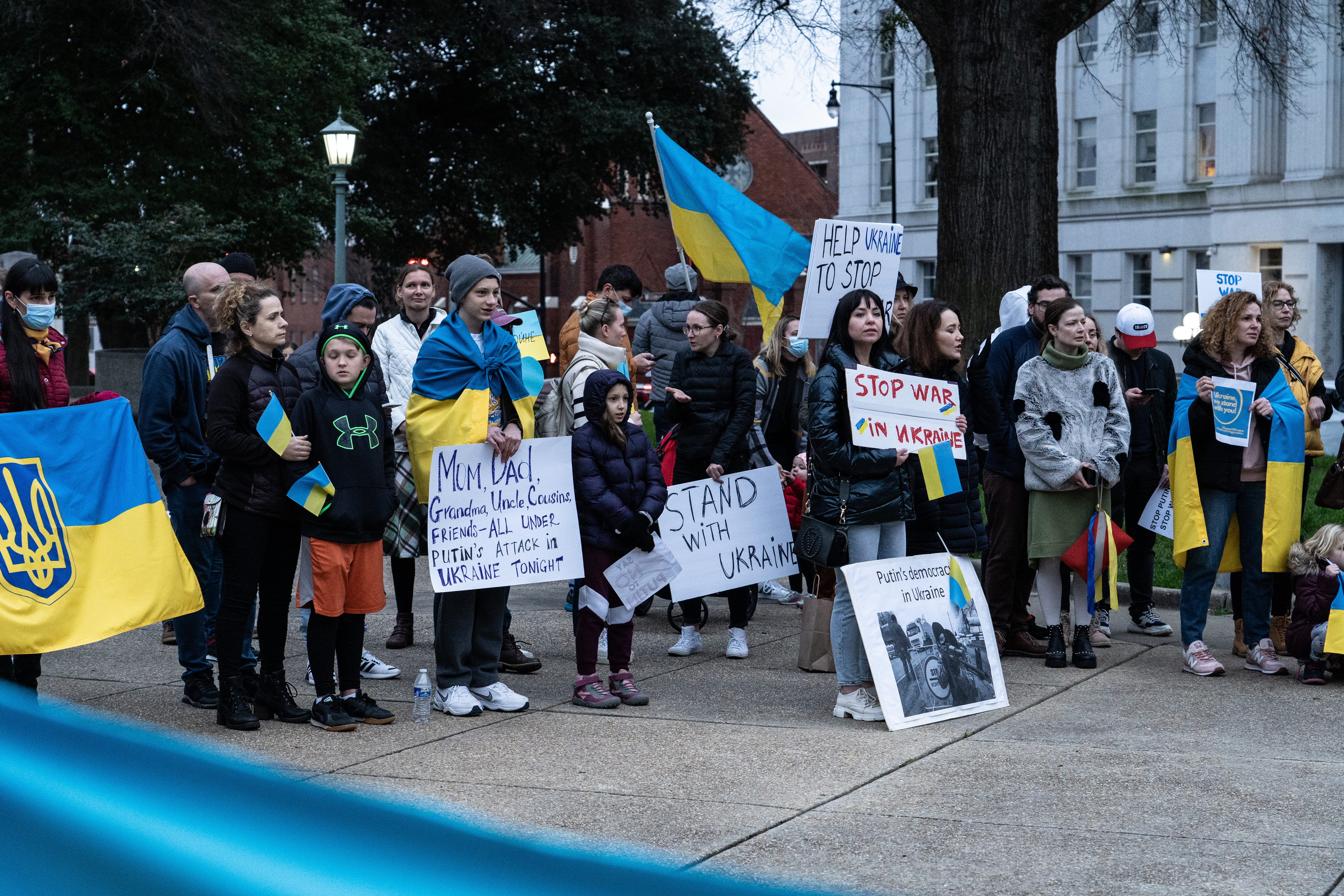
Biểu tình phản đối ở  Raleigh, North Carolina, Hoa Kỳ
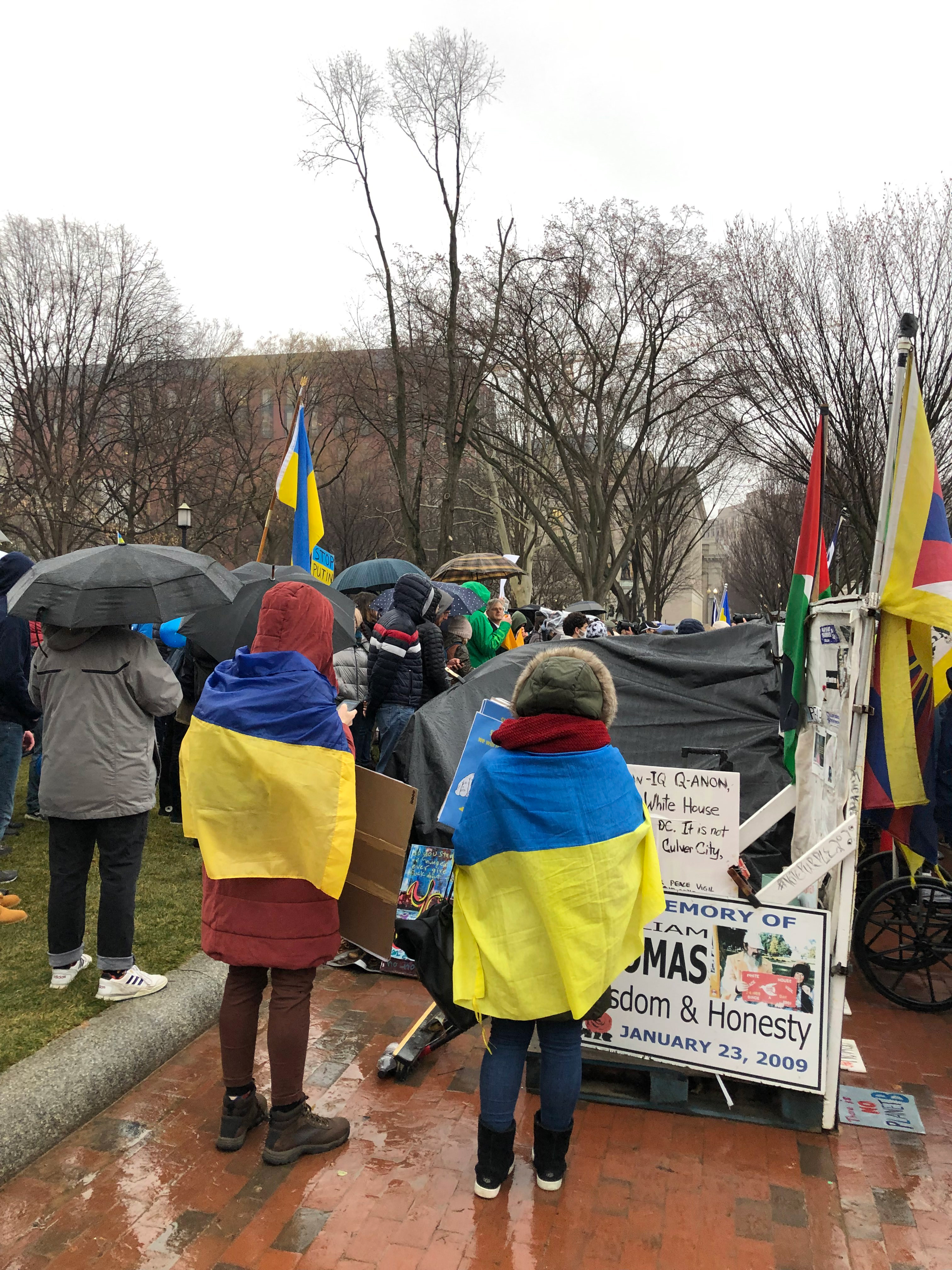
Một cuộc biểu tình ủng hộ Ukraine bên ngoài Nhà Trắng, Washington, D.C., Hoa Kỳ
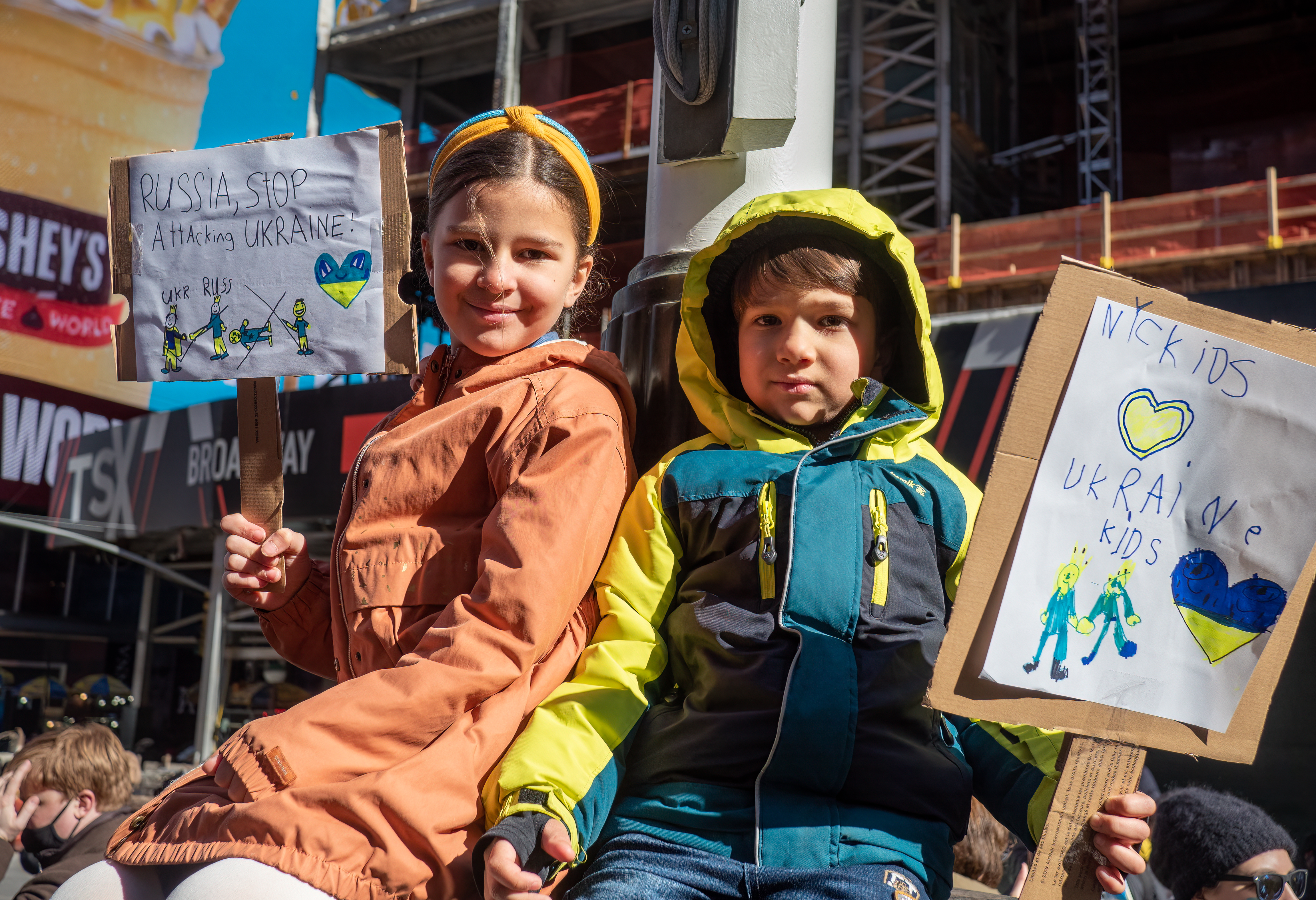
Ở Quảng trường Thời Đại, New York
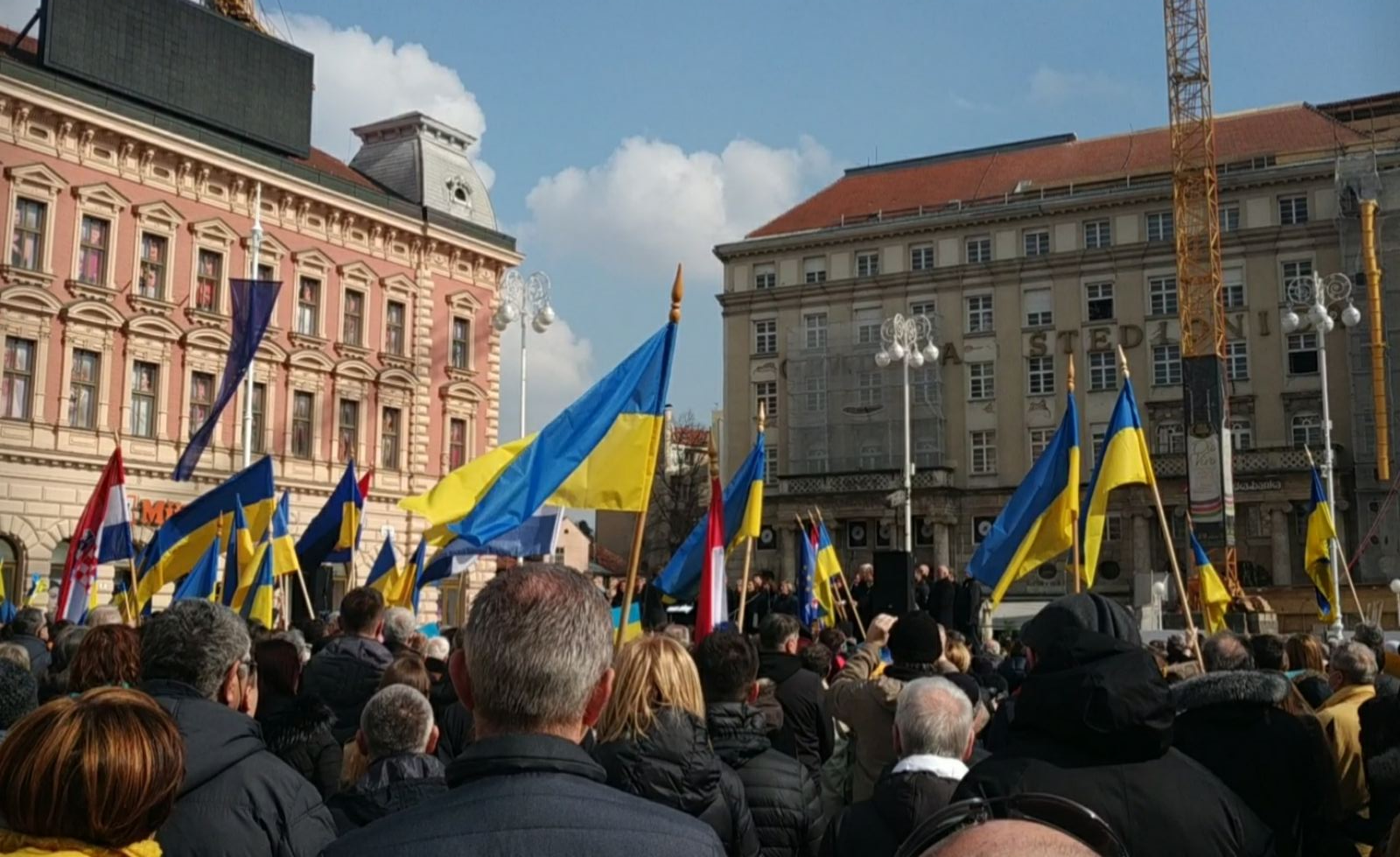
Biểu tình phản đối ở  Zagreb, Croatia